# Combattimenti nella città di Stalingrado
I combattimenti nella città di Stalingrado furono una fase della grande battaglia combattuta nella seconda metà del 1942 tra le forze della Wehrmacht e quelle dell'Armata Rossa nel settore meridionale tra il Don e il Volga del fronte orientale durante la seconda guerra mondiale.
Per oltre due mesi la 6ª Armata del generale Friedrich Paulus sferrò una serie di attacchi violenti e sanguinosi per cercare di conquistare l'importante città industriale di Stalingrado e schiacciare le forze della 62ª Armata sovietica al comando del generale Vasilij Čujkov asserragliata all'interno dell'abitato. I combattimenti, tra i più duri e cruenti di tutta la guerra, si svolsero in gran parte a distanza ravvicinata tra le rovine degli edifici e dei grandi impianti industriali della città devastata e costarono dure perdite ad entrambe le parti.
I tedeschi, pur ottenendo alcuni successi grazie alla loro superiorità numerica e di mezzi, non riuscirono a conquistare completamente la città ed invece logorarono le loro forze di prima linea di fronte alla coraggiosa ed inesauribile resistenza nemica, esponendosi inoltre alla controffensiva generale sovietica che sarebbe iniziata il 19 novembre 1942 ed avrebbe cambiato completamente la situazione.

## La marcia su Stalingrado
(Annotazione del 29 luglio 1942 riportata nel diario del soldato tedesco Wilhelm Hoffmann, appartenente alla 94. Infanterie-Division, caduto a Stalingrado)

### Arrivo dei tedeschi sul Volga
Il 23 luglio 1942 Adolf Hitler diramò la sua Direttiva n. 45 "Braunschweig" che modificava profondamente il primitivo progetto di offensiva nel settore meridionale del fronte orientale (operazione Blu), pianificato dall'OKH e dal OKW allo scopo di ottenere un successo decisivo in Unione Sovietica. La nuova direttiva del Führer, basata su una sottovalutazione delle residue capacità di resistenza dell'Armata Rossa, prevedeva un'avanzata contemporanea verso il Caucaso e verso il Volga. Mentre il Gruppo d'armate A del feldmaresciallo Wilhelm List sarebbe penetrato in profondità a sud di Rostov e avrebbe conquistato il Kuban', la costa del Mar Nero, il Caucaso e i pozzi di petrolio di Majkop e Baku (operazione Edelweiss), il Gruppo d'armate B del generale Maximilian von Weichs avrebbe dovuto marciare oltre il Don in direzione dell'importante città industriale di Stalingrado; dopo aver raggiunto il Volga le truppe tedesche avrebbero dovuto discendere verso sud fino ad Astrachan' (operazione Fischreiher). Mentre nella Direttiva originale dell'operazione Blu non era richiesto esplicitamente di occupare Stalingrado ma veniva ordinato solo di neutralizzarla come nodo di comunicazioni e centro industriale, per la prima volta nella Direttiva n. 45 Hitler affermava espressamente, riguardo a Stalingrado, che "la città stessa deve essere conquistata". Questa missione spettava principalmente alla 6ª Armata del generale Friedrich Paulus, la formazione più potente dello schieramento della Wehrmacht all'est.

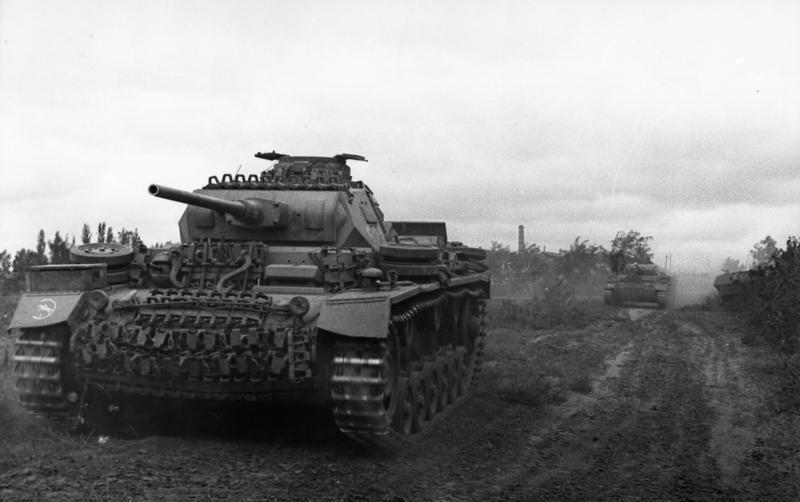
I panzer tedeschi avanzano verso la città sul Volga.

Il generale Paulus iniziò la sua offensiva verso il Don ed il Volga a partire dal 25 luglio e durante la prima settimana riuscì, nonostante carenze di carburante, la resistenza sovietica ed alcuni contrattacchi nemici, ad avanzare verso la grande ansa del Don ed a accerchiare una parte delle forze sovietiche ad ovest di Kalač. Questi scontri furono coronati da successo ma richiesero tempo e permisero ai sovietici di riorganizzare le loro forze. Le difese sovietiche erano state concentrate dal 12 luglio in un nuovo Fronte di Stalingrado al comando del generale Vasilij Gordov, con la 62ª Armata del generale Anton Lopatin e la 64ª Armata del generale Michail Šumilov. Dopo le prime sconfitte il generale Gordov venne sostituito il 9 agosto dall'esperto e combattivo generale Andrej Erëmenko che cercò di rafforzare le difese sovietiche a ovest di Stalingrado e contemporaneamente fece fronte a sud all'avanzata della 4ª Panzerarmee del generale Hermann Hoth che, in marcia verso il Caucaso, il 30 luglio era stata dirottata da Hitler verso nord per supportare l'attacco da ovest del generale Paulus.
La situazione ebbe una svolta drammatica il 21 agosto: il 14º Panzerkorps del generale Gustav von Wietersheim, elemento di punta della 6ª Armata, attraversò il Don sui ponti di Vertjacij ed il 23 agosto il generale Paulus, che nel suo ordine di operazioni del 19 agosto aveva mostrato fiducia ipotizzando un possibile cedimento nemico, sferrò con la 16. Panzer-Division del generale Hans-Valentin Hube l'attacco finale in direzione del Volga e della periferia settentrionale di Stalingrado. L'attacco superò rapidamente la debole resistenza e nel tardo pomeriggio, dopo un'audace avanzata di circa 60 chilometri, i panzer raggiunsero il fiume e il quartiere settentrionale di Rynok della città industriale.
Alle ore 18:00 dello stesso giorno la 4ª Luftflotte del generale Wolfram von Richthofen scatenò un devastante attacco aereo alla città: impiegando soprattutto bombe incendiarie, gli aerei tedeschi colpirono le strutture amministrative e residenziali della città, i quartieri periferici costruiti principalmente in legno, i depositi di petrolio, le banchine degli approdi sul Volga. Le fiamme distrussero gran parte degli edifici in legno e molte costruzioni del centro vennero ridotte in macerie, il panico si diffuse tra la popolazione, i depositi si incendiarono, le vittime tra i civili furono molto alte, il fumo avvolse completamente la città.

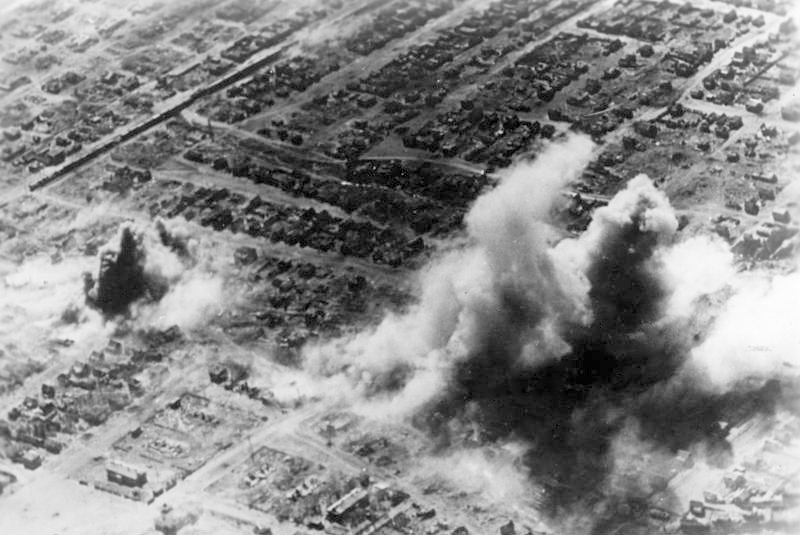
La Luftwaffe inizia i bombardamenti sistematici di Stalingrado.

Nella notte del 23 agosto Stalin, preoccupato e fortemente irritato dall'evoluzione delle operazioni, intervenne via radio sollecitando il generale Erëmenko a non farsi impressionare dall'irruzione di "deboli forze tedesche" fino a Rynok, a mantenere la calma, conservare la fiducia nella vittoria e contrattaccare subito con le forze disponibili. Alle ore 23:00 dello 24 agosto il generale Erëmenko, dopo una drammatica riunione al quartier generale del Fronte Sud-Est con il generale Aleksandr Vasilevskij, il capo del partito locale Aleksej Semënovič Čujanov e Nikita Chruščёv (commissario capo del Fronte), presentò il rapporto a Stalin delineando la situazione critica a Stalingrado. Il generale chiese per telefono l'autorizzazione a iniziare ad evacuare i civili e le fabbriche strategiche sulla riva orientale del Volga. Al contrario, Stalin, timoroso di un cedimento del morale in caso di evacuazione, proibì ogni trasferimento. Le industrie dovevano rimanere e produrre fino all'ultimo armi per il fronte, i civili e gli operai dovevano formare squadre di volontari per rinforzare le truppe, Stalingrado sarebbe stata difesa.
Il 1º settembre l'ordine del giorno del Fronte Sud-Est del generale Erëmenko sembrò confermare la volontà di resistenza sovietica e la decisione di battersi con la frase "il nemico deve essere e sarà distrutto a Stalingrado". In realtà Stalin non era affatto sicuro che Stalingrado avrebbe resistito e temeva che l'esercito rischiasse di cederla; il 28 agosto convocò con urgenza il generale Georgij Žukov, da pochi giorni nominato vice-comandante in capo, per inviarlo a sud e coordinare una serie di contrattacchi di alleggerimento.
Nel frattempo il generale Erëmenko riuscì il 24 agosto, con un raggruppamento improvvisato costituito con i 50 carri leggeri T-70 del 2º Corpo carri e del 23º Corpo carri e con reparti della 10ª Divisione NKVD del colonnello Aleksandr Saraev a fermare l'avanzata da nord in direzione della fabbrica di trattori della 16. Panzer-Division. I pochi aerei disponibili furono impiegati per colpire le colonne corazzate nemiche, reparti femminili di contraerea si sacrificarono contro i panzer, infine alla balka Suchaja Mečëtka, 800 metri a nord della fabbrica di trattori, i tedeschi furono bloccati e alle ore 18:00 iniziarono a ripiegare sospendendo gli attacchi.

### La battaglia nelle vie di accesso a Stalingrado

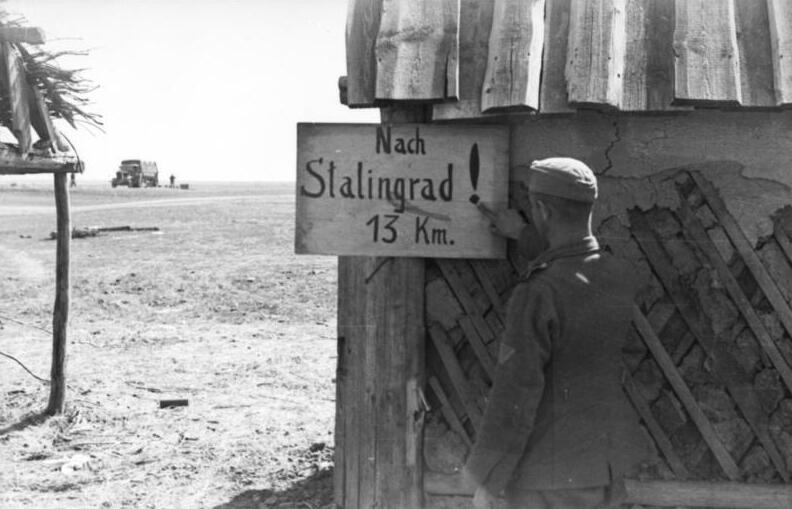
I tedeschi si avvicinano a Stalingrado; un cartello indica che la città dista solo tredici chilometri.

La situazione delle forze del generale Erëmenko rimaneva molto precaria; il 25 agosto, Stalin autorizzò una ritirata della 62ª Armata verso l'ultima linea difensiva di Stalingrado a ridosso della città; il 29 agosto il dittatore inviò il generale Žukov a sud con l'ordine di attaccare entro il 2 settembre con tre nuove armate nel corridoio Don-Volga sul fianco sinistro della 6ª Armata. Arrivato sul posto, il generale chiese un rinvio fino al 6 settembre; il 3 settembre Stalin inviò un messaggio molto allarmato a Žukov richiedendo un contrattacco immediato, dato che i tedeschi potevano "prendere Stalingrado oggi o domani". Solo con difficoltà e dopo un violento alterco al telefono, il generale riuscì a convincere il dittatore a rimandare fino al 5 settembre. A partire da quel giorno il generale Žukov, insieme al generale Gordov, vicecomandante del Fronte di Stalingrado, attaccò per una settimana di seguito il fianco sinistro del 14º Panzerkorps, senza ottenere risultati, ma attirando una parte delle forze tedesche. Il generale Paulus fu messo in difficoltà da questi attacchi ma superò la crisi: destituì il generale von Wietersheim che consigliava la ritirata, sostituendolo con il generale Hube, e mantenne le posizioni sul Volga a Rynok.

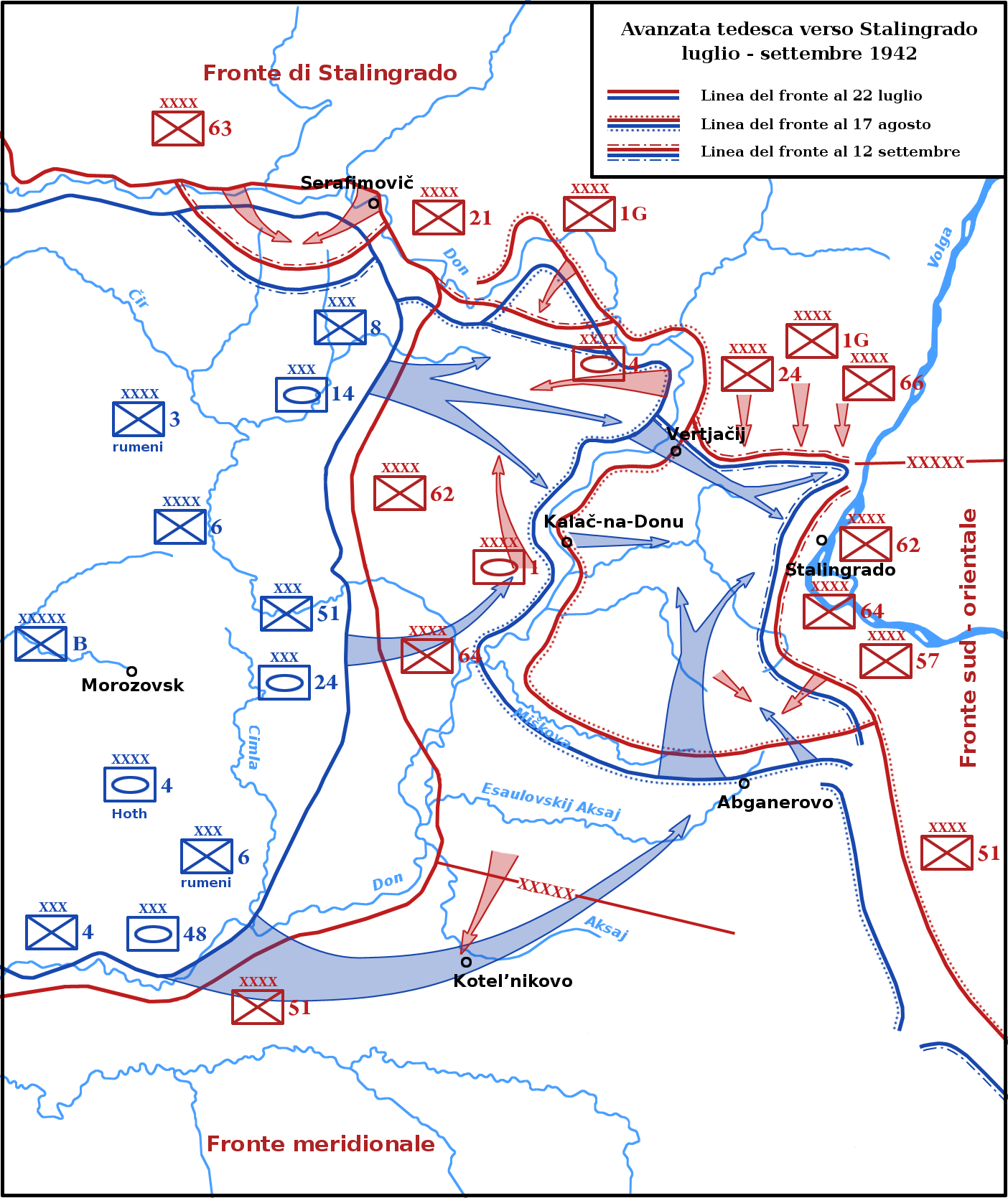
L'avanzata convergente dei tedeschi su Stalingrado.

Nel frattempo la situazione sovietica era peggiorata a sud dove il 29 agosto la 4ª Panzerarmee del generale Hoth riprese la sua marcia a nord dell'Aksaj verso la periferia meridionale di Stalingrado e, con una manovra aggirante, superò le difese della 64ª Armata a Tondutovo, avanzando verso Voroponovo e Pitomnik. Questo successo metteva in pericolo le retrovie della 62ª Armata che, su ordine di Stalin e del generale Erëmenko, si stava ritirando verso la città sotto la pressione frontale del 51º Corpo d'armata del generale Walther von Seydlitz-Kurzbach. Il comando del Gruppo d'armate B sperò in questa fase che le forze sovietiche della 62ª Armata potessero essere accerchiate prima del loro ripiegamento dentro la città, ma la manovra, effettuata con forze insufficienti e in uno spazio troppo ristretto, non riuscì. Il generale Paulus, pressato a nord dai contrattacchi sovietici e preoccupato per la posizione isolata a Rynok del generale Hube, poté inviare a sud, incontro alle forze del generale Hoth, solo una parte del 51º Corpo. Il 2 settembre la 71ª Divisione fanteria della 6ª Armata si congiunse a Voroponovo con la 24. Panzer-Division della 4ª Panzerarmee, ma i resti della 62ª Armata del generale Lopatin riuscirono a sfuggire alla trappola e a ripiegare sull'ultima linea difensiva davanti a Stalingrado (la linea "G"), mentre a sud, il generale Šumilov, comandante della 64ª Armata, riuscì a mantenere il possesso delle alture strategiche sul Volga di Krasnoarmejvsk e Beketovka.
Nella prima settimana di settembre le forze tedesche completarono le manovre di avvicinamento a Stalingrado, mentre la Luftwaffe e l'artiglieria riprendevano gli attacchi contro la città e contro le truppe sovietiche. Da ovest il generale Paulus occupò con le divisioni del 51º Corpo d'armata i sobborghi periferici di Stalingrado, Gorodišče e Aleksandrovska, portandosi in posizione d'attacco a circa otto km dal centro, mentre a sud il 48º Panzerkorps del generale Werner Kempf, appartenente all'armata del generale Hoth, avanzò verso la città vecchia a sud della Carica, raggiungendo il 10 settembre con reparti della 29ª Divisione motorizzata, il Volga a Kuporosnyj. In questo modo la 64ª Armata del generale Šumilov, ancora in possesso delle alture a sud, rimase separata dalla 62ª Armata del generale Lopatin; quest'ultima armata era tagliata fuori dal resto delle schieramento sovietico sia a sud, a Kuporosnyj, sia a nord, a Rynok, e si trovava respinta dentro Stalingrado, in grado di essere rifornita e rinforzata solo attraverso il fiume.

## Primo attacco della 6ª Armata
(Annotazione del 28 agosto 1942 riportata nel diario del soldato tedesco Wilhelm Hoffmann, appartenente alla 94. Infanterie-Division, caduto a Stalingrado)

### Forze tedesche e sovietiche all'inizio della battaglia

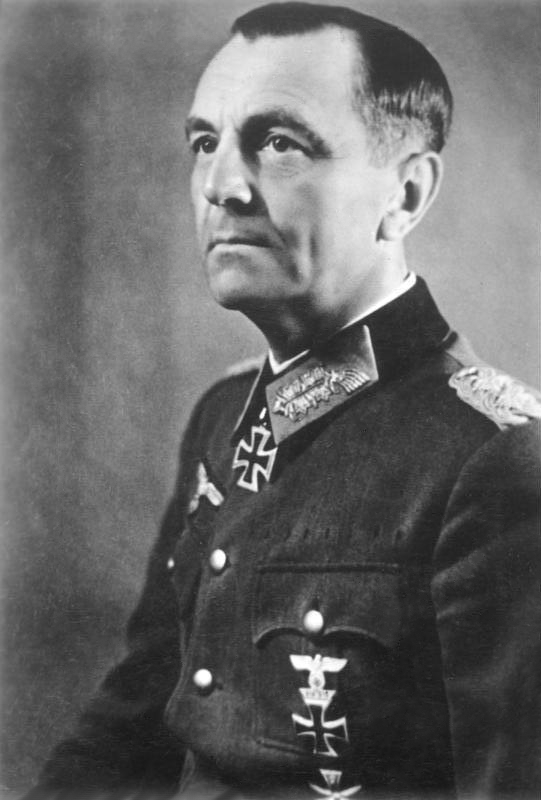
Il generale Friedrich Paulus, il comandante della 6ª Armata.

Il generale Friderich Paulus aveva assunto il comando della 6ª Armata nel gennaio 1942; ufficiale preparato ed esperto nel lavoro di stato maggiore, si era dimostrato sul campo anche un comandante capace e tatticamente abile durante la campagna d'estate; nel corso della battaglia diede prova di tenacia e disciplina, pur essendo oggetto di alcune critiche per la sua conduzione dei combattimenti e pur subendo il logorio psicofisico a causa dei prolungati scontri e delle pressioni a cui era sottoposto dall'alto comando per completare al più presto la conquista di Stalingrado. Le forze inizialmente disponibili per la conquista della città sul Volga consistevano a nord di Stalingrado nel 14º Panzerkorps del generale Hans Hube ed a ovest nel 51º Corpo d'armata del generale Walther von Seydlitz-Kurzbach. Il 14º Panzerkorps del generale Hube occupava una striscia di terra tra il Don e Rynok con la 16. Panzer-Division del generale Günther Angern, la 60ª Divisione motorizzata del generale Otto Kohlermann e la 3ª Divisione motorizzata del generale Helmuth Schlömer. A ovest di Stalingrado avanzava il 51º Corpo d'armata del generale Seydlitz-Kurzbach con la 71ª Divisione fanteria del generale Alexander von Hartmann, la 76ª Divisione fanteria del generale Carl Rodenburg e la 295ª Divisione fanteria del generale Rolf Wuthmann. Gli altri due corpi d'armata del generale Paulus, l'8º del generale Walther Heitz e l'11º del generale Karl Strecker erano schierati a nord-ovest lungo la linea del Don per proteggere il fianco sinistro della 6ª Armata; inoltre il generale Hube doveva anche coprire, fronte a nord, l'istmo Don-Volga e quindi poteva impiegare a sud, verso Stalingrado, solo una parte delle sue forze.

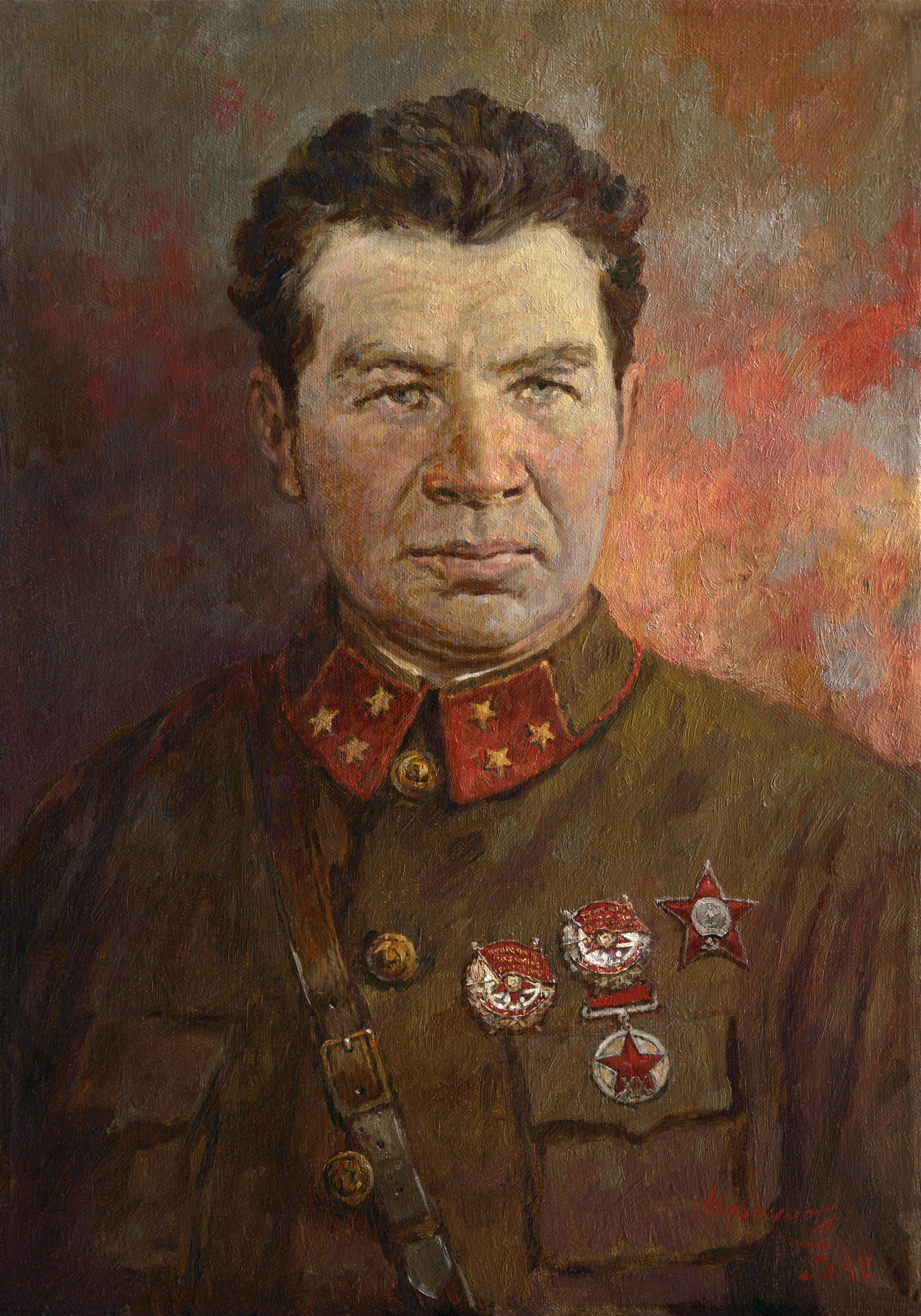
Il generale Vasilij Ivanovič Čujkov, il comandante della 62ª Armata.

Le forze della 6ª Armata erano rinforzate dal 48º Panzerkorps del generale Werner Kempf che, inizialmente dipendente dalla 4ª Panzerarmee, venne assegnato dal 16 settembre al generale Paulus per attaccare il settore meridionale di Stalingrado a sud della Carica. Questo corpo d'armata era costituito dalla 24. Panzer-Division del generale Arno von Lenski, dalla 14. Panzer-Division del generale Ferdinand Heim, dalla 29ª Divisione motorizzata del generale Max Fremerey e dalla 94ª Divisione fanteria del generale Georg Pfeiffer. Il sostegno aereo di queste forze era assicurato dall'8º Fliegerkorps del generale Martin Fiebig, dipendente dalla 4ª Luftflotte; durante i due mesi di combattimenti l'ordine di battaglia tedescò subì notevoli cambiamenti: alcune divisioni di rinforzo affluirono nel teatro d'operazioni e cospicui reparti di artiglieria e di truppe d'assalto specializzate vennero inviate per cercare di conquistare finalmente la città. In questo modo il generale Paulus poté rinforzare il suo schieramento nella città sottoposto a continue perdite, ma dovette indebolire le sue forze sul fianco settentrionale che venne affidato progressivamente alle truppe "satelliti" italiane e rumene.
Il 12 settembre, alla vigilia della battaglia, il generale Vasilij Ivanovič Čujkov divenne il nuovo comandante della 62ª Armata al posto del demoralizzato Lopatin; uomo risoluto e combattivo, il nuovo comandante seppe organizzare la difesa della città con la collaborazione anche del capo di stato maggiore, generale Nikolaj Krylov, e del commissario capo, generale Kuz'ma Gurov. Il generale si posizionò per tutta la battaglia con il suo posto di comando sulla riva occidentale vicino alla linea del fuoco, adottò tattiche efficaci di combattimento e riuscì a resistere nonostante la situazione tattica e l'inferiorità di uomini e materiali. La 62ª Armata era uscita praticamente distrutta dalle battaglie nell'ansa del Don ed all'inizio di settembre difendeva le ultime posizioni a Stalingrado con solo 50 000 soldati e poche decine di mezzi corazzati divisi in quattro deboli divisioni: la 112ª Divisione fucilieri "Sologub" del colonnello Ivan Ermolkin a nord, la 10ª Divisione NKVD del generale Saraev al centro, la 35ª Divisione fucilieri delle guardie del generale Dubjanskij a sud e la 95ª Divisione fucilieri del generale Vasilij Gorišnij di riserva; l'armata disponeva anche della 38ª brigata, della 115ª brigata, della 45ª brigata, del "gruppo operativo" del colonnello Sergej Gorochov che difendeva la linea Rynok-Orlovka con la 124ª e la 149ª Brigata. Erano presenti alcune brigate corazzate equipaggiate principalmente di carri leggeri. Per sostenere queste forze il generale Čujkov, sottoposto ai potenti attacchi tedeschi, fece continue richieste di rinforzi e l'alto comando ed il generale Erëmenko trasferirono durante la battaglia con grande difficoltà attraverso il Volga otto divisioni fresche; questi rinforzi furono decisivi per evitare la sconfitta.

### Il campo di battaglia
A partire dalla seconda metà dell'Ottocento Caricyn aveva acquisito una crescente importanza come porto fluviale, nodo ferroviario fondamentale per i collegamenti tra la regione centrale di Mosca, la Russia meridionale e il Caucaso, e come centro industriale. Dopo la nascita dell'Unione Sovietica, la città, divenuta Stalingrado in ricordo del ruolo svolto da Stalin nella difesa della città durante la fase più critica della Guerra civile, venne scelta come sede di una serie di grandi fabbriche pesanti previste dai primi piani quinquennali. Nei quartieri settentrionali quindi sorsero la acciaieria elettrica Krasnyj Oktjabr' ("Ottobre Rosso"), la fabbrica di trattori Dzeržinskij (in onore di Feliks Dzeržinskij, tra le più grandi del paese), la fabbrica di armi Barrikadij ("Barricata"). Questi impianti con lo scoppio della guerra si convertirono subito alla produzione bellica sfornando carri armati, proiettili di artiglieria, cannoni, piastre corazzate. Stalingrado, oltre a mantenere la sua grande importanza come nodo di comunicazioni e centro di smistamento di beni e risorse, divenne una delle più importanti produttrici di armamenti dell'URSS; estesa con i suoi quartieri periferici su circa 50 km lungo la riva occidentale del Volga, fece una certa impressione al generale von Weichs che la sorvolò in aereo insieme al generale Paulus prima della battaglia; il comandante del Gruppo d'armate B la descrisse come "uno strano miscuglio di tecnologia moderna in un panorama asiatico".

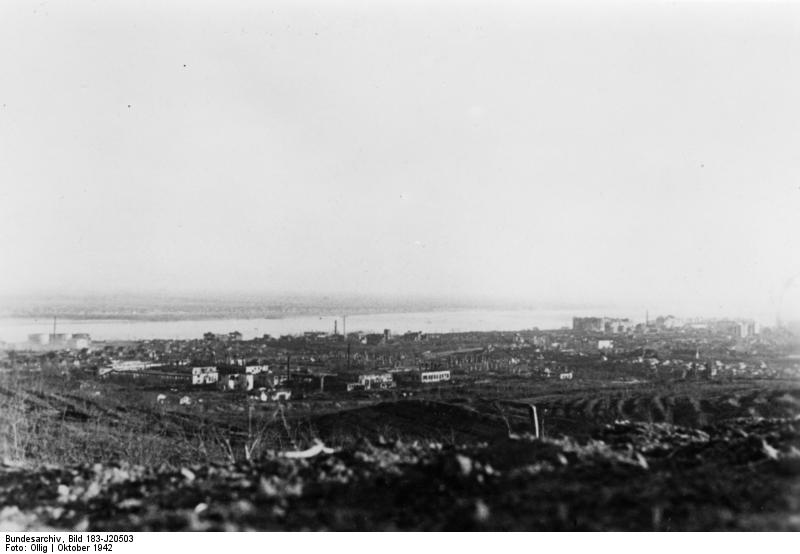
La città di Stalingrado e il corso del Volga viste dalle linee tedesche.

La città vera e propria era estesa su 30 km di lunghezza e si estendeva a ovest del fiume per distanze variabili tra 500 metri e 4 km; una serie di valloni (balkaš) percorrevano l'abitato da ovest ad est in direzione del Volga mentre alcune colline la circondavano a nord, a ovest ed a sud e costituivano importanti posizioni tattiche per l'osservazione. Il Volga, ampio a seconda dei punti tra 1 e 2 km, non era attraversato da ponti, ed i passaggi erano effettuati per mezzo di traghetti ed imbarcazioni; la riva occidentale era scoscesa e dominante su quella orientale ed era solcata da gole e avvallamenti utili per il mascheramento, dove trovarono riparo durante la battaglia posti di comando, depositi di munizioni e ospedali campali. Mentre nei sobborghi periferici la maggior parte delle case erano in legno e furono distrutte nei bombardamenti aerei iniziali, nel centro cittadino e nei quartieri operai settentrionali gli edifici erano in pietra o cemento, con grandi e solide costruzioni regolari su quattro o cinque piani idonee a costituire punti di resistenza prolungata, e larghe vie geometriche.

A sud dei sobborghi settentrionali di Rynok e Spartanovka, in parte occupati dai tedeschi, si trovavano le tre grandi fabbriche con a ovest i quartieri operai e una piccola area boscosa; a sud delle fabbriche era l'officina di prodotti chimici "Lazur", una raffineria di petrolio ed il percorso circolare della ferroviaria che per la sua forma vista dall'alto venne soprannominato dagli aviatori tedeschi "la racchetta da tennis" (Tennisschläger). A ovest di questa zona era la collina sepolcrale alta 102 metri di grande importanza strategica chiamata Mamaev Kurgan. 

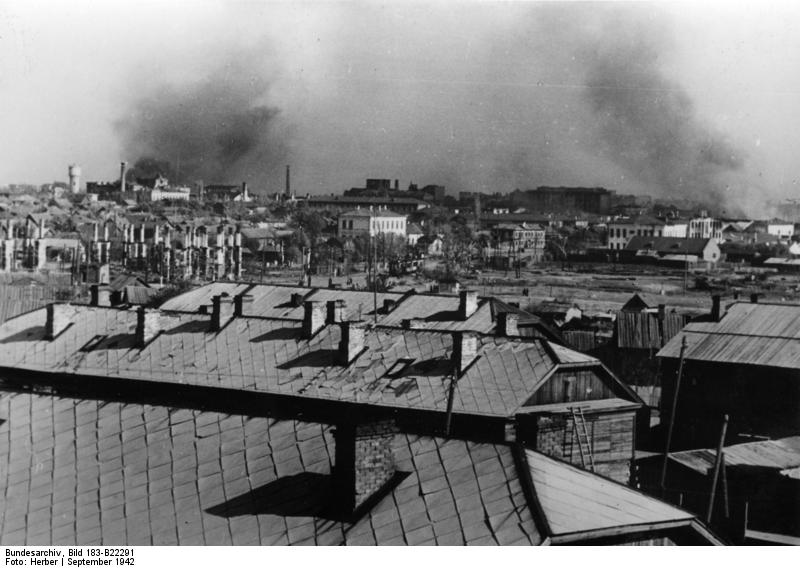
Panorama di Stalingrado; in secondo piano sono visibili le ciminiere delle grandi fabbriche.

Dalla raffineria di petrolio al fiume Carica, affluente del Volga, si estendeva il centro della città dove si trovavano grandi immobili, vie rettangolari con numerose traverse laterali e le due piazze principali: la Piazza Rossa e la Piazza "9 gennaio". Infine a sud della Carica fino a Kuporosnyj, nella zona della città vecchia, si trovavano altri quartieri di abitazione e un grande silo del grano. Nella città, percorsa da alcune vie ferroviarie, erano presenti due stazioni: Stalingrad-1 nel centro cittadino, e Stalingrad-2, a ovest del silo del grano; all'altezza della Piazza Rossa si trovava il principale approdo fluviale che assicurava i collegamenti con l'isola di Krasnaja Sloboda sulla riva orientale; a ovest del Mameav Kurgan era l'aeroporto principale "Stalingradskij". Nel complesso Stalingrado rappresentava una grande barriera urbanizzata capace di costituire un importante ostacolo ad un'avanzata tedesca oltre il Volga in direzione della linea ferroviaria strategica Saratov-Astrachan'.
Il comando sovietico aveva previsto una serie di cinture difensive, con capisaldi, punti di fuoco e fossati anticarro, a protezione di Stalingrado, indicate con lettere dell'alfabeto, la linea "O", la linea "K" e la linea "S", stabilite a distanza dalla città, e la linea "G", che costituiva la vera linea fortificata. Organizzate in fretta con mezzi insufficienti, queste linee non erano ancora completate e non poterono arrestare l'avanzata tedesca; agli inizi settembre il generale Erëmenko giudicò completamente insoddisfacenti le posizioni della linea "G"; anche se la propaganda tedesca parlava di Stalingrado come di una fortezza poderosa, la città in realtà era scarsamente dotata di fortificazioni fisse adeguate.
Alla fine di agosto la gran parte della popolazione civile, oltre 400 000 persone era ancora a Stalingrado, secondo gli ordini di Stalin timoroso di un cedimento morale in caso di evacuazione; il 25 agosto era stato proclamato lo stato d'assedio e nelle città si contruivano modesti sbarramenti difensivi. La situazione precipitò alla fine del mese con l'avvicinamento dei tedeschi e i bombardamenti distruttivi sulla città; a questo punto si diede quindi inizio all'evacuazione dei civili che si svolse con grande difficoltà e molta disorganizzazione attraverso il Volga sotto le bombe tedesche. Ci furono numerose vittime civili, piccoli gruppi di persone trovarono riparo per settimane in condizioni tragiche negli avvallamenti sulla riva del fiume; circa 75 000 abitanti (tra cui 7 000 ragazzi), volontari e milizie operaie, rimasero invece in città e concorsero alla difesa di Stalingrado.

### Tattiche dei tedeschi e dei sovietici

#### Tattiche tedesche
A causa delle decisioni operative prese dal comando del Gruppo d'armate B e dal generale Paulus le forze tedesche raggruppate nella 6ª Armata dovettero impegnarsi in una serie di attacchi frontali da ovest verso est per conquistare sistematicamente tutti i settori della grande città sul Volga estesa da nord-est a sud-ovest. In mancanza di forze per poter aggirare la città da nord e da sud attraversando il Volga ed isolando i suoi difensori dalla riva orientale, i reparti tedeschi sferrarono nella prima fase della battaglia una serie di attacchi massicci e violenti secondo la tattica del "colpo di maglio". Questi attacchi su largo fronte erano sferrati con il sostegno di potenti attacchi aerei della Luftwaffe, del fuoco d'artiglieria e con l'appoggio di gruppi di carri armati e di squadre di lanciafiamme, e vennero regolarmente diretti lungo gli assi stradali principali in direzione del Volga con lo scopo di frazionare le difese in aree separate e distruggerle metodicamente.

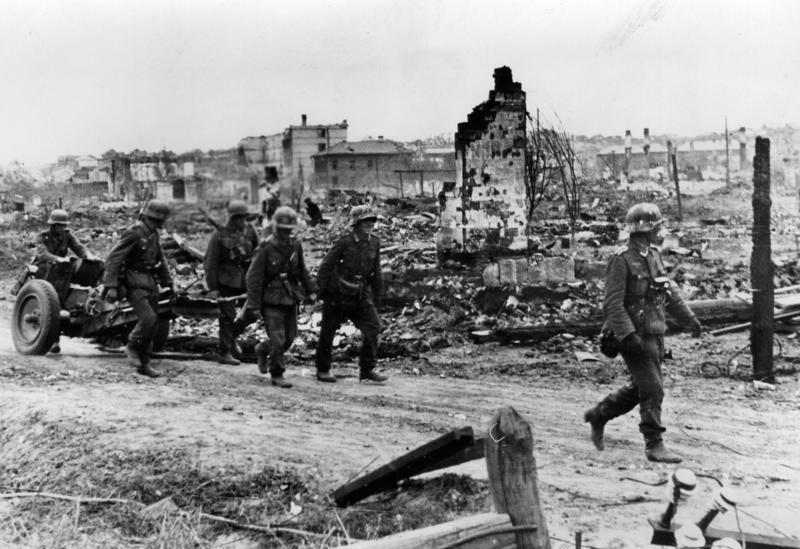
Soldati tedeschi in marcia tra le rovine di Stalingrado.

La 6ª Armata disponeva di notevoli vantaggi tattici di partenza; avendo occupato la catena di colline a ovest di Stalingrado, possedeva ottimi punti di osservazione dei movimenti nemici e del traffico sul fiume, e poteva mascherare, dietro lo schermo delle alture, i suoi raggruppamenti di forze per i vari attacchi. L'artiglieria tedesca, notevolmente potenziata con reggimenti campali medi e pesanti, disponeva di vasti capi di tiro e di posti di osservazione sulle colline. Inoltre le truppe tedesche erano equipaggiate di molti mezzi motorizzati e corazzati e quindi di grande potenza di fuoco per schiacciare i capisaldi nemici e di agilità di movimento; disponendo di cospicue riserve, il generale Paulus poteva all'occorrenza intervenire per risolvere situazioni di emergenza. Soprattutto l'esercito tedesco disponeva della totale superiorità aerea fornita dalla Luftwaffe che era in grado di bombardare tutti i centri di resistenza, di colpire gli aeroporti nelle retrovie e le vie di comunicazione attraverso il fiume. Le missioni della Luftwaffe erano condotte in gruppi variabili tra 15 e 260 aerei, con attacchi all'alba, nel primo pomeriggio ed al crepuscolo, da 4 000-5 000 metri contro gli obiettivi fissi ed in picchiata contro le truppe nemiche e i trasporti sul Volga. Da luglio a novembre la 4ª Luftflotte del generale Wolfram von Richthofen effettuò 133 000 missioni nel settore di Stalingrado, con un continuo incremento: 2 400 a luglio, 14 000 ad agosto, 16 700 a settembre, 25 000 a ottobre.
Nonostante questi notevoli vantaggi di forze e di mezzi, le tattiche tedesche dei "colpi di maglio" estesi su ampio fronte si rivelarono con il passare dei giorni troppo costose, causando crescenti perdite tra i reparti di fanteria e tra le formazioni meccanizzate impegnate su un terreno totalmente inadatto. Sulla base delle esperienze sul campo ed anche dei metodi rivelatisi efficaci adottati dai sovietici, il comando tedesco decise quindi di variare le sue tattiche concentrando al massimo in settori molto ristretti raggruppamenti operativi rinforzati con mezzi meccanici e scaglionati in profondità; i settori di impiego dei reparti furono ridotti, le divisioni vennero schierate su fronti di 500-800 metri e i reggimenti di 200-300 metri. Gli attacchi vennero preceduti da prolungati bombardamenti d'artiglieria e da attacchi aerei sulle prime linee e sulle retrovie, mentre le formazioni offensive vennero frazionate in gruppi più piccoli, ben forniti di armi automatiche e di lanciafiamme per incendiare gli immobili più resistenti. Nell'ultima fase della battaglia dentro Stalingrado, reparti di pionieri d'assalto (Sturmpionieren), trasferiti dalla Germania e specializzati nei combattimenti urbani, vennero inseriti come forze scelte nei gruppi d'attacco impiegati contro gli impianti industriali, anche se il generale Paulus criticò la preparazione e l'esperienza di questi piccoli reparti specializzati e continuò per tutta la battaglia a richiedere sostanziali rinforzi per la fanteria tedesca, sottoposta ad una grande pressione fisica e psicologica ed esaurita dalle continue perdite

#### Tattiche sovietiche
I soldati sovietici, in inferiorità di uomini e mezzi, erano guidati da una serie di capi esperti che, rimanendo spesso in prima linea, guidarono da vicino le truppe in tutti gli scontri e controllarono le azioni, mentre anche gli stati maggiori si stabilirono sulla riva occidentale del fiume; la costante presenza degli ufficiali e il sostegno dei volontari e degli operai contribuirono a rafforzare il morale delle truppe e accrescerne la combattività. Dal punto di vista tattico la difesa sovietica era imperniata sui cosiddetti "punti fortificati" organizzati in una serie di solidi edifici in pietra o mattoni, spesso già in parte incendiati, occupati a seconda delle dimensioni dello stabile da squadre, sezioni o compagnie di fucilieri. I punti fortificati erano collegati tra loro da trinceramenti e gli intervalli erano coperti dal fuoco delle armi automatiche o dei cannoni e da ostruzioni, da campi di mine e trappole esplosive; i difensori si organizzavano in difesa circolare e disponevano di risorse per continuare a battersi anche isolati.

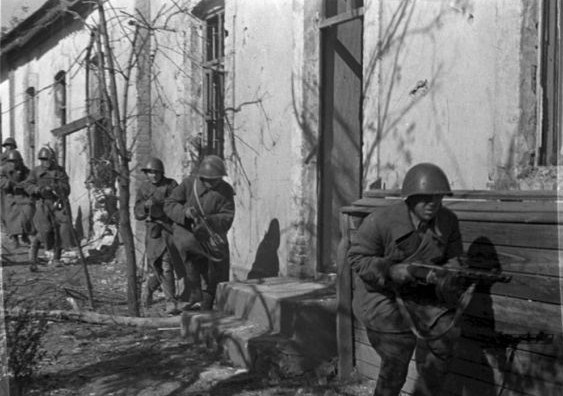
Fucilieri sovietici in azione nelle strade di Stalingrado.

Diversi punti fortificati erano riuniti tatticamente, mediante sistemi di fuoco e trinceramenti, in un "centro di resistenza" guidato da un comandante unico. Le "guarnigioni" di questi centri fortificati, posizionati nei vari piani degli edifici, erano costituite da soldati equipaggiati con mitragliatrici, lanciafiamme, fucili anticarro, mortai, cannoni ed a volte piccoli gruppi di carri armati; anche genieri, tiratori scelti e infermiere erano spesso presenti. I sovietici lasciavano penetrare i panzer che poi venivano affrontati a breve distanza da cacciatori di carri e da postazioni di cannoni anticarro predisposte, mentre la fanteria, colta allo scoperto e separata dai mezzi corazzati, veniva respinta dal fuoco e da una serie di imboscate ai fianchi ed alle spalle.
Il generale Čujkov non si limitò a queste tattiche difensive ma ordinò continui contrattacchi e incursioni di disturbo per scuotere il morale e la sicurezza dei tedeschi e ritardarne i preparativi; a questo scopo il generale organizzò ed impiego formazioni ad hoc, i cosiddetti "gruppi d'assalto", (sturmovyye gruppy) costituiti da 20-50 soldati armati di mitra, granate ed armi bianche, supportati da artiglieria e carri per assaltare gli edifici e praticare brecce nei muri. I gruppi d'assalto erano organizzati in tre sezioni: il "gruppo d'urto" (udarnyye gruppy), 10-12 uomini incaricati di penetrare nelle posizioni nemiche e combattere all'interno degli edifici, il "gruppo di rinforzo" (grupp armatury), dotato di armi pesanti per organizzare la difesa della posizione conquistata, il "gruppo di riserva" (zapasnyie), impiegato per bloccare eventuali contrattacchi nemici. Questi gruppi d'assalto furono impiegati in gran numero durante tutta la battaglia e spesso ebbero la meglio negli scontri ravvicinati all'interno delle case, nel sottosuolo o tra le rovine.
Molto limitato fu il sostegno che l'aviazione sovietica, inferiore numericamente e tecnicamente, poté fornire ai soldati della 62ª Armata, riducendosi in pratica solo a brevi incursioni di disturbo notturne; di grande importanza fu invece il ruolo dell'artiglieria, costituita da 8-10 reggimenti campali, cinque reggimenti anticarro e 2-3 reggimenti lanciarazzi katjuša. Il generale Čujkov prese la decisione alla metà di settembre di mettere al riparo tutta l'artiglieria dell'armata trasferendola sulla riva orientale, dove poté organizzare il fuoco di sostegno alle divisioni impegnate nella città. Oltre a fornire costante appoggio di fuoco su richiesta, gli artiglieri, guidati dal generale Pozarskij, organizzarono da ottobre potenti e improvvisi concentramenti di fuoco (cosiddetta kontrpodogotovka), di sorpresa e all'alba, contro le retrovie o le zone di raggruppamento delle forze tedesche, ottenendo spesso buoni risultati e disorganizzando i preparativi del nemico. Ogni giorno nel pomeriggio il generale Čujkov incontrava al suo posto comando il generale Pozarskij e il capo del servizio informazioni, colonnello Guerman, per identificare gli obiettivi e stabilire il piano di intervento dell'artiglieria. Alla metà di ottobre l'artiglieria sovietica sulla riva orientale venne potenziata con la costituzione, su iniziativa del generale Nikolaj Voronov, capo supremo dell'artiglieria dell'Armata Rossa, di un "gruppo d'artiglieria d'armata" e di una "divisione d'artiglieria pesante indipendente", equipaggiata con cannoni pesanti da 203 e 280 mm

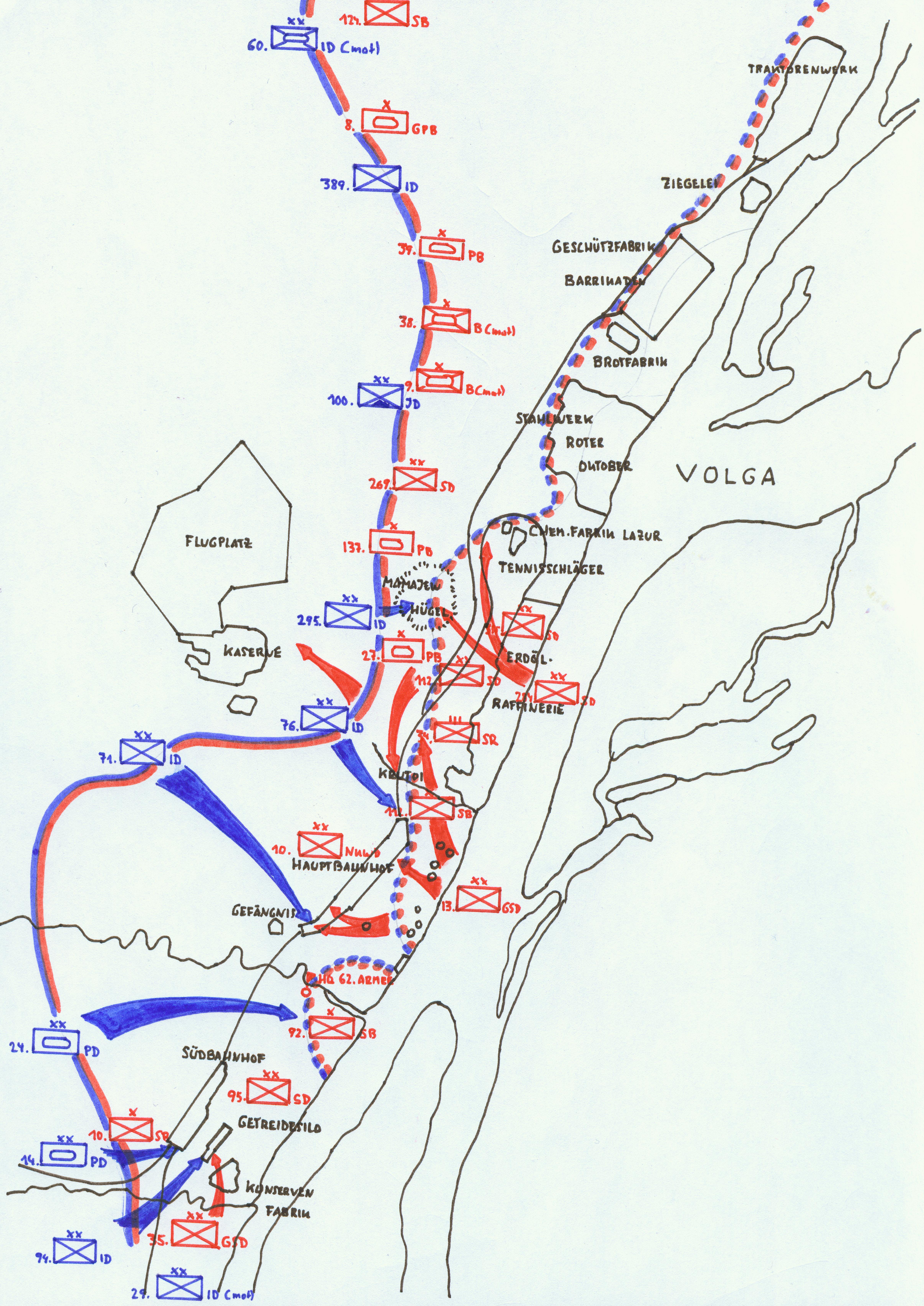
L'attacco tedesco a Stalingrado nel settembre 1942.

Nonostante la sua combattività e le sue tattiche, la resistenza della 62ª Armata sarebbe stata impossibile senza il collegamento mantenuto attraverso il fiume con la riva orientale per mezzo del quale giunsero durante tutta la battaglia soldati di rinforzo, armi, munizioni, equipaggiamento e viveri indispensabili per continuare a difendere le posizioni dentro la città. La 62ª Armata disponeva inizialmente di tre punti di passaggio sul fiume: al pontile centrale collegato con l'isola di Krasnaja Sloboda che però dovette essere abbandonato già il 14 settembre; l'approdo settentrionale che collegava, per mezzo di motovedette, vaporiere e imbarcazioni, i quartieri di Rynok e Spartanovka e le grandi fabbriche, e soprattutto l'approdo 62 costituito dai due grandi imbarcaderi delle fabbriche Barrikadij e Krasnyj oktjabr' e dai quattro imbarcaderi della balkaš Bannij. Il comando dell'armata dispose inoltre che ogni divisione organizzasse una sua stazione di barche per aiutare i trasporti nella distribuzione dei materiali. I trasporti erano diretti dalla Flottiglia del Volga attivata il 22 luglio agli ordini dell'ammiraglio Dmitrij Rogačev, che, dotata di due gruppi di bastimenti fluviali ed un gruppo di dragamine, riuscì ad assicurare il trasferimento, sotto gli attacchi aerei tedeschi, di 65 000 soldati e 2 393 tonnellate di materiali, evacuando inoltre sulla riva orientale 35 000 feriti e 15 000 civili. Gli equipaggi della flottiglia erano costituiti dai pescatori e dai marinai civili della flotta peschereccia del Volga che alla fine di agosto passò alle dipendenze dell'ammiraglio Rogačev; gli attraversamenti sul fiume erano invece sotto la responsabilità del generale Šestakov. Il generale Čujkov dirigeva, tramite il capo del genio dell'armata, l'organizzazione degli approdi, la manutenzione dei traghetti e la distribuzione dei materiali. Grande attenzione venne posta per mettere al riparo in aree predisposte lontane dalla riva le munizioni che venivano sbarcate per prime insieme al cibo; mentre i feriti e i malati avevano la precedenza sulla riva orientale.
Inoltre nella riva orientale, scoscesa e boscosa, i sovietici poterono raggruppare in relativa sicurezza quartier generali, depositi di rifornimenti, strutture logistiche e sanitarie che permisero di organizzare i rifornimenti per le truppe asserragliate nelle rovine di Stalingrado, e di trasferire sempre nuovi reparti freschi per sostenere la difesa ed impedire un crollo irreversibile. Inoltre, attraverso i canali di scolo del sistema fognario che affluivano al Volga, piccoli reparti scelti sovietici potevano infiltrarsi di nascosto all'interno del linee principali tedesche, raggiungere le loro retrovie e colpire di sorpresa i reparti, i comandi e le truppe di rincalzo nemiche.

### Combattimenti a sud ed al centro della città

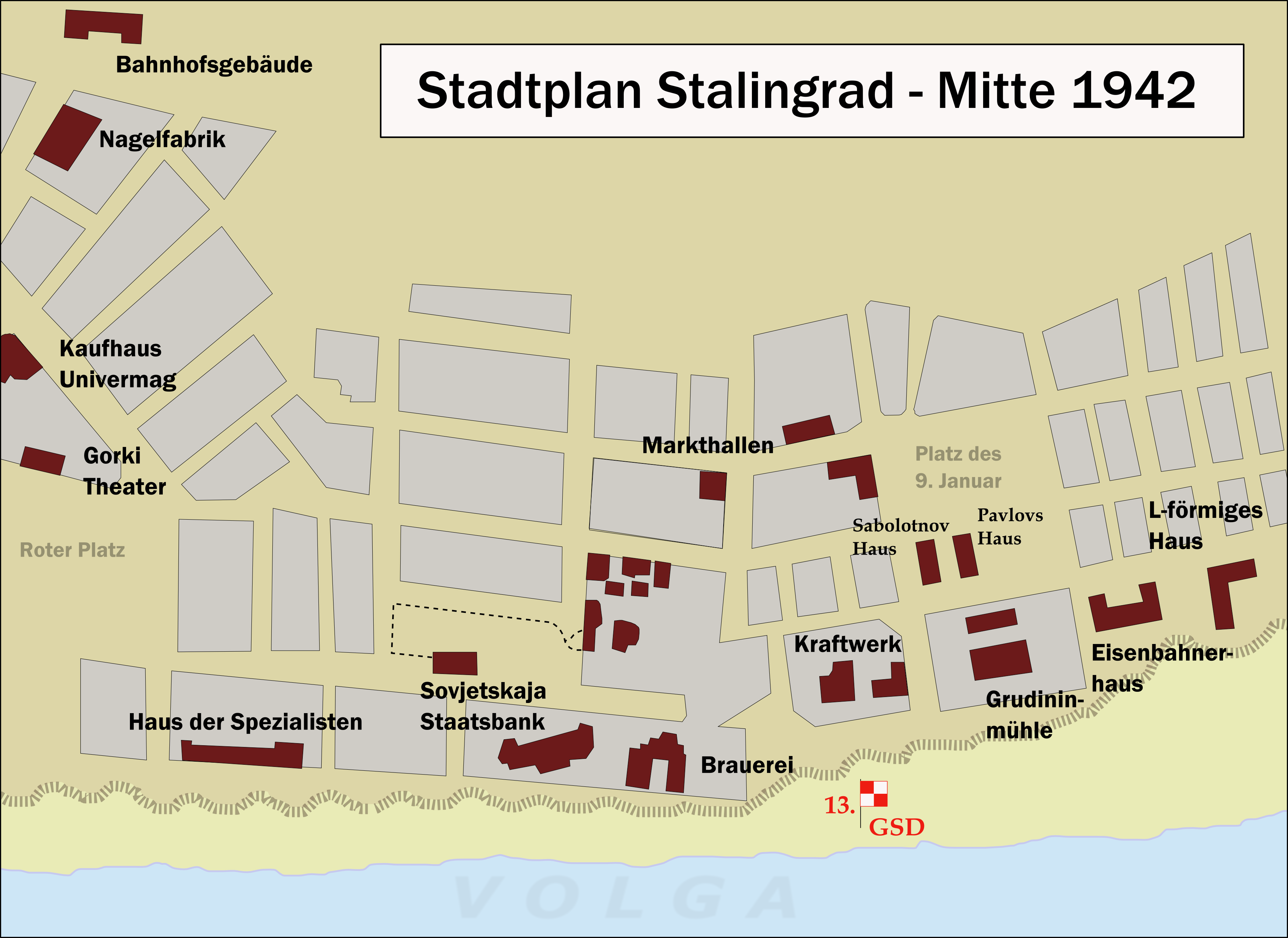
Il centro di Stalingrado; sono indicate la "fabbrica di chiodi", la "casa degli specialisti", la Piazza Rossa, i grandi magazzini Univermag, la stazione Stalingrad-1, il "mulino a mattoni rossi", la piazza "9 gennaio", la "casa di Pavlov", la "casa a forma di L".

#### Decisioni al vertice
Il 12 settembre Hitler incontrò a Rastenburg il generale von Weichs ed il generale Paulus; secondo i resoconti dei due generali il Führer tracciò un quadro molto favorevole della situazione, ipotizzò nuove offensive verso Astrachan' e trascurò gli avvertimenti del generale Paulus sui pericoli per il lungo ed esposto fianco sinistro della 6ª Armata sul Don. Sembrò sicuro dell'indebolimento irreversibile dei sovietici e definì la resistenza nemica a Stalingrado come "un episodio puramente locale". In realtà anche i generali Paulus e von Weichs si dimostrarono fiduciosi, parlarono di iniziare l'attacco finale alla città il 14 o il 15 settembre e previdero di completare la conquista di Stalingrado entro dieci giorni. Il generale Paulus aveva previsto di attaccare frontalmente la città da occidente con le divisioni del 51º Corpo d'armata, supportate dai reparti del 48º Panzerkorps, mentre a nord il 14º Panzerkorps del generale Hube avrebbe protetto il fianco sinistro dell'armata e contemporaneamente occupato i quartieri settentrionali di Stalingrado; questo piano piuttosto semplice considerava probabile un cedimento morale del nemico e sottovalutava le capacità di resistenza dei sovietici e le difficoltà di conquistare un centro abitato molto esteso lungo il fiume.
Il 12 ed il 13 settembre ebbe luogo una conferenza al vertice anche a Mosca tra Stalin, il generale Žukov ed il generale Vasilevskij; di ritorno dal fronte del Don, il generale Žukov descrisse i ripetuti fallimenti dei contrattacchi e richiese rinforzi; nacque quindi dalle proposte dei due generali la prima idea di controffensiva generale per accerchiare le forze tedesche tra il Don ed il Volga e provocare una svolta decisiva delle operazioni. Stalin espresse forti dubbi per questo piano complicato e, sempre preoccupato per la possibile caduta di Stalingrado, ordinò una ripresa degli attacchi di alleggerimento. Solo il secondo giorno della conferenza vennero prese le decisioni finali: Žukov e Vasilevskij furono autorizzati dal dittatore ad iniziare la pianificazione e l'organizzazione della controffensiva generale che avrebbe necessitato di almeno 45 giorni di preparativi; nel frattempo sarebbero ripresi gli attacchi di disturbo a nord della città. Diveniva inoltre ancor più essenziale resistere a Stalingrado: la missione della 62ª Armata del generale Čujkov consisteva nel attirare e logorare il massimo di forze tedesche, senza cedere la città e guadagnando tempo in attesa della grande controffensiva. La missione appariva, di fronte alle forze tedesche del generale Paulus, molto difficile; negli stessi momenti della conferenza di Mosca, il 13 settembre, la 6ª Armata sferrava il suo primo attacco in forze a Stalingrado, e Stalin dovette subito autorizzare il trasferimento d'urgenza della 13ª Divisione delle guardie sulla riva occidentale per rafforzare le difese in difficoltà.

#### Primo attacco tedesco verso il Volga
L'attacco tedesco contro Stalingrado ebbe inizio il 13 settembre da due direzioni contemporaneamente: preceduto da intensi attacchi aerei, il 51º Corpo d'armata del generale von Seydlitz-Kurzbach con la 71ª, 76ª e 295ª Divisione fanteria avanzò verso sud-est partendo dai sobborghi di Gorodišče e Razguljaevka con obiettivo la stazione centrale Stalingrad-1 e la collina strategica Mamaev Kurgan (quota 102); a sud il 48º Panzerkorps del generale Kempf, con la 24. Panzer-Division, la 29ª Divisione motorizzata e la 94ª Divisione fanteria, attaccò verso nord-est in direzione dei sobborghi di Sadovaja e Kuporosnyj. La situazione della 62ª Armata divenne subito difficile, il posto comando del generale Čujkov, sul Mamaev Kurgan, venne colpito dai bombardamenti e dall'artiglieria e subì gravi danni, i collegamenti vennero temporaneamente interrotti. Alla fine della giornata i tedeschi avevano ottenuto alcuni successi: la 295ª Divisione di Magdeburgo era stata fermata dalla 115ª Brigata sovietica, ma la 71ª e 76ª Divisione fanteria occuparono il quartiere delle caserme e raggiunsero i quartieri operai a ovest delle fabbriche dove furono contrastati dalla 38ª Brigata fucilieri; a sud i tedeschi fecero minori progressi. In serata il generale Čujkov decise di abbandonare il suo posto di comando troppo esposto sulla quota 102 e di trasferirsi nel bunker sul fiume Carica; inoltre il comandante decise di sferrare subiti un contrattacco per riguadagnare le posizioni perdute. Questo contrattacco ebbe inizio all'alba del 14 settembre ma dopo qualche successo iniziale, non ottenne alcun risultato sotto gli attacchi aerei della Luftwaffe e di fronte al costante rafforzamento delle unità nemiche.

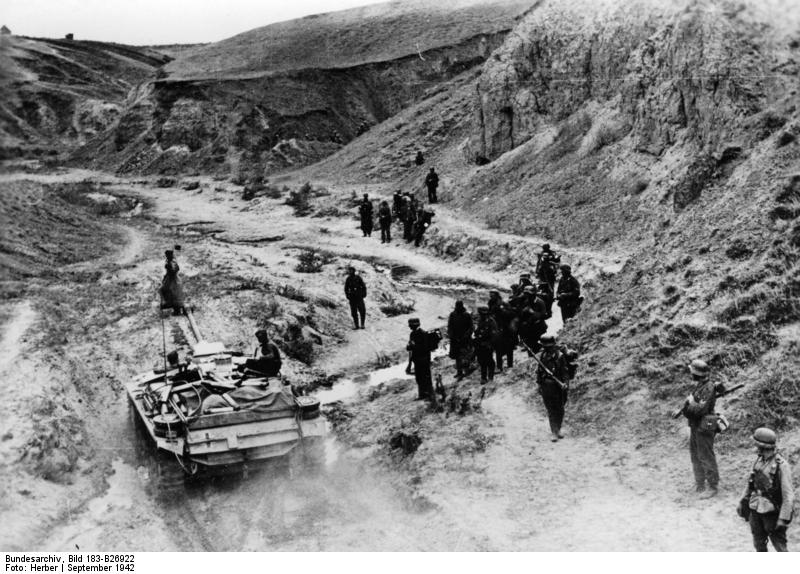
Reparti tedeschi in attesa di avanzare lungo una balkaš verso Stalingrado.

Al mattino del 14 settembre le truppe tedesche, dopo fallimento del contrattacco sovietico, passarono a loro volta all'offensiva preceduti da un violento fuoco d'artiglieria e da nuovi interventi degli aerei della Luftwaffe; reparti motorizzati della 295ª Divisione fanteria, della 76ª Divisione fanteria e della 71ª Divisione fanteria attaccarono la stazione principale di Stalingrad-1, avanzarono verso il Mamaev Kurgan e verso il pontile principale sul Volga. I reparti sovietici della 115ª Brigata fucilieri, della 38ª Brigata e della 10ª Divisione NKVD subirono gravi perdite, furono in parte distrutti e frantumati in piccoli gruppi. La 71ª Divisione fanteria della Bassa Sassonia al comando del generale von Hartmann progredì con successo fino al centro cittadino, dove i soldati tedeschi mostrarono euforia per i risultati raggiunti; unità d'assalto al comando del capitano Gerhard Münch formarono uno stretto cuneo nelle difese sovietiche quasi fino alla sponda del Volga. Altri reparti della 71ª Divisione nel frattempo presero la stazione alle ore 9:40, dopo una serie di scontri dall'esito alterno, e avanzarono lentamente, al comando del capitano Glinderling, combattendo aspramente per ogni edificio contro i nuclei di resistenza sovietici del colonnello Petrakov, verso la riva del fiume. I soldati della 76ª Divisione fanteria del Brandeburgo giunsero alle ore 10:40 a 600 metri dal posto di comando sotterraneo del generale Čujkov nel bunker sul fiume Carica, la 295ª Divisione fanteria raggiunse ed occupò il Mamaev Kurgan; dalla cosiddetta "casa degli specialisti" mitraglieri tedeschi battevano con il fuoco il corso del Volga.
Il generale Čujkov prese misure disperate per fermare l'avanzata tedesca: i nuclei rimasti isolati si batterono duramente per rallentare il nemico; per proteggere il posto di comando dell'armata venne fatta intervenire una brigata corazzata con 19 carri armati, i distaccamenti del maggiore Zlizjuk e del tenente colonnello Matvei Vainrub bloccarono gli accessi alla banchina e contrattaccarono nella "casa degli specialisti", reparti improvvisati costituiti da personale del quartier generale difesero la banchina sul fiume. Il generale Saraev, comandante della 10ª Divisione NKVD, organizzò una serie di distaccamenti con i superstiti della sua unità e con i volontari e gli operai e riuscì alle 13.20 a riprendere la stazione Stalingrad-1 ed a raggiungere un punto di appoggio sul Mamaev Kurgan, in attesa dell'arrivo dei rinforzi. Il capitano Münch arrivò fino all'edificio a forma di U a circa 200 metri dal Volga dove, con il suo battaglione ridotto a 50 soldati, fu costretto, a causa delle gravi perdite, a fermarsi e trincerarsi per la notte.

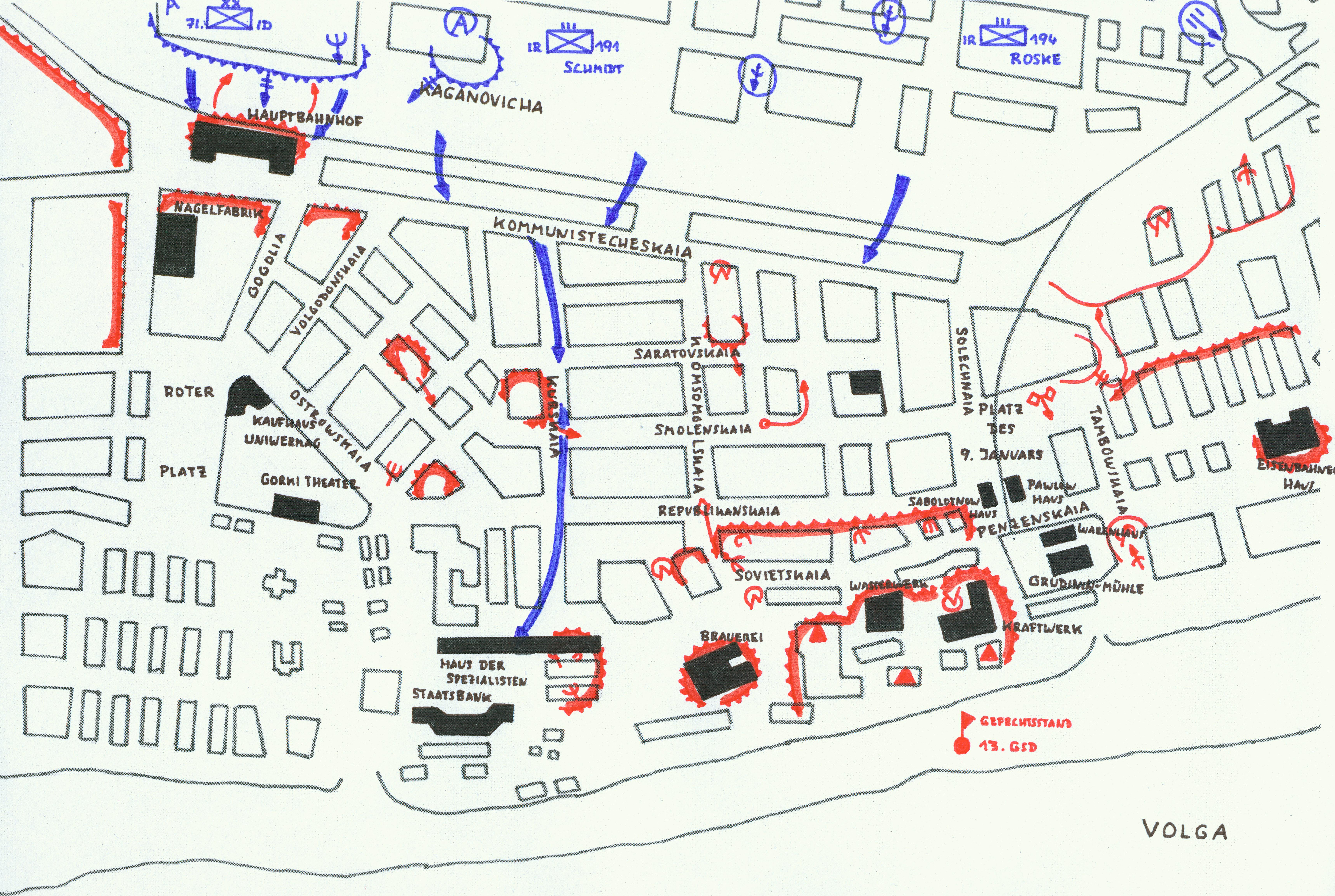
Attacchi tedeschi nel centro di Stalingrado il 16 settembre 1942.

La 13ª Divisione fucilieri delle guardie del generale Aleksandr Rodimcev, assegnata dal generale Erëmenko di rinforzo alla 62ª Armata dopo l'autorizzazione diretta di Stalin, era arrivata, trasportata su autocarri, già nella notte dell'11 settembre a Srednaja Achtuba; con 10 000 soldati, era un'unità combattiva, ma carente di armi ed equipaggiamenti; il suo comandante, veterano della guerra di Spagna e dell'assedio di Madrid, era esperto di combattimenti stradali. Il generale Čujkov, di fronte agli sviluppi drammatici della situazione nella mattinata del 14 settembre, decise di farla attraversare subito e nel pomeriggio descrisse realisticamente al generale Rodimcev, giunto fortunosamente al posto di comando dell'armata, il suo difficile compito.
Dopo aver abbandonato l'equipaggiamento pesante sulla riva sinistra, la divisione doveva attraversare il Volga durante la notte da Krasnaja Slobova, ed entrare in azione subito, impegnando due reggimenti per liberare il centro della città e con il terzo reggimento riconquistare il Mamaev Kurgan. I soldati sovietici della 13ª Divisione iniziarono il passaggio del Volga nella notte; la traversata si svolse su piccole imbarcazioni in un'atmosfera drammatica, con le rovine della città illuminate dalle fiamme degli incendi, i resti alla deriva dei battelli distrutti dal fuoco tedesco, il tiro delle mitragliatrici nemiche, le luci dei traccianti. I soldati anticiparono l'approdo e scesero in acqua vicino alla riva; il primo ad arrivare fu il reparto del tenente Cervjakov del 1º battaglione del 42º reggimento. I soldati sovietici dovettero battersi subito con pattuglie tedesche giunte vicino al fiume e riuscirono a costituire una testa di ponte che venne rinforzata nella notte da altre unità trasportate sotto il fuoco oltre il Volga con barche, rimorchiatori e zattere. Gli ufficiali del quartier generale della 62ª Armata cercarono di organizzare l'afflusso dei rinforzi e guidarono i reparti in arrivo attraverso le macerie di Stalingrado fino alle prime linee.

#### Battaglia sul Mamaev Kurgan e a sud della Carica

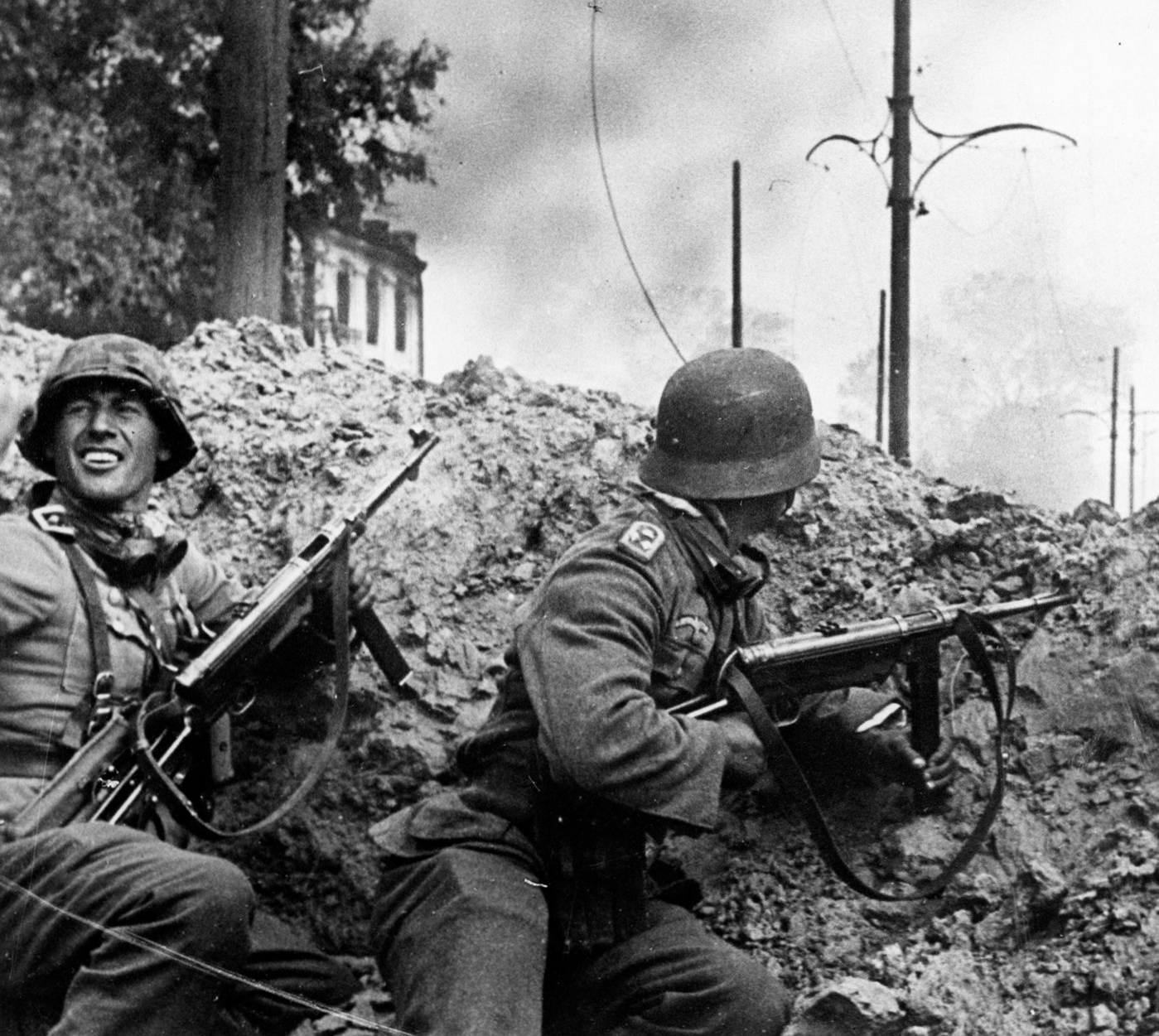
Panzergranatieri della 24. Panzer-Division in azione durante i combattimenti nella città; i due sottufficiali si trovano nell'area della stazione meridionale della città (Stalingrad-2) e la foto è stata scattata il 15 settembre 1942.

Durante la giornata del 15 settembre i due reggimenti della 13ª Divisione delle guardie entrarono in azione e fecero alcuni progressi; al prezzo di perdite elevate, 30% degli effettivi nelle prime 24 ore, il 42º reggimento si congiunse con i soldati superstiti della 10ª Divisione NKVD ed un battaglione riconquistò ancora una volta la stazione Stalingrad-1, mentre sulla destra il 39º reggimento riuscì a liberare dopo scontri a distanza ravvicinata il grande "mulino di mattoni rossi" ed a superare la linea ferroviaria alla base della Mamaev Kurgan, dove rimanevano attestati piccoli reparti della NKVD e della 112ª Divisione fucilieri. Mentre i reparti tedeschi della 71ª e della 76ª Divisione fanteria combattevano tutto il giorno una serie di scontri logoranti nella zona centrale di Stalingrado per il possesso della stazione centrale e della "casa degli specialisti" che dominava il corso del fiume, nei quartieri meridionali a sud della Carica la situazione peggiorò per i sovietici a causa dell'avanzata del 48º Panzerkorps del generale Kempff con quattro divisioni. La 94ª Divisione fanteria, la 14. Panzer-Division e la 24. Panzer-Division attaccarono in forze il quartiere di Minim in direzione della stazione ferroviaria meridionale Stalingrad-2, mentre più a sud la 29ª Divisione motorizzata dell'Assia attaccò i sobborghi di Kuporosnyj e El'šanka; la 35ª Divisione fucilieri delle guardie che difendeva questo settore si trovò in grande difficoltà e, pur continuando ad opporre forte resistenza, dovette cedere terreno.

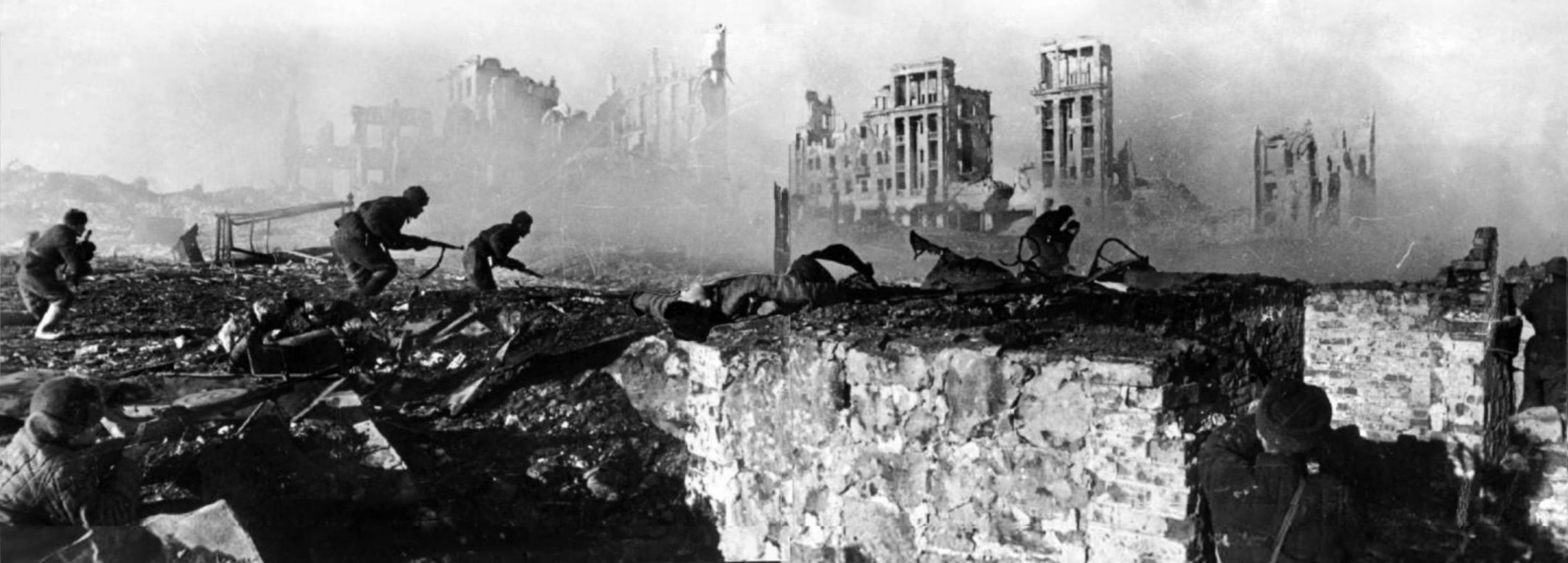
I soldati della 13ª Divisione fucilieri delle guardie contrattaccano tra le rovine di Stalingrado.

All'alba del 16 settembre il generale Čujkov sferrò l'attacco per riconquistare il Mamaev Kurgan, in possesso della 295ª Divisione fanteria tedesca, ma dove erano ancora asserragliati piccoli gruppi della 10ª Divisione NKVD; con un attacco da due direzioni, i sovietici iniziarono la scalata della collina. Da nord attaccò il 42º reggimento della 13ª Divisione delle guardie del generale Rodimcev, guidato dal 1º battaglione del capitano Kirin, mentre da nord-est avanzarono i reparti del 416º reggimento della 112ª Divisione fucilieri del colonnello Ermolkin. Il contrattacco sovietico fu fortemente contrastato, alla fine i fucilieri riuscirono a riconquistare la collina, ma solo dopo cruenti scontri ravvicinati il piccolo reparto del tenente Vdovičenko raggiunse ed occupò la vetta dove venne subito bersagliato dagli attacchi aerei tedeschi e attaccato da fanteria e carri armati. Con grande difficoltà i sovietici mantennero il possesso del Mamaev Kurgan, precariamente trincerati sotto il fuoco dell'artiglieria e dell'aviazione del nemico, deciso a riprendere il controllo del punto strategico.

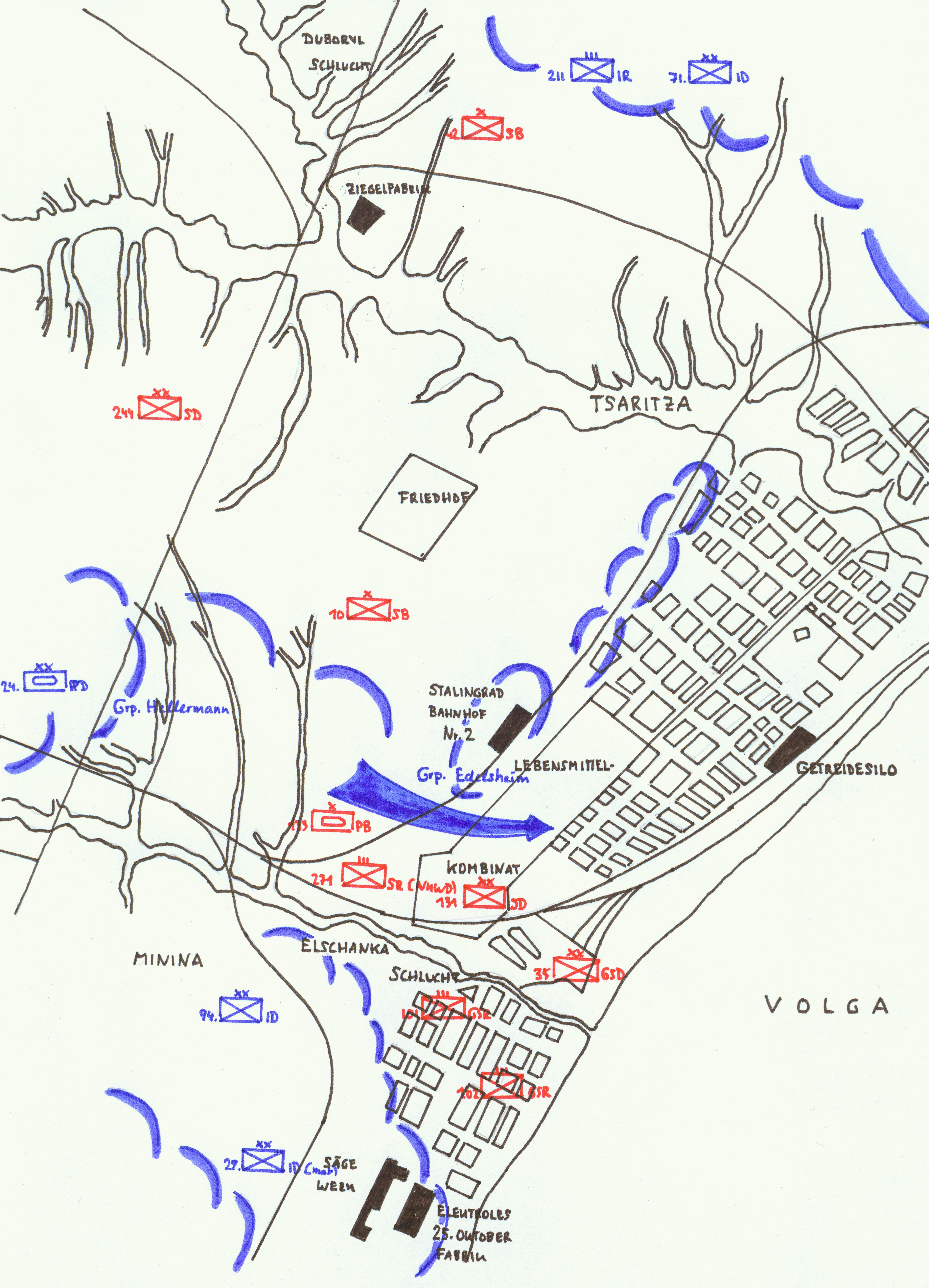
L'attacco tedesco nel settore meridionale di Stalaingrado, in direzione della stazione Stalingrad-2 e del silos del grano.

Il 16 settembre Hitler e l'OKH decisero di centralizzare il controllo della battaglia e quindi il generale Paulus, dopo l'assegnazione al suo comando anche del 48º Panzerkorps con la 14. e 24. Panzer-Division, la 94ª Divisione fanteria e la 29ª Divisione motorizzata, assunse il comando di tutte le forze tedesche impegnate a Stalingrado; nella giornata la 6ª Armata riprese gli attacchi soprattutto al centro dove la 71ª e la 76ª Divisione fanteria avanzarono lentamente nel quartiere della "casa degli specialisti" e nell'area della stazione Stalingrad-1. A sud invece il generale Paulus impegnò la 94ª Divisione fanteria della Sassonia e la 29ª Divisione motorizzata dell'Assia nei quartieri meridionali in direzione del grande silos del grano (Elevator Stalingrada) che, trasformato in fortezza dai difensori sovietici della 35ª Divisione fucilieri delle guardie del colonnello Dubjanskij, divenne teatro di scontri di grande violenza. In serata si combatteva accanitamente con esito alterno all'interno del silos, i sovietici erano ancora in possesso delle parti basse della struttura mentre nei piani elevati erano in corso scontri sanguinosi tra tedeschi e sovietici in mezzo al fumo degli incendi e del grano che aveva preso fuoco.
Il mattino del 17 settembre la situazione del generale Čujkov appariva di nuovo pericolosa; mentre nel silos del grano continuavano i drammatici combattimenti tra le truppe d'assalto tedesche del 71º reggimento della 29ª Divisione motorizzata e del 267º reggimento della 94ª Divisione fanteria, ed i fucilieri della 35ª Divisione fucilieri delle guardie, più a ovest il kampfgruppe von Edelsheim della 24. Panzer-Division della Prussia orientale fin dal 15 settembre era riuscito ad occupare, superando la resistenza della 10ª brigata sovietica, la stazione meridionale Stalingrad-2; la stazione centrale ed il Mamaev Kurgan erano precariamente difese dai soldati della 13ª Divisione delle guardie sottoposti ad una crescente pressione.
In Germania si diffusero voci di vittoria, Joseph Goebbels bloccò prudentemente all'ultimo momento edizioni della stampa già pronte con notizie trionfalistiche di Stalingrad Gefallen ("Stalingrado è caduta"), mentre al quartier generale di Golubinskaja il generale Paulus, pur manifestando ottimismo e considerando la vittoria vicina, invitò alla pazienza i corrispondenti di guerra tedeschi. In realtà tra i generali tedeschi, dopo un primo momento di fiducia, iniziarono a manifestarsi preoccupazioni legate alla capacità di resistenza dimostrata dal nemico, alle pesanti perdite ed alla durezza degli scontri; mentre il generale della Luftwaffe von Richthofen mosse critiche alla risolutezza e alla combattività dei comandanti e dei soldati tedeschi.

### Rattenkrieg

#### Battaglia per la stazione e per il pontile centrale
Durante la giornata del 17 settembre i sovietici si trovarono in una posizione ancor più difficile; sulle rive del fiume Carica, a nord della stazione Stalingrad-2 si congiunsero reparti meccanizzati della 24. Panzer-Division (kampfgruppen Hellermann e von Edelsheim) con i soldati della 71ª Divisione fanteria, assicurando il collegamento tra il 48º Panzerkorps ed il 51º Corpo d'armata, mentre nella notte il 191º reggimento tedesco al comando del maggiore Reinhard Fredebold iniziò ad infiltrarsi lungo la vallata dell'affluente del Volga in direzione del quartier generale sotterraneo del generale Čujkov. Il comandante della 62ª Armata venne autorizzata ad abbandonare il suo posto di comando, ormai esposto al fuoco nemico, ed a trasferirsi più a nord; dopo aver attraversato una prima volta il Volga lo stato maggiore ripassò sulla riva occidentale del fiume e si stabilì 800 metri più a nord nella zona della fabbrica Krasnyj oktjabr' in un nuovo quartier generale sommariamente organizzato sotto una collina, dove erano grandi depositi di petrolio ancora pieni di benzina, macchinari sparsi della fabbrica, imbarcazioni danneggiate. Vennero costruite trincee e bunker improvvisati per riparare il personale che, ignaro della presenza del petrolio nei depositi, correva un grave rischio in caso di attacchi aerei.

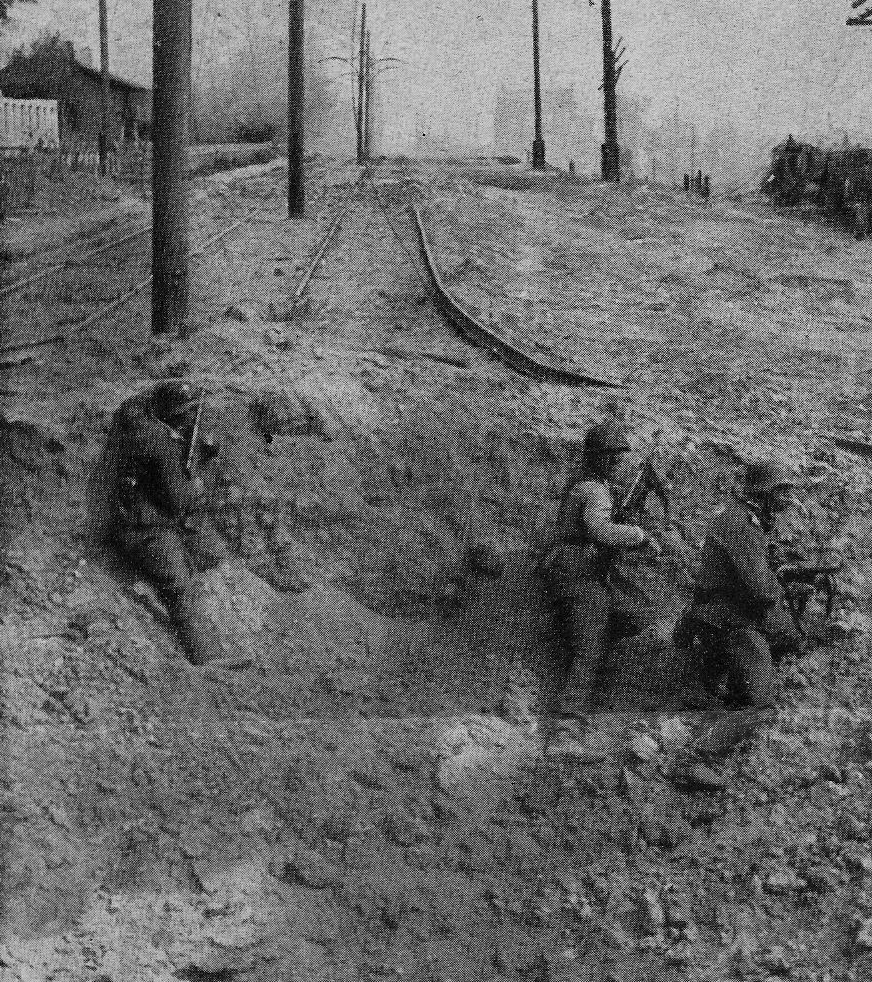
Sottufficiali della 24. Panzer-Division in azione nell'area della stazione meridionale di Stalingrado il 15 settembre 1942.

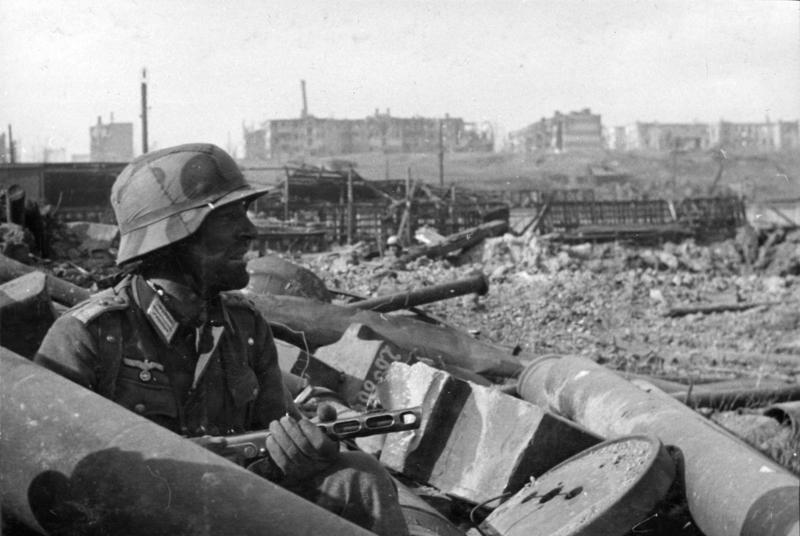
Ufficiale tedesco nella macerie della città armato di un mitra sovietico PPŠ-41. Si tratta del capitano Wilhelm Traub, comandante del battaglione genieri della 305. Infanterie-Division, disperso in azione il 5 gennaio 1943.

Fin dal mattino del 17 settembre il generale Čujkov aveva allertato il comando del Fronte di Stalingrado; in mancanza di rinforzi la sua armata, sottoposta a continui attacchi, in pochi giorni sarebbe stata "ferita a morte"; il comandante richiedeva almeno due o tre divisioni di fucilieri. Il generale Erëmenko, comandante del Fronte di Sud-Est, invece fece attraversare il fiume durante la notte alla 92ª Brigata fucilieri, costituita dai combattivi marinai della flotta del Baltico e della flotta del Nord, e la 137ª Brigata corazzata, equipaggiata con carri leggeri T-70. Le due nuove unità il 18 settembre presero posizione a sud dell'imbarcadero centrale e nella zona della Carica, la 92ª Brigata; ed a est del Mamaev Kurgan, la 137ª Brigata corazzata. Già molto impegnato a contrastare gli attacchi tedeschi nei quartieri centrali e meridionali della città, il generale Čujkov ricevette anche ordine dal generale Erëmenko di organizzare una difficile controffensiva a nord-ovest del Mamaev Kurgan da sferrare il 19 settembre con il rinforzo della 95ª Divisione fucilieri del generale Gorišnij, in coordinamento con un'offensiva contemporanea di tre armate del Fronte di Stalingrado. Questo attacco da nord mirava ad allentare la pressione su Stalingrado e sconfiggere le forze tedesche del 14º Panzerkorps del generale Hans Hube, schierate nel corridoio.
Al mattino del 18 settembre il generale Gordov, vicecomandante del Fronte di Stalingrado, diede inizio, sotto il controllo del generale Žukov, all'attacco a nord, dalla regione di Kotluban contro il fianco sinistro della 6ª Armata. Dotate di mezzi insufficienti e poco organizzate, tre armate sovietiche avanzarono allo scoperto su un terreno collinoso ideale per gli anticarro tedeschi. Il generale Hube organizzò un'abile difesa con la 3ª Divisione motorizzata, la 60ª Divisione motorizzata e la 16. Panzer-Division; gli attaccanti, colpiti dall'aria dai bombardamenti della Luftwaffe, richiamata a nord dal settore di Stalingrado, non ottennero alcun risultato. L'attacco, ripetuto il 19 settembre fu un completo fallimento e non riuscì neppure ad alleggerire sostanzialmente la pressione sulla 62ª Armata.
Il generale Čujkov, già sotto pressione per difendere le sue posizioni, dovette improvvisare, secondo gli ordini del generale Erëmenko, un attacco in connessione con il generale Gordov; il 18 settembre i sovietici fecero qualche progresso: la brigata del colonnello Gorochov e la divisione NKVD del generale Saraev guadagnarono alcune posizioni a nord, mentre sul Mamaev Kurgan la 112ª Divisione avanzò di 150 metri e si posizionò sulla cima. La sera del 18 settembre il generale Čujkov ricevette ordine di riprendere i contrattacchi ed il 19 settembre la 112ª Divisione del colonnello Ermolkin e la 95ª Divisione del colonnello Gorišnij attaccarono dal Mamaev Kurgan in direzione nord-ovest, ma i tedeschi, rinforzati dagli aerei della 4ª Luftflotte di ritorno dal fronte settentrionale, bloccarono l'attacco e ripresero l'iniziativa.
Il 19 settembre i tedeschi sferrarono l'attacco decisivo alla stazione ferroviaria Stalingrad-1, difesa dai resti del 1º battaglione del 42º reggimento del colonnello Elin, appartenente alla 13ª Divisione delle guardie; l'attacco aereo della Luftwaffe ed il fuoco dell'artiglieria devastarono le strutture e decimarono i difensori che tuttavia ingaggiarono un ultimo combattimento senza ripiegare. Dopo una serie di scontri improvvisi e caotici nelle stanze e nelle rovine, i soldati tedeschi della 71ª Divisione fanteria del generale von Hartmann conquistarono finalmente la stazione ma continuarono a subire perdite, dato che i soldati sovietici superstiti continuavano a battersi divisi in piccoli gruppi in alcuni edifici e sotto i carri ferroviari.

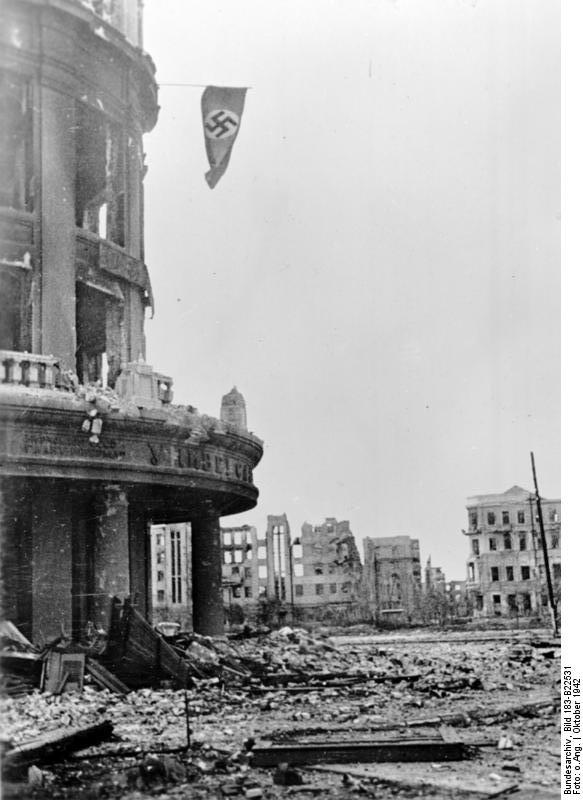
La bandiera del Terzo Reich sventola al centro di Stalingrado.

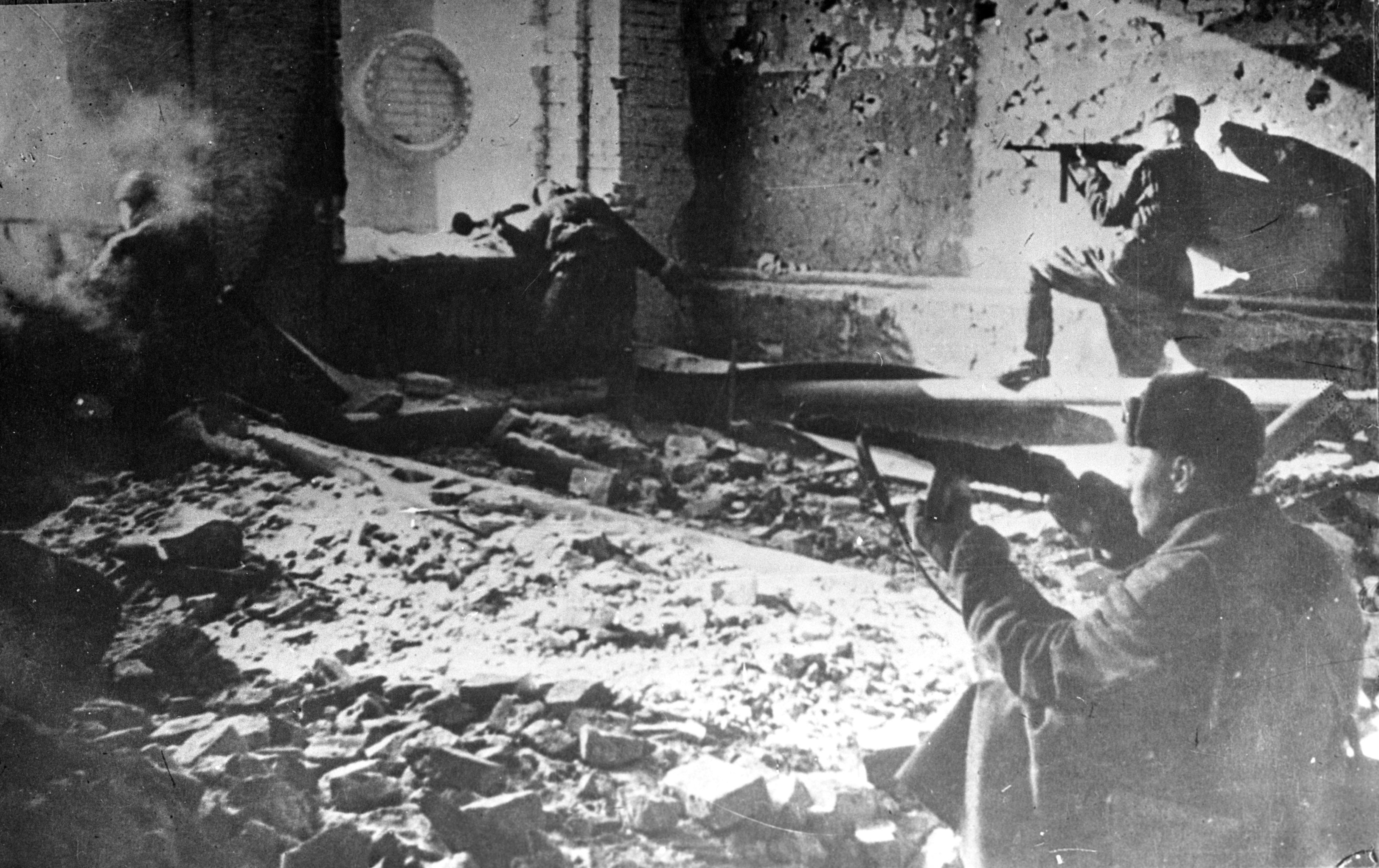
Soldati sovietici in combattimento nelle rovine.

Il gruppo principale del battaglione, guidato dal tenente Fedoseev dopo il ferimento e l'evacuazione del tenente Červjakov, si barricò in un edificio ad angolo sulla piazza della stazione, dove era situato un deposito di ferramenta e quindi denominato "la fabbrica di chiodi". In questa solida struttura si svolsero nuovi e duri scontri ravvicinati; i tedeschi con un attacco notturno il 21 settembre fecero irruzione nell'edificio, aspramente difeso dalla compagnia del tenente Anton K. Dragan, e avanzarono più a sud, fino alla Piazza Rossa di Stalingrado; il quartier generale del battaglione rimase isolato nel complesso dell'Univermag dove i soldati tedeschi della 71ª Divisione fanteria ingaggiarono un combattimento corpo a corpo che terminò con la morte di Fedoseev e di tutti i sovietici. Il gruppo asserragliato nella "fabbrica di chiodi", ormai decimato, invece ripiegò combattendo verso il Volga e occupò un'ultima posizione in un edificio di tre piani dove il tenente Anton Dragan organizzò con 40 soldati un'ostinata difesa in tutte le direzioni che bloccò i tedeschi per cinque giorni. I superstiti, dopo aver resistito ad oltranza ed aver respinto numerosi assalti tedeschi anche con mezzi corazzati, ripiegarono la notte del 25 settembre verso il Volga; esausti, senza cibo e munizioni, il tenente Dragan e i cinque soldati rimasti riuscirono a superare le linee tedesche e a raggiungere il fiume dove vennero recuperati dalle forze sovietiche.
Mentre gli uomini del tenente Dragan opponevano la loro coraggiosa resistenza, i tedeschi della 71ª Divisione fanteria avevano ormai occupato la stazione centrale e la Piazza Rossa, dove sventolava la bandiera di guerra del Reich; altre colonne il 22 settembre avanzarono più a nord fino alla Piazza "9 gennaio" e alla balkaš Dolgij, mentre a sud si fecero strada verso la Carica. Sfruttando i lunghi viali estesi da est ad ovest presenti nel quartiere centrale della città, i reparti tedeschi costituivano centri di fuoco all'inizio delle vie e potevano attaccare dopo efficaci tiri diretti dell'artiglieria di sostegno e supportati da carri e cannoni d'assalto che sfruttavano la loro potenza di fuoco per demolire i capisaldi nemici anche se subivano forti perdite contro i nuclei anticarro sovietici appostati nelle rovine o nelle strade laterali. Forti reparti di soldati tedeschi con armi automatiche della 71ª Divisione, supportati da cannoni d'assalto, raggiunsero il pontile centrale sul Volga.

#### Contrattacchi sovietici e battaglia nel silo del grano

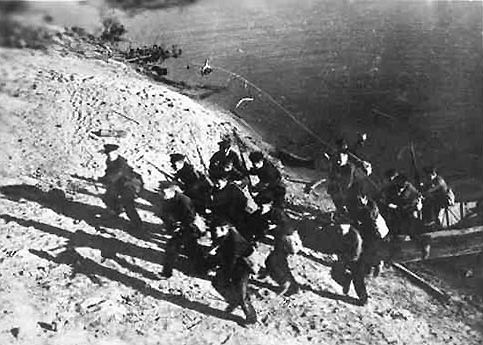
Marinai sovietici arrivano sulle rive del Volga per prendere parte alla difesa di Stalingrado.

Questo sfondamento tedesco fino all'approdo centrale dei traghetti del Volga isolava nel settore meridionale della città la 92ª Brigata di fanteria di marina, la 42ª Brigata del colonnello Batrachov ed un reggimento della 10ª Divisione NKVD, e metteva in pericolo il fianco sinistro degli uomini della divisione di Rodimcev. Avendo raggiunto il fiume, i comandi tedeschi intendevano ora risalire verso nord con la 71ª e la 295ª Divisione fanteria per isolare dal Volga le forze residue della 62ª Armata. Il generale Čujkov dovette prendere misure improvvisate per riorganizzare i trasporti dalla riva orientale sfruttando l'imbarcadero della fabbrica Krasnyj oktjabr' e quello settentrionale di Spartanovka; inoltre il comandante dell'armata decise di contrattaccare subito per riconquistare il pontile centrale, avanzare verso sud e ricollegarsi con le brigate isolate a sud della Carica. I rinforzi sarebbero stati trasferiti nella notte attraverso il fiume; attraversarono 2 000 soldati inviati di rinforzo al generale Rodimcev e soprattutto la 284ª Divisione fucilieri del colonnello Nikolaj Batjuk, formata da siberiani. Il passaggio del fiume si effettuò con grande difficoltà: i tedeschi lanciarono razzi per illuminare il fiume, gli attacchi aerei incendiarono i depositi di petrolio vicino al Neftensindikat e misero in fiamme la scarpata, i siberiani dovettero subito affrontare nuclei di soldati tedeschi giunti fino a 150 metri dalla riva. I sovietici respinsero il nemico, raggiunsero la fabbrica Metiž e si collegarono sulle pendici sud-orientali del Mamaev Kurgan con la 95ª Divisione del colonnello Gorišnij.
Alle ore 10:00 del 23 settembre i siberiani della 284ª Divisione, supportati da reparti della 95ª Divisione passarono al contrattacco verso sud in direzione del pontile centrale; per due giorni i soldati sovietici continuarono ad attaccare e riuscirono a fermare l'avanzata ed a ributtare indietro con perdite la 71ª e la 76ª Divisione fanteria tedesca. I siberiani del colonnello Batjuk guadagnarono terreno nel centro cittadino verso la linea ferroviaria e si avvicinarono nuovamente alla stazione Stalingrad-1; a costo di pesanti perdite, i sovietici guadagnarono tempo e bloccarono il maggiore pericolo, ma né la stazione né l'approdo centrale poterono essere riconquistati e i tedeschi mantennero le posizioni sul fiume che frazionavano in due parti la 62ª Armata.

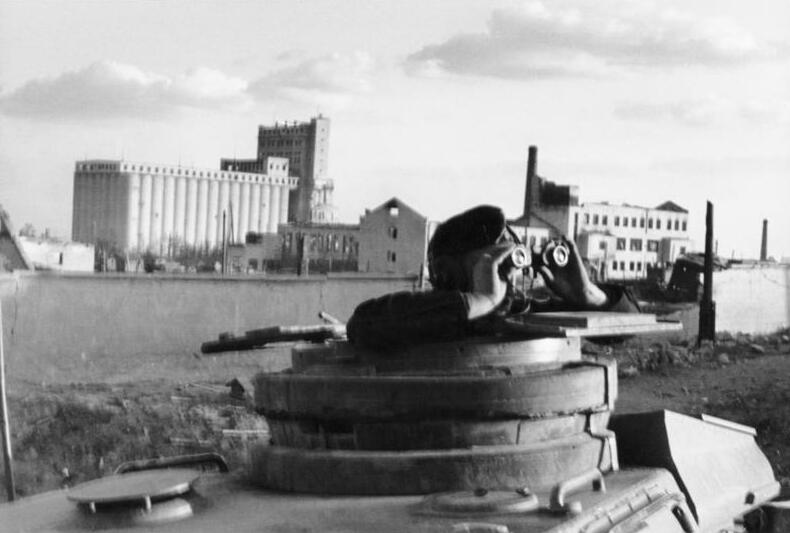
Un panzer tedesco in azione nell'area del silo del grano.

Mentre i siberiani del colonnello Batjuk continuavano per due giorni a contrattaccare, nel settore meridionale le posizioni sovietiche si stavano disgregando sotto gli attacchi del 48º Panzerkorps. I durissimi scontri nel silo del grano continuarono fino al 22 settembre, i marinai sovietici della 92ª Brigata e alcuni fucilieri della 35ª delle guardie (circa 60 uomini) si barricarono nel grande edificio e continuarono a resistere, nonostante gli incendi, la mancanza d'acqua e munizioni, l'inferiorità numerica contro i reparti tedeschi della 94ª Divisione fanteria, 29ª Motorizzata e 24. Panzer-Division. Infine il 22 settembre il 267º battaglione della 94ª Divisione fanteria riuscì, dopo logoranti e costosi scontri, a superare le ultime resistenze e a conquistare il silo. Il 23 settembre la situazione peggiorò per i sovietici a sud della Carica: dopo la conquista del silo, la 94ª fanteria del generale Pfeiffer e la 24. Panzer-Division del generale von Lenski attaccarono i superstiti delle due brigate rimaste isolate. Il comandante della 45ª Brigata, colonnello Batrachov, venne ferito, mentre il comandante della 92ª Brigata abbandonò il suo posto di comando e venne destituito; le brigate non potevano più resistere e il 26 settembre i resti vennero evacuati oltre il fiume e tutto il settore meridionale cadde in mano tedesca.

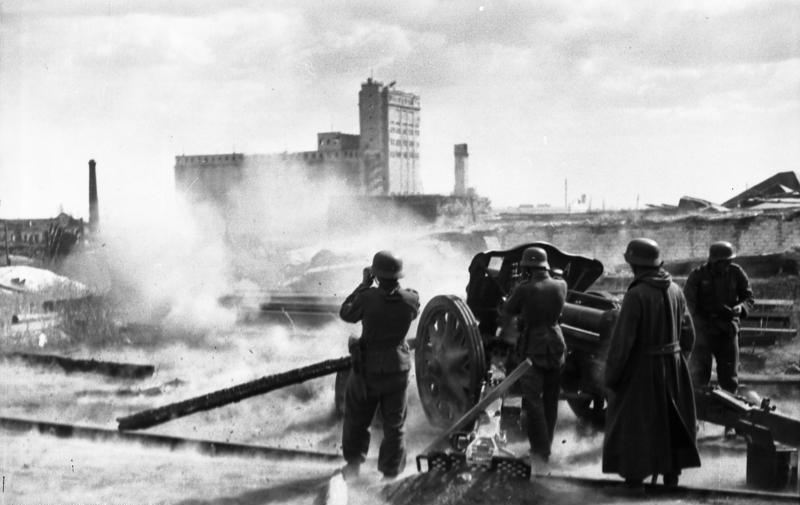
Artiglieria campale tedesca in azione durante i combattimenti nel silo del grano.

Il 26 settembre il generale Paulus, dopo la conclusione dei combattimenti del silo del grano, dopo la conquista dei settori meridionali a sud della Carica e dopo i successi raggiunti nel settore della stazione Stalingrad-1 e dell'imbarcadero centrale, dichiarò conclusa con successo la battaglia in questi settori; il generale rimaneva piuttosto fiducioso della vittoria finale nonostante la durezza e la lunghezza degli scontri. In realtà tra le truppe serpeggiava anche preoccupazione e realismo dopo le inattese perdite subite di fronte all'aspra difesa dei soldati sovietici; il nuovo tipo di guerra ben diverso dalle campagne manovrate su grandi spazi facilmente vinte dalla 6ª Armata nei mesi precedenti, metteva di fronte i soldati tedeschi alla difficile, confusa e snervante Rattenkrieg ("guerra dei topi"). Rinchiuso in spazi confinati, tra mura in rovina, cantine, strutture metalliche e sotterranei, questo tipo di combattimento metteva a disagio i soldati tedeschi ed impediva di sfruttare a pieno la potenza dei mezzi corazzati e dell'aviazione.
I comandanti tedeschi riconobbero la superiorità sovietica in questo tipo di "guerra d'assedio", grazie alla loro maggiore capacità di mascheramento, la loro superiore aggressività negli scontri a distanza ravvicinata, la loro esperienza nel combattimento all'interno di edifici. Inoltre i sovietici erano anche più abili nel combattimento notturno, mentre in generale i soldati tedeschi usavano grande cautela nei rastrellamenti, facendo largo uso di granate, e di notte preferivano rimanere fermi sulle posizioni consumando notevoli quantità di munizioni per proteggersi a scopo preventivo con il fuoco delle armi automatiche.

## Secondo attacco della 6ª Armata
(Annotazione del 4 ottobre 1942 del colonnello Helmuth Groscurth, catturato a Stalingrado e morto in prigionia)
(Discorso di Adolf Hitler dell'8 novembre 1942 a Monaco)

### Successi tedeschi

#### Attacchi tedeschi al Mamaev Kurgan ed al saliente di Orlovka
A partire dal 27 settembre il generale Paulus, dopo aver portato avanti due divisioni di riserva (100ª Divisione cacciatori del generale Werner Sanne e 389ª Divisione fanteria del generale Erwin Jaenecke) e trasferito a nord la 24. Panzer-Division, iniziò una nuova serie di attacchi al Mamaev Kurgan ed ai quartieri operai della fabbriche Barrikadij e Krasnyj oktjabr'; anche il generale Čujkov aveva cercato di riorganizzare il suo schieramento per contrastare la nuova offensiva, e la mattina del 27 tentò anche un contrattacco di disturbo. Alle ore 08.00 la Luftwaffe sferrò una serie di bombardamenti devastando le posizioni e i posti comando sovietici e dopo due ore la 100ª Divisione cacciatori, la 389ª Divisione fanteria e la 24. Panzer-Division passarono all'attacco; alle ore 14:00 i tedeschi raggiunsero il margine occidentale delle fabbriche e la balkaš Bannij, mentre la 95ª Divisione del colonnello Gorišnij venne decimata sul Mamaev Kurgan e, attaccata dalla 295ª Divisione fanteria del generale Wuthmann, dovette abbandonare la cima, ripiegando sui versanti settentrionali e orientali. Il quartier generale di Čujkov venne bombardato ed i depositi di petrolio furono incendiati, il fumo invase i bunker.

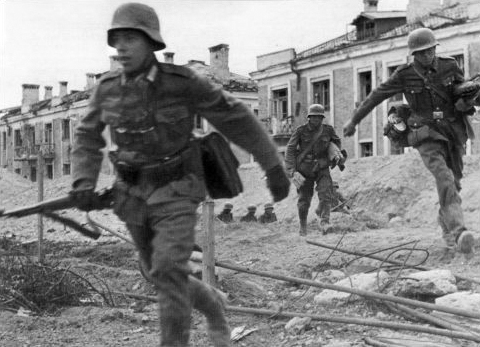
Fanti tedeschi in movimento tra le macerie di Stalingrado sotto il fuoco nemico.

Nella serata il comandante dell'armata, molto preoccupato, presentò il quadro della critica situazione: nonostante le perdite, i tedeschi continuavano ad avanzare con una grande superiorità di mezzi, erano necessari con urgenza rinforzi ed una limitata copertura aerea. Durante la notte attraversò il Volga, in un'atmosfera drammatica sotto il fuoco tedesco, la luce dei razzi illuminanti, le esplosioni e le perdite, la 193ª Divisione fucilieri del colonnello Fëdor Smechotvorov. I soldati sovietici sbarcarono entro le ore 4:00 e si portarono, a piedi con tutto l'equipaggiamento, fino alla fabbrica Krasnyj oktjabr' dove presero posizione, isolando i reparti tedeschi giunti fino ai bagni e alla scuola della fabbrica e compiendo incursioni notturne di disturbo. Il 28 settembre, mentre la Luftwaffe colpiva duramente la navigazione sul Volga e affondava cinque dei sei traghetti, i resti della 95ª Divisione del colonnello Gorišnij e della 284ª Divisione del colonnello Batjuk passarono al contrattacco per riconquistare la cima del Mamaev Kurgan. Dopo scontri sanguinosi, nessuna delle due parti riuscì a stabilirsi solidamente sull'altura; i sovietici ripresero alcune posizioni ma non poterono resistere sulla vetta bersagliata dal fuoco nemico, ma i soldati tedeschi della 295ª Divisione fanteria subirono gravi perdite lungo le pendici della collina.

L'attacco tedesco al saliente di Orlovka.

Il 29 settembre il generale Paulus iniziò l'attacco al cosiddetto saliente di Orlovka, il territorio esteso per 8 km in lunghezza e 3 in larghezza che, difeso da un reparto combinato della 112ª Divisione fucilieri e della 115ª Brigata del colonnello Andrušenko, proteggeva l'accesso alla Fabbrica di Trattori. I tedeschi attaccarono da nord con reparti della 60ª Divisione motorizzata e della 16. Panzer-Division, e da sud con formazioni della 100ª Divisione cacciatori e della 389ª Divisione fanteria. Sostenuti dai mezzi corazzati e da violenti bombardamenti aerei, i tedeschi guadagnarono terreno nel saliente, costringendo a ripiegare una parte delle truppe sovietiche; il 3º battaglione della 115ª Brigata correva il rischio di essere tagliato fuori. Il generale Čujkov, sottoposto di nuovo alla pressione nemica sul Mamaev Kurgan e nei quartieri di Krasnyj oktjabr', non poté aiutare le truppe in azione nel saliente; anche la 193ª Divisione fucilieri del colonnello Smechotvorov era in difficoltà e dovette cedere terreno. Alla fine di settembre lo Stavka assegnò una serie di reparti di rinforzo al Fronte di Stalingrado che il generale Erëmenko trattenne però in parte di riserva sulla riva orientale. La 39ª Divisione fucilieri motorizzata delle guardie del generale Stepan Gur'ev, esperta ma ridotta a soli 4 000 soldati, attraversò il fiume ed intervenne in tempo il 1º ottobre per rafforzare le truppe di Smechotvorov e organizzare la difesa all'interno della fabbrica Krasnyj oktjabr'. Nel frattempo era crollata la resistenza nel saliente di Orlovka: le tenaglie tedesche si chiusero il 1º ottobre; il 3º battaglione sovietico rimase accerchiato ma continuò a combattere; sottoposto a violenti bombardamenti, respinse gli attacchi fino al 7 ottobre riuscendo alla fine a rompere l'accerchiamento e ritirarsi all'interno della fabbrica di trattori.
Il 1º ottobre, mentre continuava la pressione contro la 193ª Divisione sovietica, anche i reparti tedeschi della 295ª Divisione fanteria iniziarono attacchi per cercare di avanzare lungo le due grandi balkaš che scendevano da ovest fino al Volga, Dolgij e Krutoj, ma questi tentativi vennero duramente contrastati dai fucilieri della 13ª Divisione delle guardie del generale Rodimcev; dopo una serie di scontri ravvicinati la fanteria tedesca subì pesanti perdite e venne respinta o distrutta. Durante la notte la 295ª Divisione fece un altro tentativo: circa 300 soldati tedeschi riuscirono ad infiltrarsi, con mortai ed armi automatiche, nel canale di scolo parallelo alla balkaš Krutoj e sbucarono fino al Volga senza essere individuati, quindi girarono a sud e raggiunsero le retrovie del 34º reggimento della 13ª Divisione delle guardie. Al mattino i tedeschi sferrarono l'attacco da due direzioni; il gruppo infiltratosi attraverso il canale di scolo attaccò alle spalle la 13ª delle guardie, si accesero improvvisi e violentissimi scontri ravvicinati con armi automatiche, ma i fucilieri di Rodimcev finirono per avere la meglio in trenta minuti; il generale passò al contrattacco alle ore 6:30, i soldati nemici furono eliminati dal fuoco incrociato e vennero mantenute le posizioni difensive.

#### La battaglia nei quartieri operai settentrionali
La 62ª Armata continuava a battersi accanitamente ma il suo perimetro difensivo si stava riducendo; i sovietici occupavano ancora un settore esteso da nord-est a sud-ovest per 19 km sulla riva occidentale con una profondità variabile tra i 2,5 km e solo 500 metri; dopo la perdita del saliente di Orlovka il settore delle grandi fabbriche era esposto ed infatti il generale Paulus stava procedendo a nuovi raggruppamenti per sferrare un attacco decisivo nell'area; il 3 ottobre anche la 14. Panzer-Division e la 94ª Divisione fanteria sassoni iniziarono a muovere verso nord. Il generale Čujkov era consapevole dell'inizio imminente di una nuova serie di attacchi, la Luftwaffe continuava i suoi bombardamenti quotidiani nel settore delle fabbriche ed il 2 ottobre colpì anche il quartier generale della 62ª Armata. I depositi di petrolio che sovrastavano i bunker sul margine del Volga furono incendiati, gli olii raggiunsero le acque ed il fuoco si estese lungo la riva del fiume; il generale e i suoi ufficiali, circondati dalle fiamme e isolati, riuscirono a sopravvivere e mantennero la posizione in mezzo al fumo dell'incendio.

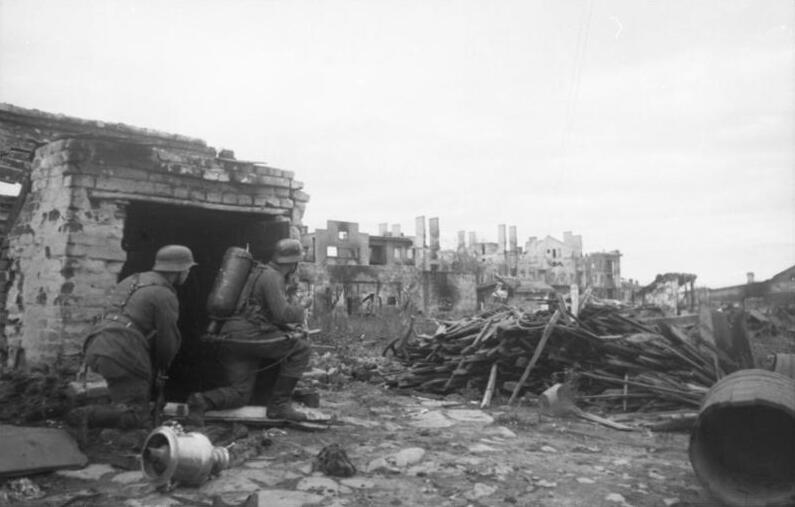
Soldati tedeschi in azione con un lanciafiamme.

Mentre continuavano i combattimenti sul margine delle fabbriche Barrikadij e Krasnyj oktjabr', l'alto comando sovietico decise di trasferire sulla riva occidentale due nuove divisioni di rinforzo: in due notti, il 2 ed il 3 ottobre, attraversarono il fiume la 308ª Divisione fucilieri del colonnello Leontij Gurt'ev che raggiunse subito la fabbrica Barrikadij, e la 37ª Divisione fucilieri delle guardie, formazione molto combattiva che al comando del generale Viktor Zoludev era incaricata di trincerarsi nella fabbrica di trattori; anche la 84ª Brigata carri attraversò il Volga con 20 carri leggeri. I rinforzi intervennero subito nella battaglia: la 308ª Divisione contrattaccò nel quartiere operaio di Barrikadij e si batté per oltre 12 ore contro la 24. Panzer-Division prima di ripiegare fino al margine della fabbrica, mentre più a sud, la 193ª Divisione del colonnello Smechotvorov difese con successo i bagni e le cucine comuni a ovest di Krasnyj oktjabr' contro la 100ª Divisione cacciatori; la 39ª Divisione del colonnello Gur'ev si era intanto barricata all'interno degli impianti metallurgici. A nord la 389ª Divisione fanteria e la 60ª Divisione motorizzata costrinsero i superstiti della 112ª Divisione a ripiegare oltre il fiume Mečetka verso la fabbrica di trattori. Il 4 e il 5 ottobre i tedeschi ripresero l'attacco in tutti i settori settentrionali: la Luftwaffe eseguì oltre 2 700 sortite solo il 5 ottobre, mentre tre divisioni fanteria e due Panzer-Division avanzarono verso i capisaldi sovietici che erano rinforzati anche da gruppi di volontari operai delle fabbriche. La 94ª Divisione fanteria tedesca, appena arrivata, attaccò nel quartiere operaio di Barrikadij ma subì perdite senza ottenere molti successi, a nord il primo tentativo della 14. Panzer-Division del generale Heim venne respinto dalla 37ª Divisione delle guardie del generale Zoludev, mentre a sud la 24. Panzer-Division del generale von Lenski guadagnò terreno e riuscì ad occupare la fabbrica Silikat ed a isolare la 6ª Brigata carri.
Il 5 ottobre Stalin, preoccupato dall'evoluzione della situazione, inviò un severo messaggio al generale Erëmenko, in cui richiedeva di passare alla controffensiva per riguadagnare le posizioni perdute, ordinava di trasformare ogni edificio in una fortezza e ribadiva che "Stalingrado non deve essere presa dal nemico e quelle parti di Stalingrado che sono state occupate devono essere liberate." La sera arrivò al quartier generale di Čujkov il generale Filipp Golikov, vicecomandante del Fronte di Stalingrado che poté rendersi conto di persona della cruda realtà della battaglia: il posto di comando della 62ª Armata era sotto il fuoco di mortai nemici, i depositi di petrolio erano completamente bruciati e il fumo invadeva i bunker, sul Volga si svolgeva un traffico incessante e confuso con soldati che sbarcavano a terra e si spostavano verso l'interno, equipaggiamenti che venivano scaricati sulla riva ed i feriti che si trascinavano penosamente fino ai traghetti per essere evacuati sulla riva orientale.

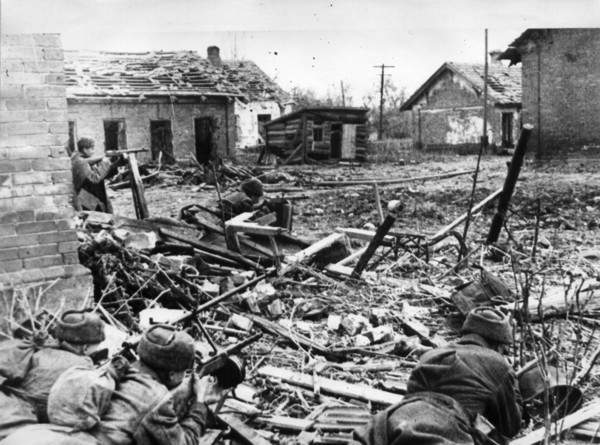
Fucilieri sovietici aprono il fuoco al riparo delle macerie degli edifici.

Nonostante le esortazioni di Stalin e dell'alto comando il generale Čujkov non era in grado di passare al contrattacco, doveva invece sostenere una pressione continua che logorava rapidamente i suoi reparti. Il 5 ottobre il generale riuscì ad arrestare temporaneamente gli attacchi nemici a nord sferrando una massiccia controffensiva (kontrpogotovka) d'artiglieria con oltre 300 cannoni in azione contemporaneamente dalla riva orientale, concentrati per 45 minuti in un settore di tre km tra la fabbrica di trattori e la Barrikadij, che disorganizzò i preparativi tedeschi.
Il generale Erëmenko, pressato a sua volta dallo Stavka per rafforzare con due nuove divisioni (la 45ª e la 300ª fucilieri) le difese sulle isole del Volga e sulla riva orientale, sollecitò a sfruttare l'effetto del bombardamento per contrattaccare con la 37ª Divisione del generale Zoludev, ma il generale Čujkov, che aveva finalmente evacuato il suo posto di comando nella zona dei depositi di petrolio incendiati e si era trasferito al vecchio quartier generale del NKVD sulla riva del fiume dietro la fabbrica di trattori, il 7 ottobre venne nuovamente attaccato nell'area dei quartieri operai. La 389ª Divisione fanteria tedesca e la 14. Panzer-Division guadagnarono terreno, occuparono un blocco di case operaie e si avvicinarono allo stadio ma l'aspra resistenza dei soldati del generale Zoludev bloccò ogni ulteriore avanzata verso la fabbrica; nel quartiere di Krasnyj oktjabr' la 193ª Divisione fucilieri del colonnello Smechotvorov respinse ancora una volta gli attacchi tedeschi e mantenne il possesso dei bagni e delle cucine completamente devastati dal fuoco e dalle esplosioni. Più a nord invece, nel settore del fiume Mečetka, il generale Čujkov riuscì a disgregare l'avanzata della 60ª Divisione motorizzata, sferrando un bombardamento di sorpresa di lanciarazzi katjuša al comando del colonnello Erochin che, schierati sul limite della sponda del fiume per aumentare al massimo la gittata di tiro, colpirono duramente due battaglioni di fanteria tedeschi.
Dopo questa nuova serie di costosi scontri i tedeschi mostrarono segni di logoramento e i combattimenti finalmente rallentarono l'8 ottobre, mentre le due parti riorganizzavano il loro schieramento.

#### Riorganizzazione e preparativi

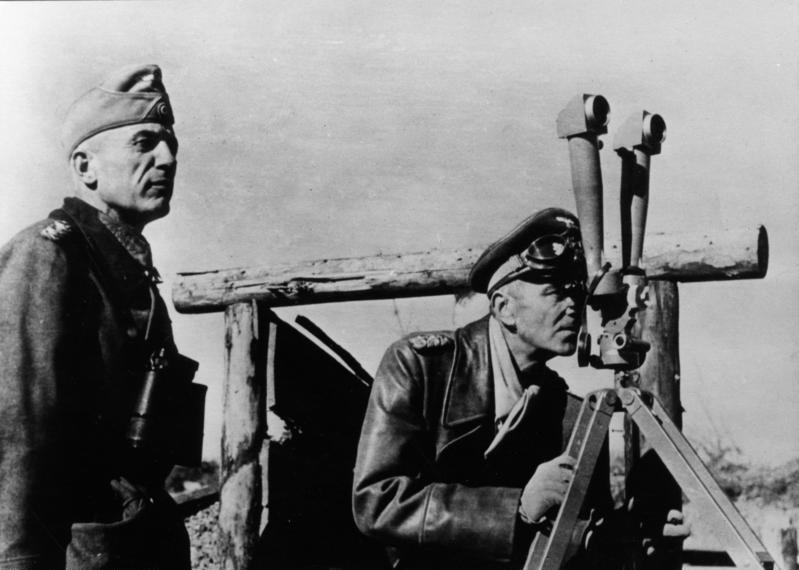
Il generale Paulus (a destra) osserva i combattimenti a Stalingrado. A sinistra, il comandante del 51º Corpo d'armata, generale Walther von Seydlitz-Kurzbach.

Il 6 ottobre Hitler, a dispetto delle crescenti difficoltà a Stalingrado e delle pesanti perdite nei cruenti scontri nell'abitato, espresse chiaramente la sua decisa volontà di continuare la battaglia: la "completa conquista di Stalingrado" era il compito più importante del Gruppo d'armate B, qualsiasi altra considerazione tattica o strategica passava in secondo piano rispetto a questa missione principale. Già il 30 settembre, in un discorso pubblico tenuto a Berlino, il Führer aveva esaltato i successi raggiunti, ironizzato sugli anglosassoni e confermato l'importanza assegnata alla battaglia di Stalingrado; Hitler concluse con parole di ottimismo e diede assicurazioni assolute che, avendo raggiunto il Volga e Stalingrado, "da questa città non potrà più mandarci via nessuno!".
In realtà il generale Paulus stava diventando cosciente della difficoltà della sua missione; i suoi reparti si stavano logorando in una serie continua di piccoli e violenti scontri a distanza ravvicinata contro avversari abili e motivati per conquistare singoli edifici, case, strutture industriali, stabilimenti, costruzioni. Anche il generale, affetto da frequenti attacchi di dissenteria e da un vistoso tic alla guancia, iniziava a subire fisicamente le conseguenze della crescente tensione, mentre in patria la propaganda continuava a preannunciare nuovi successi della 6ª Armata e sembrava sottostimare le difficoltà a Stalingrado.

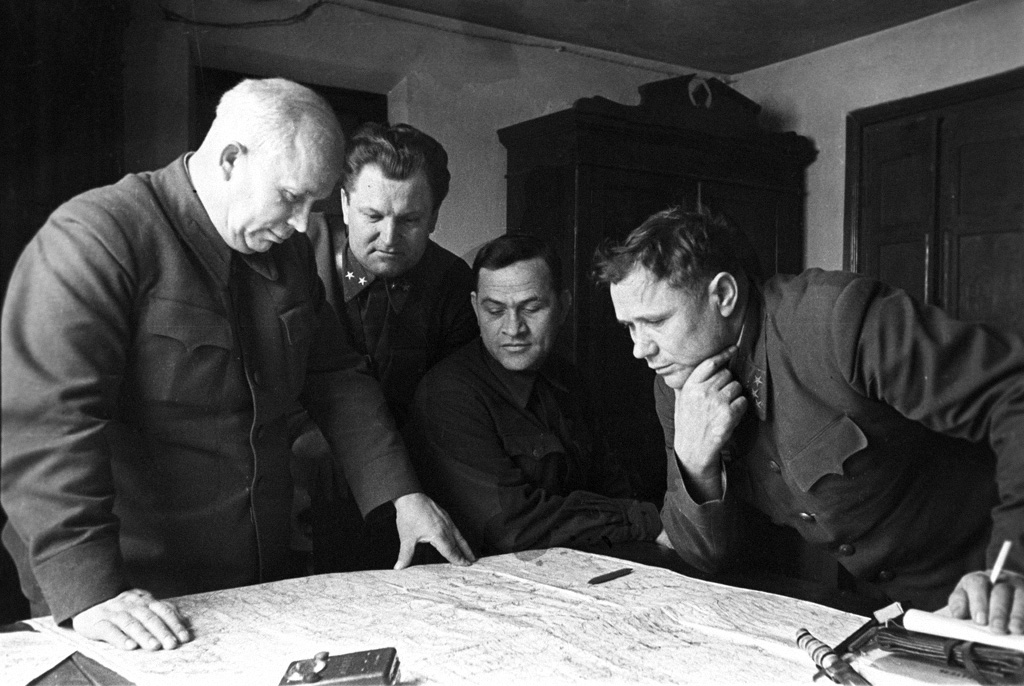
Il comandante del Fronte di Stalingrado, generale Andrej Ivanovič Erëmenko, a destra; studia la carta delle operazioni. A sinistra, il commissario capo del fronte, Nikita Sergeevič Chruščёv.

La situazione della 6ª Armata stava invece diventando progressivamente più difficile anche in ragione delle crescenti difficoltà di rifornimento, in vista dell'inverno, delle truppe tedesche impegnate sul Volga. I quartiermastri generali dell'armata e del Gruppo d'armate B, colonnelli Robert Bader e Friedrich-August Weinknecht, illustrarono a più riprese la carenza di vie di comunicazioni e di mezzi di trasporto e quindi l'impossibilità tecnica di rifornire adeguatamente le forze tedesche di munizioni, equipaggiamenti, vettovaglie per uomini e animali, carburante. Anche il generale Franz Halder e il generale Kurt Zeitzler manifestarono preoccupazione e dubbi sull'opportunità di continuare la sempre più problematica battaglia a Stalingrado. Secondo lo storico tedesco Bernd Wegner la decisione finale di Hitler di mantenere le sue forze sul Volga e di raddoppiare gli sforzi per vincere la resistenza sovietica a Stalingrado malgrado questi avvertimenti, derivò dalle esigenze di prestigio interno e internazionale del Führer, deciso ad ottenere una grande vittoria psicologica nella "città di Stalin", la cui importanza era stata esaltata per settimane dalla propaganda di Goebbels. Inoltre Hitler, di fronte all'evidente decisione di Stalin di combattere una battaglia decisiva sulle rive del Volga, ritenne di poter ottenere, visto l'apparente vantaggio tattico raggiunto e la superiorità di mezzi delle forze tedesche, una schiacciante vittoria anche in termini militari.
L'8 ottobre quindi il comando del Gruppo d'armate B ordinò al generale Paulus di organizzare al più presto un attacco decisivo nell'area delle grandi fabbriche concentrando il massimo di forze nel 51º Corpo d'armata e nel 14º Panzerkorps, rinforzati anche con la 79ª Divisione fanteria dell'Assia al comando del generale Richard von Schwerin e la 305ª Divisione fanteria della Svevia al comando del generale Kurt Oppenländer. Il generale Paulus era stato in parte rassicurato dall'aiutante di Hitler, generale Rudolf Schmundt che, recatosi al quartier generale della 6ª Armata a Golubinskaja, gli aveva prospettato la possibilità di una sua assegnazione, dopo la conclusione vittoriosa della battaglia a Stalingrado, al comando effettivo di un nuovo "Gruppo d'armate tedesco-rumeno del Don" o forse all'OKW come sostituto di Alfred Jodl. Il generale effettuò quindi un nuovo raggruppamento delle sue forze; mentre a nord, sul fiume Mečetka e a Spartanovka, avrebbe attaccato il 14º Panzerkorps del generale Hube con la 60ª Divisione motorizzata e la 16. Panzer-Division, il 51º Corpo d'armata del generale von Seydlitz-Kurzbach avrebbe concentrato per l'attacco ai quartieri delle fabbriche la 14. Panzer-Division, la 24. Panzer-Division, la 389ª, 94ª, 79ª, 305ª Divisione fanteria e la 100ª Divisione cacciatori. A sud la 295ª Divisione fanteria avrebbe mantenuto le sue precarie posizioni sui versanti del Mamaev Kurgan e la 71ª Divisione fanteria sarebbe rimasta nel settore centrale della città; nel complesso il generale Paulus disponeva per l'attacco di 90 000 soldati, 2 000 cannoni, 300 mezzi corazzati e oltre 1 000 aerei.

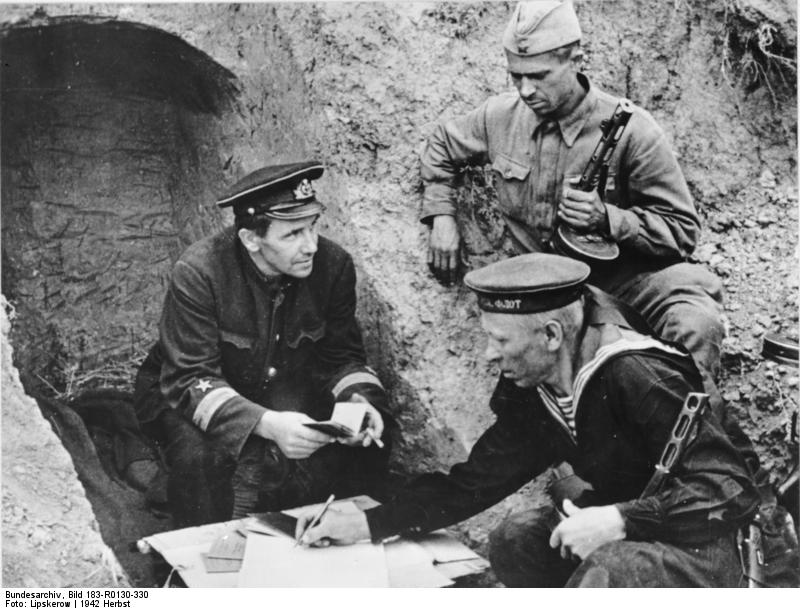
Soldati e marinai sovietici durante una pausa dei combattimenti.

Il generale Čujkov disponeva di 55 000 soldati, 950 cannoni, 80 carri armati e solo 188 aerei per difendere la sua precaria testa di ponte estesa da Rynok al quartiere centrale della città; il comandante della 62ª Armata cercò di rinforzare il suo schieramento prima del nuovo attacco. La 95ª Divisione del generale Gorišnij abbandonò le sue posizioni sul Mamaev Kurgan e si trasferì più a nord tra la sinistra della 37ª Divisione delle guardie che difendeva la fabbrica di trattori e la 308ª Divisione del colonnello Gurt'ev che si era barricata nello Skul'ptornyj park di fronte alla fabbrica Barrikadij. I superstiti della 112ª Divisione del colonnello Ermolkin difendevano gli edifici nord-occidentali della fabbrica di trattori, a Spartanovka erano in posizione le brigate di fucilieri al comando del colonnello Gorochov, mentre la 193ª Divisione del colonnello Smechotvorov difendeva sempre l'area della fabbrica Krasnyj oktjabr', al cui interno era schierata la 39ª Divisione delle guardie del colonnello Gur'ev. Più a sud rimanevano i siberiani della 284ª Divisione del colonnello Batjuk, aggrappati ai versanti orientali del Maamev Kurgan e la 13ª Divisione delle guardie del generale Rodimcev che affrontava continui piccoli scontri nelle "fortezze" organizzate nel settore centrale a nord della Carica.
Il generale Čujkov era sottoposto ad una grande pressione fisica e psichica e soffriva di una grave dermatite alle mani, ma non rimase passivo in attesa del nuovo attacco: il 12 ottobre la 37ª Divisione delle guardie effettuò un'incursione di disturbo e, insieme alla 95ª Divisione, guadagnò 300 metri ad ovest della fabbrica di trattori; ben presto i sovietici entrarono in contatto con le potenti forze di riserva tedesche in fase di preparazione per l'imminente offensiva. La situazione dell'armata era critica, disertori e sbandati si rifugiavano nei ripari sulla sponda del fiume ricercati dai soldati del NKVD ora guidati dal generale Vladimir Rogatin. Il 13 ottobre Stalin inviò un brusco richiamo al generale Erëmenko, sollecitandolo ad aiutare Čujkov e a trasferire i rinforzi sulla riva occidentale; il dittatore richiese anche che il comandante del Fronte di Stalingrado si recasse al più presto in città per valutare personalmente la situazione.

### Combattimenti nel settore delle grandi fabbriche

#### Attacco alla fabbrica di trattori

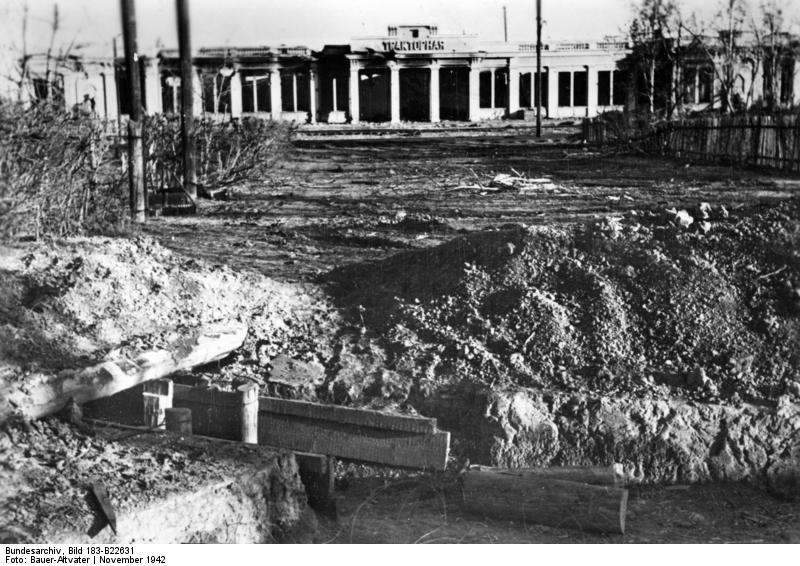
La fabbrica di trattori di Stalingrado, teatro di violenti scontri il 14 e il 15 ottobre 1942.

Il 14 ottobre il generale Paulus diede inizio al grande attacco contro il settore settentrionale; preceduta da violenti bombardamenti aerei, questa offensiva diede origine ai combattimenti più duri e cruenti di tutta la battaglia e provocò una grave crisi nello schieramento sovietico. Alle ore 8:00 la 14. Panzer-Division, la 24. Panzer-Division e la 389ª Divisione fanteria, supportati più a nord da reparti della 305ª Divisione fanteria e della 60ª Divisione motorizzata, concentrati in un settore ristretto di circa 4 km, sferrarono l'attacco principale in direzione nord-est verso la fabbrica di Trattori. I violenti attacchi della 4ª Luftflotte ed il fuoco dell'artiglieria e dei mezzi corazzati devastarono le postazioni sovietiche e distrussero numerosi edifici, accumulando enormi macerie; grandi nuvole di polvere coprirono la luce del sole, la visibilità si ridusse a poche decine di metri; sul campo di battaglia si diffuse una nebbia giallo-grigia solcata dalle esplosioni e dai lampi delle armi da fuoco.
Mentre il Kampfgruppe Edelsheim della 24. Panzer-Division sferrava l'attacco verso la fabbrica Barrikadij, le truppe d'assalto ed i pionieri tedeschi della 14. Panzer-Division e della 389ª Divisione fanteria, raggruppati nel Kampfgruppe Jaenecke, avanzarono verso la fabbrica di Trattori ma vennero colpiti dal fuoco dei soldati sovietici appostati nelle strade in rovina e nelle macerie degli edifici; i fucilieri della 37ª Divisione delle guardie del generale Zoludev e della 95ª Divisione del colonnello Gorišnij cercarono di contrastare i tedeschi e si accesero violenti scontri ravvicinati. Alle ore 10:00 il 109º reggimento della 37ª delle guardie era ormai distrutto e alle ore 11:00 si disgregò anche il fianco sinistro della 112ª Divisione schierata a sud dell'officina; alle ore 12:00 dopo aver occupato lo stadio della fabbrica, una forza di circa 200 mezzi corazzati della 14. Panzer-Division del generale Heim, supportata da reparti d'assalto tedeschi si aprì un passaggio in profondità nelle linee sovietiche; malgrado la continua resistenza di reparti isolati, la 37ª Divisione delle guardie stava per essere distrutta, anche il 117º reggimento era accerchiato e reparti meccanizzati tedeschi minacciavano di aggirare il fianco destro della 308ª Divisione fucilieri.

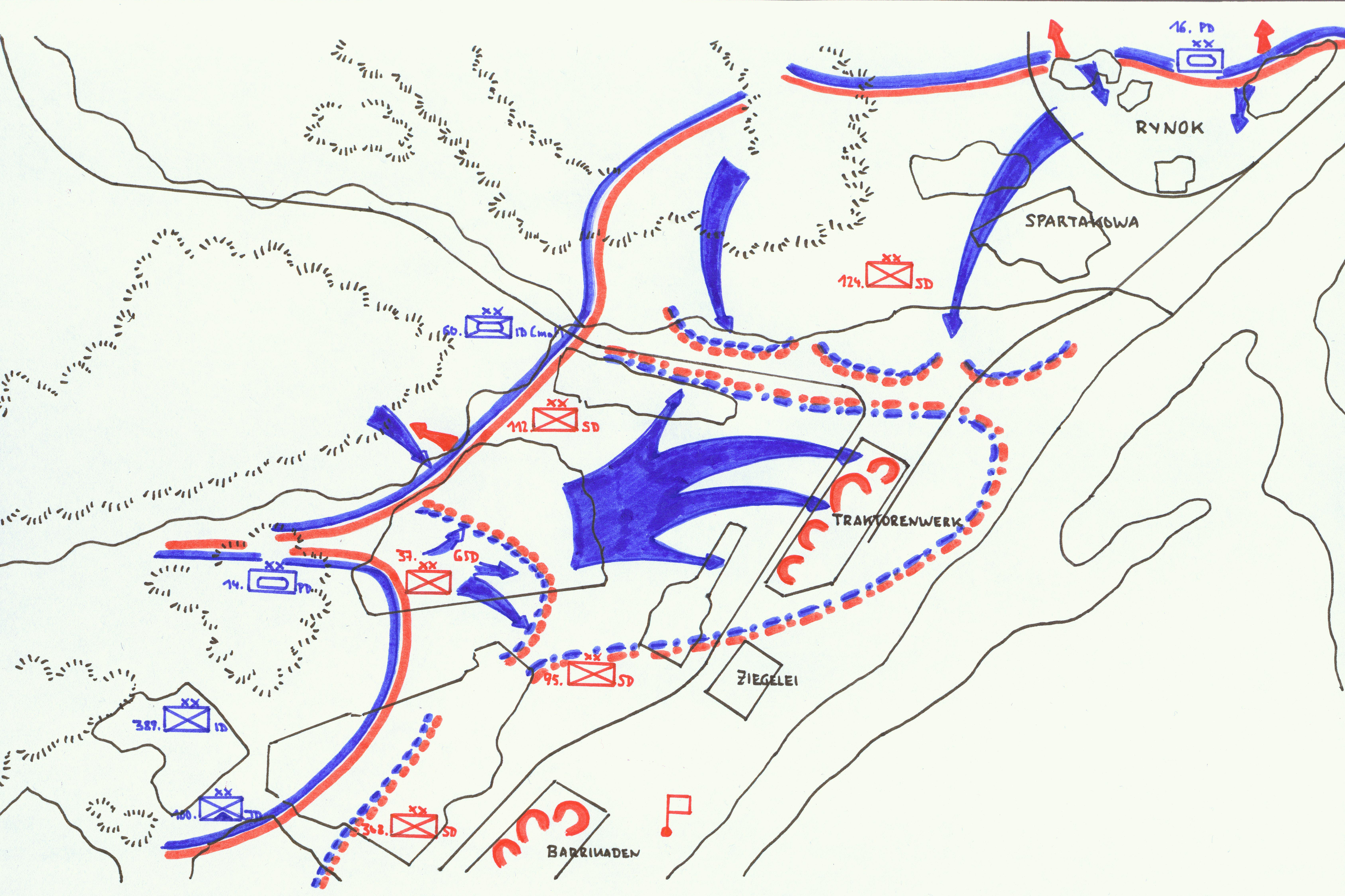
L'attacco alla fabbrica di trattori il 14 ottobre 1942.

Il quartier generale di Čujkov venne colpito ripetutamente, alcuni ricoveri crollarono e le linee di comunicazione furono interrotte, alle ore 15:00 alcuni carri tedeschi arrivarono fino a 300 metri dal posto di comando, mentre il generale Zoludev rimase sepolto nel suo bunker crollato sotto il bombardamento nemico ma riuscì a sopravvivere e continuò ad organizzare la resistenza dei resti della sua divisione. I reparti sovietici frammentati ed isolati dall'avanzata tedesca si batterono fino all'ultimo: un gruppo della 112ª Divisione al comando del tenente Chutov si stabilì nella fonderia della fabbrica di Trattori, mentre un altro gruppo della divisione si ammassò nel sottosuolo dello stabilimento sotto il comando del commissario Filimonov. A mezzogiorno del 14 settembre la fabbrica di trattori era accerchiata da tre lati da reparti della 14. Panzer-Division e della 389ª Divisione fanteria; alla fine della giornata le officine, difese in parte anche da milizie operaie, ancora resistevano, mentre oltre 3 500 feriti sovietici furono faticosamente trasferiti oltre il Volga per essere soccorsi negli ospedali sulla riva orientale.
I soldati sovietici continuavano a combattere ed a infliggere dure perdite ai tedeschi in avanzata; la 14. Panzer-Division dovette impegnare aspri combattimenti nei quartieri operai delle fabbriche in mezzo alle macerie; i panzer in azione tra le rovine e nelle strade strette subirono numerose imboscate. Contemporaneamente panzergranatieri tedeschi del 103º reggimento della 14. Panzer-Division, al comando del capitano Erich Domaschk, riuscirono ad infiltrarsi tra le unità sovietiche, occuparono il terreno tra la fabbrica di trattori e la fabbrica Barrikadij e raggiunsero il Volga su un fronte di oltre 2 000 metri, dividendo in due parti la 62ª Armata.

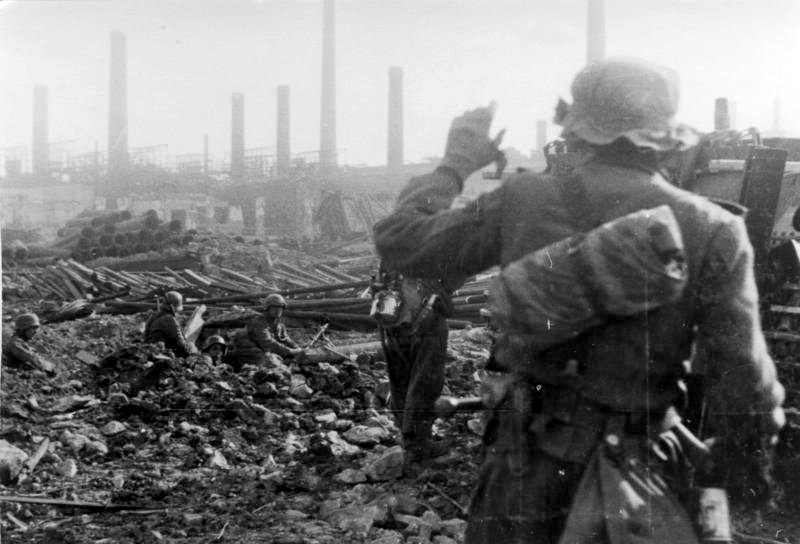
I soldati tedeschi pronti all'attacco nell'area delle grandi fabbriche.

L'irruzione della 14. Panzer-Division fino al Volga isolava in una sacca a nord il gruppo del colonnello Gorochov con la 124ª Brigata fucilieri e i resti della 115ª e 149ª Brigata, che venne attaccato il 15 febbraio da settentrione dalla 16. Panzer-Division e da ovest dalla 60ª Divisione motorizzata. Il colonnello riuscì a resistere, asserragliandosi nel sobborgo di Spartanovka pur perdendo terreno; i soldati della 16. Panzer-Division del generale Angern attaccarono due grandi bunker, ma, dopo aver conquistato il più piccolo, si esaurirono in costosi scontri ravvicinati con armi automatiche ed esplosivi. La situazione sovietica era drammatica nella fabbrica di trattori dove ancora resistevano piccoli nuclei della 37ª Divisione delle guardie che era uscita distrutta dall'attacco del 14 ottobre, perdendo oltre il 75% dei suoi effettivi; anche i resti della 95ª Divisione fucilieri continuavano a combattere nelle macerie e nelle rovine delle officine meccaniche contro la 305ª Divisione fanteria tedesca che stava penetrando dentro la fabbrica per schiacciare gli ultimi gruppi nemici.
La notte del 15 ottobre il generale Čujkov parlò telefonicamente con Chruščёv: il generale richiese munizioni e rinforzi, apparve deciso a continuare a resistere, senza esaurire tutte le sue riserve nella fabbrica di trattori ormai indifendibile; nella stessa notte iniziò ad attraversare il fiume un reggimento della 138ª Divisione fucilieri del generale Ivan Ljudnikov che venne schierato subito a difesa a nord della fabbrica Barrikadij da cui era attesa l'avanzata tedesca. Alle 03.00 del 16 ottobre il generale Erëmenko attraversò il fiume su una corvetta corazzata e raggiunse l'approdo a est di Krasnyj oktjabr' per incontrare il generale Čujkov e valutare la situazione; il comandante del Fronte di Stalingrado vide di persona la critica situazione della 62ª Armata. In un ambiente caotico, tra esplosioni, incendi, feriti, truppe in fase di sbarco, il generale Erëmenko, che si trattenne sulla riva occidentale fino all'alba, parlò con Čujkov e con i generali Zoludev, disperato per la fine dei suoi uomini, Ljudnikov e Gorišnij; il comandante del fronte confermò che la battaglia doveva continuare nonostante la perdita della fabbrica di trattori e la divisione dell'armata in due parti; non c'era spazio per ripiegare, bisognava resistere, sarebbero stati inviati rinforzi in piccoli gruppi e maggiori quantità di munizioni.

#### Resistenza sovietica

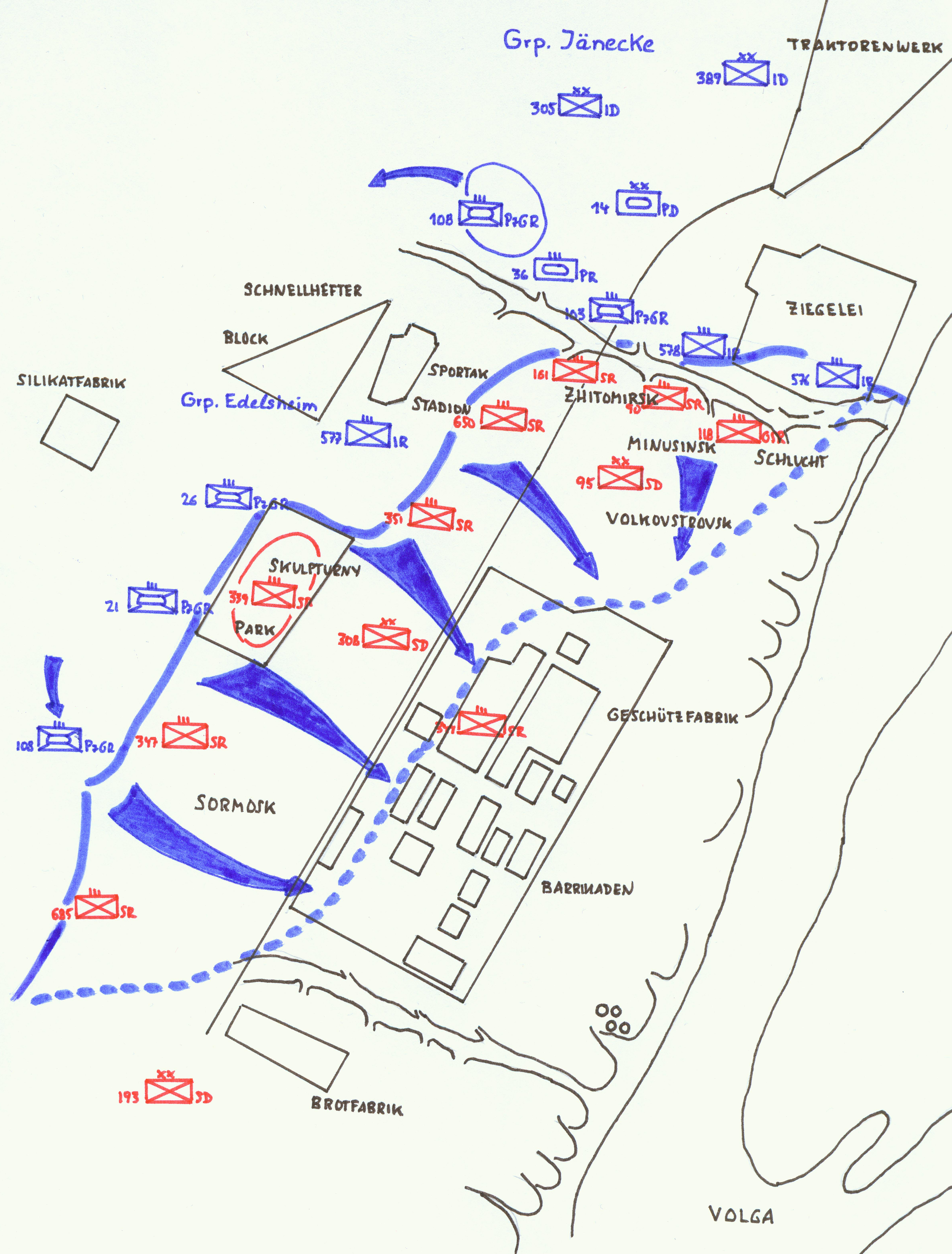
L'attacco alla fabbrica Barrikadij.

Il 16 ottobre, mentre la 305ª Divisione fanteria tedesca schiacciava gli ultimi focolai di resistenza nella fabbrica di trattori della 37ª Divisione delle guardie ormai distrutta, a nord i tedeschi guadagnarono terreno a Spartanovka, reparti della 16. Panzer-Division e della 60ª Divisione motorizzata penetrarono a sud del sobborgo in direzione del gomito del Volga; il 17 ottobre il colonnello Gorochov arrivò al punto di chiedere al generale Čujkov l'autorizzazione a ripiegare con i suoi uomini nell'isola Spornij in mezzo al fiume ma il comandante dell'armata lo accusò di diserzione e respinse bruscamente la richiesta.

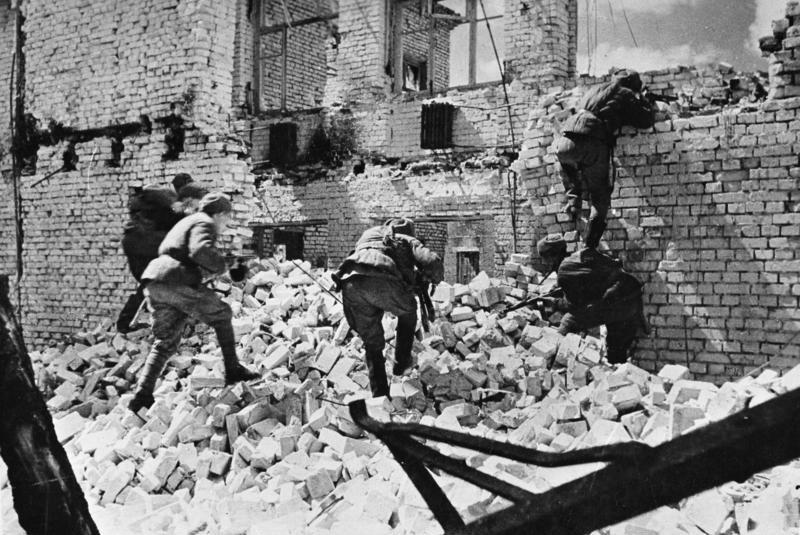
Truppe d'assalto sovietiche in combattimento tra le rovine della città.

A sud della fabbrica di trattori la 14. Panzer-Division del generale Heim e la 389ª Divisione fanteria del generale Jaenecke dopo essere arrivati al Volga, iniziarono subito a girare verso sud avanzando lungo il fiume per aggirare tutto lo schieramento sovietico; il mattino del 16 ottobre i panzer e i granatieri attaccarono lungo la via Tramvajnaja verso la fabbrica Barrikadij, ma i carristi della 84ª Brigata carri del colonnello Vajnrub avevano costituito uno sbarramento improvvisato e organizzarono una serie di imboscate che, insieme al fuoco dell'artiglieria e dei lanciarazzi dalla riva orientale, rallentò e infine arrestò per il momento l'avanzata tedesca, in attesa dell'arrivo delle riserve. Il generale Ljudnikov ricevette gli ordini di Čujkov alle 23.50 del 16 ottobre: con i suoi soldati doveva schierarsi sulla destra della 308ª Divisione a nord della Barrikadij ed impedire a tutti i costi un'irruzione nemica lungo il fiume. Nel notte del 16-17 ottobre quindi il grosso della 138ª Divisione fucilieri passò sulla riva occidentale e prese subito posizione organizzando postazioni fortificate e bunker per difendere gli accessi settentrionali alla fabbrica di cannoni.
Il 17 ottobre la 14. Panzer-Division e la 389ª Divisione fanteria da nord, la 100ª Divisione cacciatori da nord-ovest e la 24. Panzer-Division da ovest ripresero gli attacchi verso la Barrikadij contro la 84ª Brigata carri e la 308ª e 138ª Divisione fucilieri; i tedeschi avanzarono sostenuti dai mezzi corazzati e dalla Luftwaffe e raggiunsero le posizioni della 308ª Divisione fucilieri del colonnello Gurt'ev che, attaccata da due direzioni, si barricò dentro la fabbrica ed organizzò un'accanita difesa edificio per edificio, tra le macerie ed all'interno delle rovine delle officine meccaniche. I tedeschi della 24. Panzer-Division e della 100ª Divisione cacciatori subirono forti perdite durante questi impressionanti scontri ravvicinati. Altri gruppi d'assalto tedeschi della 94ª Divisione fanteria del generale Pfeiffer stavano però avanzando lungo la ferrovia, a sud-ovest della Barrikadij, aprendo un varco tra la 308ª e la 193ª Divisione sovietica.
il 18 e il 19 ottobre i tedeschi continuarono gli attacchi in tutti i settori settentrionali: a nord la situazione sovietica migliorò; i tedeschi arrivati a sud di Spartanovka erano stati respinti e i sovietici del colonnello Gorochov occupavano ancora parte dei sobborghi di Rynok e Spartanovka dopo aver inflitto dure perdite. La 138ª Divisione fucilieri respinse l'attacco da nord della 14. Panzer-Division e della 389ª Divisione fanteria; violenti combattimenti infuriarono nelle rovine delle fabbriche Barrikadij e Krasnyj oktjabr', la Luftwaffe continuò ad bombardare i capisaldi sovietici anche se dovette ridurre il numero delle sue sortite a 1 000 al giorno. A sud e sud-ovest di Barrikadij le truppe d'assalto della 94ª Divisione fanteria riuscirono dopo logoranti combattimenti durati quattro giorni, ad avanzare di 800 metri oltre la linea ferroviaria e arrivarono fino agli accessi meridionali della fabbrica difesi dalla decimata 193ª Divisione fucilieri. Il generale Čujkov fu costretto ad ordinare per la prima volta nella battaglia una manovra di ritirata: per evitare la distruzione la 308ª Divisione del colonnello Gurt'ev fu fatta ripiegare di 270 metri verso il fiume. Il 20 ottobre tre divisioni tedesche combattevano nel perimetro ed anche all'interno della Barrikadij; il piano del generale Paulus prevedeva di attirare le residue forze sovietiche in questo settore prima di sferrare un nuovo attacco più a sud per sfondare ancora fino al Volga ad est della fabbrica Krasnyj oktjabr'.
Fin dal 17 ottobre l'avanzata tedesca aveva costretto il generale Čujkov a trasferire ancora una volta il suo posto di comando; gli ufficiali della 62ª Armata si spostarono a sud nella balkas Gunnij che però era a sua volta minacciata; quindi il comandante dell'armata e lo stato maggiore si stabilirono a circa 800 metri ad est del Mamaev Kurgan, dove continuavano i combattimenti. Questa localizzazione, sommariamente organizzata con ripari e bunker, sarebbe rimasto il quartier generale della 62ª Armata fino al termine della battaglia.

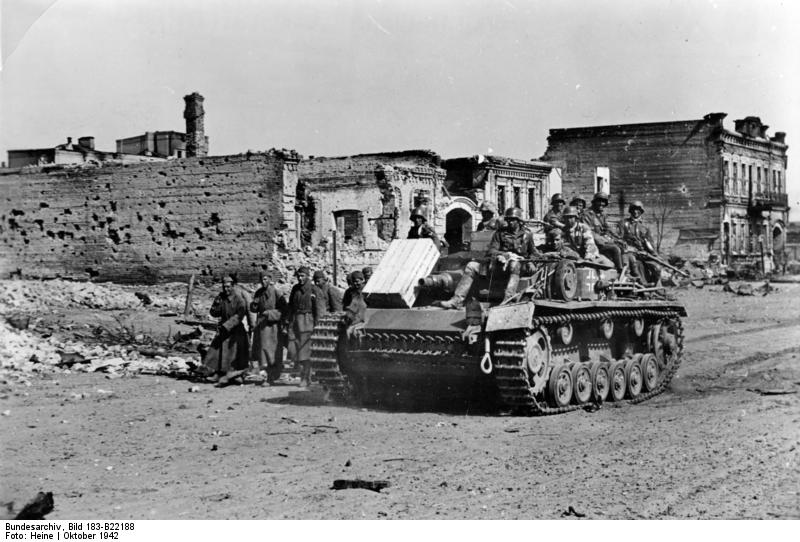
Mezzi corazzati e truppe tedesche in azione nelle rovine del centro di Stalingrado.

La battaglia continuava: il 22 ottobre terminò con un fallimento e con dure perdite l'attacco della 94ª Divisione fanteria tedesca alla fabbrica Barrikadij contro la 193ª Divisione fucilieri, mentre il 23 ottobre il generale Paulus sferrò, con la fresca 79ª Divisione fanteria del generale von Schwerin, l'attacco a Krasnyj oktjabr' difesa dalla 39ª Divisione fucilieri delle guardie del colonnello Gur'ev. Il 24 ottobre i tedeschi fecero un grande sforzo per irrompere dentro le due fabbriche: a nord la 138ª e la 308ª Divisione, ridotte a poche centinaia di uomini, dovettero cedere alcune posizioni; i granatieri della 14. Panzer-Division, rafforzati dai carri armati del Panzer-Regiment 36 del maggiore Bernhard Sauvant, avanzarono fino alla Panetteria centrale. Per due giorni si combatté all'interno di questa costruzione, il plotone guidato dal sergente Josef Esser ed il reparto del tenente Joachim Stempel riuscirono infine il 26 ottobre a conquistare la panetteria, ma il successivo tentativo del tenente Stempel di raggiungere il Volga fallì, i suoi uomini furono decimati ed i superstiti il 27 ottobre dovettero abbandonare le posizioni raggiunte.

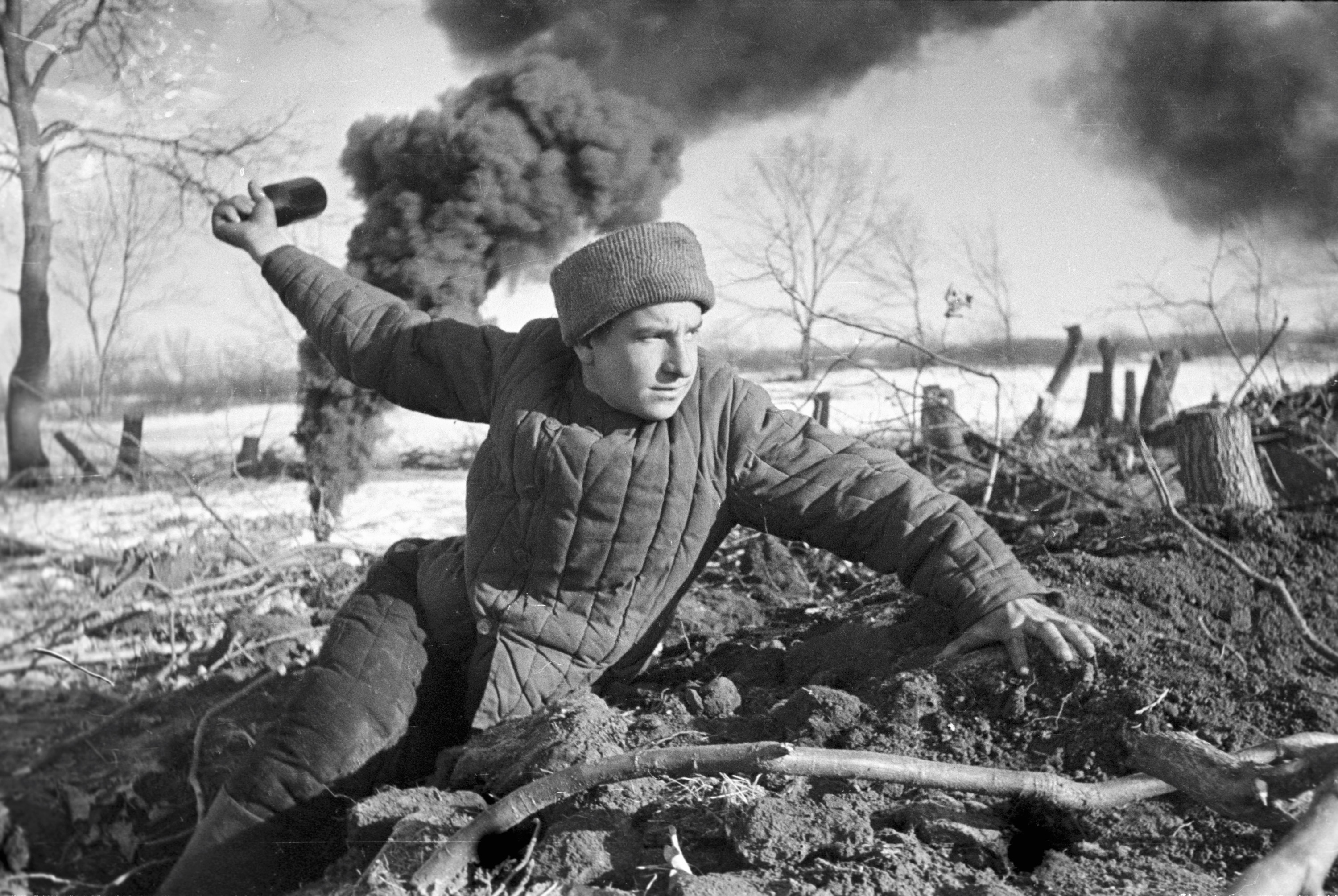
Un soldato sovietico lancia una granata durante gli scontri ravvicinati con i tedeschi.

Il 27 ottobre mentre i tedeschi della 94ª Divisione fanteria occupavano finalmente gran parte della fabbrica Barrikadij, la 79ª Divisione fanteria attaccò ancora a Krasnyj oktjabr' difesa dai resti della 193ª e dalla 39ª Divisione delle guardie; le truppe tedesche avanzarono fino a 300 metri dal Volga e aprirono il fuoco sull'ultimo pontile a disposizione dei sovietici, ma i soldati del colonnello Gur'ev si asserragliarono dentro la fabbrica metallurgica e difesero con successo la fonderia e il reparto calibrazione. Durante la notte del 26 ottobre era iniziato il trasferimento sulla riva occidentale della 45ª Divisione fucilieri del colonnello Vasilij Sokolov; essendoci poco spazio per sbarcare, solo una parte delle truppe fu trasferita e prese posizione nel terreno tra Barrikadij e Krasnyj oktjabr'. Nel frattempo il generale Čujkov improvvisò una difesa con gli uomini del suo quartier generale e con un piccolo nucleo di carri armati riparati e sferrò un inatteso contrattacco che allontanò i tedeschi della 79ª Divisione dal Volga, dando respiro alle linee sovietiche e permettendo l'entrata in linea degli altri reparti della 45ª Divisione fucilieri.
Il ciclo di combattimenti iniziato il 14 ottobre con l'attacco alla fabbrica di trattori stava terminando; dopo il 29 ottobre i tedeschi sospesero gli attacchi in massa. La 62ª Armata aveva subito perdite elevatissime e aveva dovuto cedere molto terreno fin quasi alla riva del fiume, ma era sopravvissuta e continuava a combattere; il generale Čujkov e i suoi uomini compresero per la prima volta che il pericolo maggiore era stato superato e che la 62ª Armata "avrebbe vinto la battaglia". Il 31 ottobre furono i fucilieri della 45ª Divisione del colonnello Sokolov e alcuni reparti della 39ª Divisione delle guardie del colonnello Gur'ev che passarono al contrattacco, avanzarono di circa cento metri, e impressionarono i tedeschi con la loro combattività.

## Ultimo attacco della 6ª Armata
(messaggio inviato da Adolf Hitler al generale Friedrich Paulus il 17 novembre 1942)

### Esaurimento delle forze
Mentre si svolgevano i durissimi combattimenti nei quartieri settentrionali di Stalingrado, la battaglia era continuata anche nel settore centrale dove si era trasformata in una serie di continui scontri ravvicinati di giorno e di notte tra piccoli gruppi di soldati tedeschi e sovietici asserragliati tra le rovine degli edifici e sulle pendici del Mamaev Kurgan. Mentre i reparti d'assalto attaccavano i vari capisaldi, si combatteva casa per casa, i morti si accumulavano nelle stanze delle costruzioni in rovina, tedeschi e sovietici rimanevano serrati a breve distanza per giorni, i combattimenti si accendevano improvvisamente con armi automatiche, esplosivi e armi bianche.

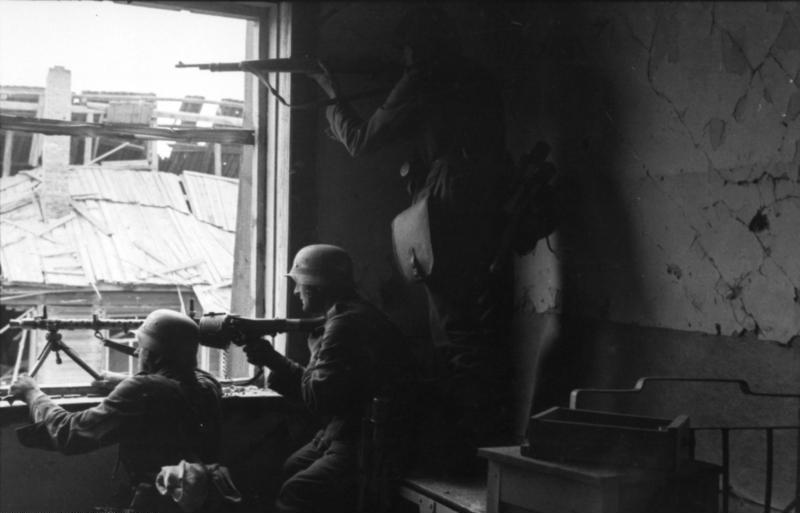
Soldati tedeschi nelle rovine di una casa a Stalingrado.

Le macerie si accumulavano, incendi ed esplosioni devastavano gli edifici; durante la notte i tedeschi lanciavano razzi illuminanti per individuare i gruppi d'assalto sovietici che cercavano di riguadagnare il terreno perduto. All'improvviso potevano verificarsi brevi e violentissimi scontri a fuoco durante incursioni o raid di una delle squadre tedesche o sovietiche. I tiratori scelti delle due parti combattevano la loro guerra personale cercando di colpire, nascosti accuratamente tra le macerie, ufficiali o soldati nelle retrovie; i sovietici si dimostrarono più abili in questa guerra di insidie ed agguati, numerosi cecchini tra cui il famoso Vasilij Zajcev della 284ª Divisione fucilieri, vennero esaltati dalla propaganda sovietica durante la battaglia.
Le "fortezze" sovietiche, isolate ai margini del territorio nemico, continuavano a resistere. Alla fine di settembre il sergente Jakov Pavlov, della 13ª Divisione fucilieri delle guardie, aveva organizzato con un piccolo nucleo di soldati un caposaldo in una casa di quattro piani sull'angolo della Piazza "9 gennaio". La cosiddetta casa di Pavlov venne trasformata dal sergente, insieme con una sessantina di soldati, in una di queste fortezze in grado di resistere a tutti gli attacchi, impiegando mine, trappole esplosive, fucili anticarro, tiratori scelti, nuclei di mitragliatrici pesanti. Gli uomini del sergente Pavlov difesero l'edificio, ridotto in rovina dagli attacchi e dai bombardamenti tedeschi, per 58 giorni senza cedere, e inflissero dure perdite al nemico.

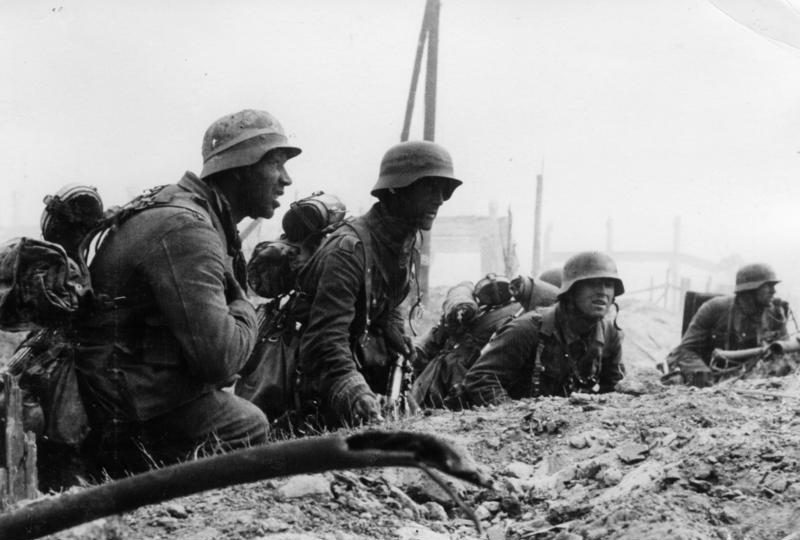
Soldati tedeschi della 389. Infanterie-Division in attesa di un nuovo assalto.

La "casa di Pavlov" sbarrava il fianco sinistro della 13ª Divisione fucilieri delle guardie che continuava a tenere le sue posizioni nel centro della città tra il neftensindikat, la ferrovia e la balkaš Dolgij, a circa 300-400 metri dalla riva del fiume. Malgrado la difficile posizione, gli uomini del generale Rodimcev si battevano validamente; i tedeschi della 71ª Divisione fanteria del generale von Hartmann avevano occupato e fortificato la "casa a forma di L", la "casa degli specialisti" e la "casa dei ferrovieri" e i contrattacchi sovietici per riconquistare queste importanti posizioni furono tutti respinti. Il 24 ottobre invece i soldati del 39º reggimento ottennero un successo, riuscendo a riconquistare, con un attacco supportato dal fuoco dei mortai e di due cannoni anticarro, l'edificio Voentorg, situato all'angolo di due viali strategici.
All'inizio del mese di novembre quindi la 62ª Armata era riuscita a superare la fase più critica dei combattimenti e manteneva il possesso, divisa in due gruppi, di una parte dei sobborghi di Rynok e Spartanovka, di buona parte della fabbrica Krasnyj oktjabr' e più a sud dell'officina chimica Lazur, della zona della "racchetta da tennis", dei versanti orientali del Mamaev Kurgan e di una stretta striscia di terreno nel settore centrale della città. Ma le forze sovietiche erano fortemente indebolite: tre divisioni, la 112ª e la 95ª Divisione fucilieri e la 37ª Divisione fucilieri delle guardie erano praticamente distrutte, la 193ª e la 308ª Divisione fucilieri erano uscite decimate dai combattimenti nelle fabbriche; a nord il gruppo del colonnello Gorochov, completamente, isolato era in una posizione molto precaria.
I soldati sovietici erano esausti; durante la battaglia si verificarono cedimenti e diserzioni tra le truppe; gli uomini della NKVD del generale Rogatin mantenevano uno stretto controllo sui reparti ed erano pronte a reprimere con la forza ogni segno di indisciplina o scarsa combattività. Nel complesso tuttavia i soldati della 62ª Armata combatterono con coraggio e sacrificio durante la lunga battaglia e progressivamente divennero coscienti dell'importanza della loro resistenza; descritti in termini esaltanti dalla propaganda alleata e confortati dalla possibilità di una prossima controffensiva, i sovietici conservarono il loro morale nonostante la situazione sempre più difficile nell'esigua testa di ponte.

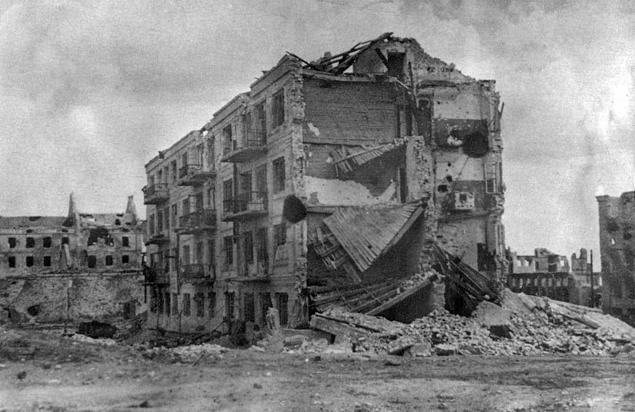
La casa di Pavlov.

La 6ª Armata al termine del secondo grande attacco alla fine del mese di ottobre occupava ormai il 90% della città di Stalingrado, ma anche i tedeschi avevano subito dure perdite: al 16 ottobre l'armata lamentava già 1 068 ufficiali e 38 943 soldati morti, feriti o dispersi; oltre 17 000 feriti erano stati evacuati in aereo o per ferrovia; nel 40% dei battaglioni le compagnie erano ridotte a soli 30-40 uomini, erano disponibili solo circa 180 mezzi corazzati, anche la Luftwaffe era indebolita. Nonostante i successi locali, i combattimenti continuavano sempre più logoranti; il terreno sfavorevole ai carri armati, l'accumularsi delle macerie, la carenza di addestramento della fanteria tedesca negli scontri ravvicinati casa per casa, provocarono un continuo decremento dell'efficienza delle divisioni. Nonostante le esortazioni del comando dell'armata di concentrare tutti i soldati disponibili nei reparti combattenti di fanteria, la maggior parte delle formazioni tedesche, tra cui la 79ª, 94ª, 305ª Divisione fanteria e la 14. e 24. Panzer-Division, non erano più ritenute idonee ad effettuare attacchi in forze. Dalle lettere e dai diari dei soldati tedeschi, emerge il pessimismo, lo scoramento, l'esaurimento e la sorpresa degli uomini della 6ª Armata impegnati in una cruenta battaglia da cui non si vedeva via d'uscita. La preoccupazione degli ufficiali e dei soldati della Wehrmacht era accentuata anche dall'imminente arrivo della stagione invernale che poteva presagire ad ulteriori difficoltà di rifornimento ed a possibili sorprese del nemico. Il generale Paulus nel suo ordine del giorno del 31 ottobre tuttavia sembrò fiducioso; parlò di "offensiva terminata con successo con la conquista di Stalingrado", di "pagina gloriosa" della storia tedesca, e minimizzò il pericolo dell'inverno, ipotizzando che i russi non avrebbero avuto forze sufficienti per contrattaccare.

### Operazione Hubertus

#### Situazione strategica
L'8 novembre Adolf Hitler parlò a veterani del Partito nazista a Monaco di Baviera nel corso della giornata commemorativa del Putsch della birreria del 1923; il Führer, a conoscenza delle notizie negative provenienti dal fronte nord-africano, minimizzò la portata delle vittorie anglosassoni e soprattutto descrisse la situazione a Stalingrado, che preoccupava da settimane l'opinione pubblica tedesca, con parole di fiducia e sicurezza. L'obiettivo, di grande importanza strategica ed economica, era ormai stato raggiunto, Stalingrado era stata conquistata, rimanevano solo piccoli nuclei di resistenza che sarebbero stati schiacciati con l'intervento di reparti speciali, non ci sarebbe stata un'altra Verdun, il tempo non aveva alcuna importanza.

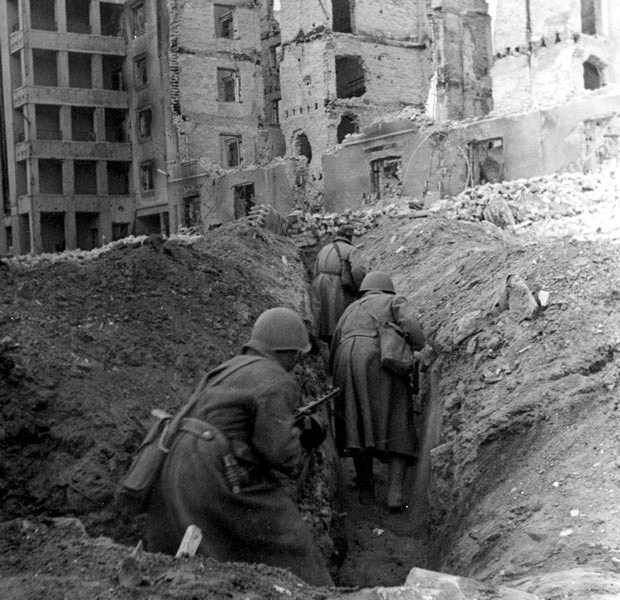
Soldati della 62ª Armata in movimento nelle rovine di Stalingrado.

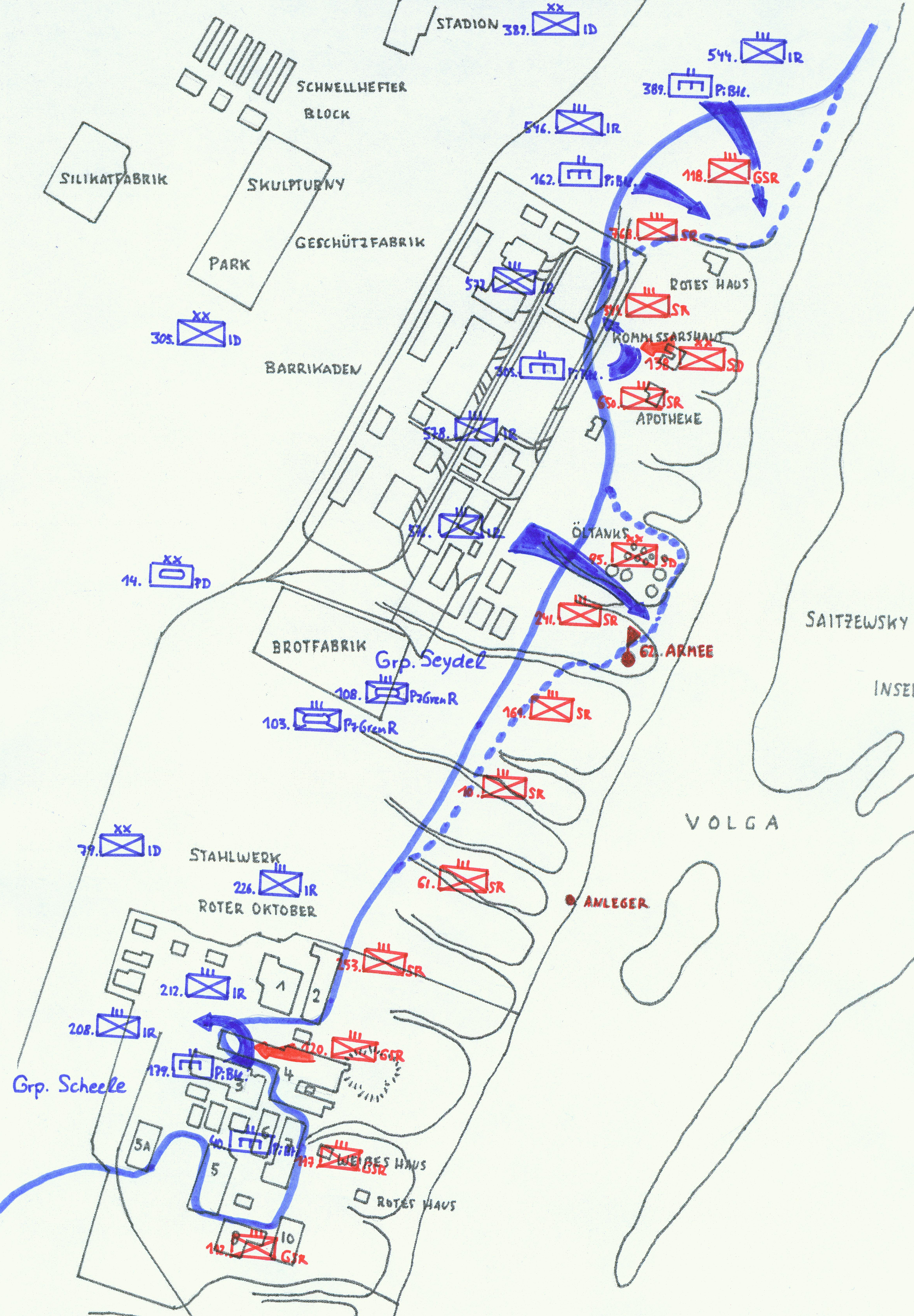
Carta dell'operazione "Hubertus", l'11 ed il 12 novembre 1942.

Nella prima settimana di novembre arrivarono a Stalingrado cinque battaglioni di Sturmpionieren, pionieri d'assalto particolarmente addestrati ai combattimenti riavvicinati con armi automatiche, esplosivi, lanciafiamme, mitragliatrici. Questi reparti scelti si trovarono di fronte uno scenario impressionante dominato dagli incendi, dalle macerie, dalle esplosioni; raggruppati al comando del maggiore Josef Linden i pionieri avrebbero dovuto sferrare l'attacco finale e conquistare gli ultimi capisaldi sovietici nella zona ad est delle fabbriche Barrikadij e Krasnyj oktjabr': la "casa del commissario", la "casa bianca", la "casa rossa", la "farmacia". Altri reparti di fanteria, concentrati in settori ristretti e rafforzati da carri armati, avrebbero cercato di avanzare più a sud nella zona della fabbrica chimica Lazur, del Mamaev Kurgan, della "racchetta da tennis".
Mentre stava per avere inizio un'ultima serie di violente battaglie nelle rovine di Stalingrado, l'alto comando sovietico era impegnato da settimane nella complessa organizzazione e pianificazione dettagliata della grande controffensiva generale decisa fin dal 13 settembre da Stalin, Žukov e Vasilevskij, sui due lati del fronte tedesco difeso in gran parte dalle armate "satelliti" rumene e italiane. In questo senso la resistenza della 62ª Armata rimaneva necessaria per guadagnare ulteriore tempo e attirare sempre nuove truppe tedesche sul Volga. Ma la situazione dei sovietici era molto precaria e minacciava di divenire ancor più difficile con l'arrivo dell'inverno che avrebbe reso più difficoltosa la navigazione sul fiume a causa della presenza dei ghiacci, rischiando di rendere quasi impossibile il rifornimento della testa di ponte.
Oltre ad organizzare l'operazione Urano lo Stavka non aveva mai cessato di preoccuparsi della difesa della città ed aveva sollecitato il generale Erëmenko ed il generale Rokossovskij (comandante del nuovo Fronte del Don) ad attaccare sui fianchi settentrionali e meridionali dell'armata del generale Paulus. A nord il generale Rokossovskij aveva attaccato il 29 settembre ed il 22 ottobre senza successo ed anche i tentativi della 64ª Armata del generale Šumilov di riconquistare Kuporosnyj, a sud di Stalingrado, fallirono il 1º ottobre ed il 25 ottobre; duri combattimenti proseguirono fino al 1º novembre ma tedeschi fecero intervenire reparti della 71ª e 295ª Divisione fanteria e della 29ª Divisione motorizzata e respinsero questi attacchi.

#### Ultimo tentativo tedesco

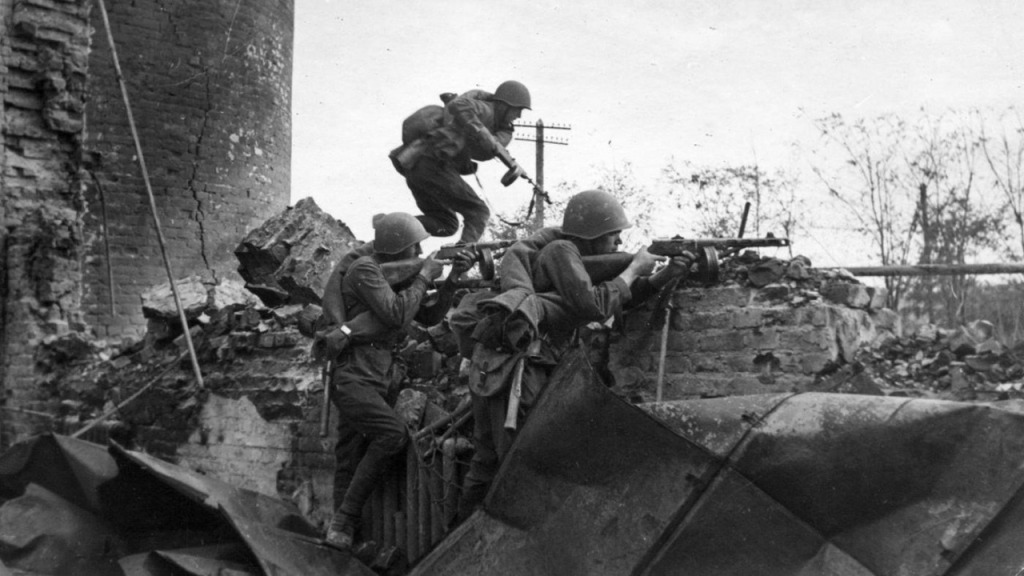
Soldati sovietici impegnati nei combattimenti di novembre nelle rovine di Stalingrado.

Il 9 novembre, con un clima in peggioramento, il generale Paulus diede inizio al suo ultimo attacco ("operazione Hubertus"); l'offensiva venne condotta inizialmente soprattutto da quattro battaglioni di Sturmpionieren appena arrivati al comando del maggiore Linden; il 45º, 50º, 162º e 336º battaglione pionieri d'assalto attaccarono i principali capisaldi della 138ª Divisione fucilieri del colonnello Ljudnikov schierate tra le fabbriche Barrikadij e Krasnyj oktjabr', la "casa del commissario", la "casa bianca", la "farmacia". I pionieri tedeschi affrontarono una dura resistenza; un gruppo venne decimato da trappole esplosive all'interno della Barrikadij, altri reparti avanzarono combattendo e occuparono la "casa bianca" e la "farmacia", ma il primo attacco contro la "casa del commissario" venne respinto dalla guarnigione sovietica con gravi perdite. Nel frattempo iniziarono a muovere a nord e a sud le truppe della 389ª, 305ª e 79ª Divisione fanteria, rinforzati dai carri armati della 24. Panzer-Division e dai pionieri del 179º battaglione.
L'11 novembre la 6ª Armata attaccò tutti i settori della testa di ponte sovietica; in un settore ristretto di 4,8 km entrarono in azione i gruppi di combattimento della 71ª, 79ª, 305ª, 389ª Divisione fanteria e della 100ª Divisione cacciatori, sostenuti da nuovi attacchi aerei della Luftwaffe. L'avanzata della 305ª Divisione fanteria ebbe successo, penetrò le linee della 95ª Divisione fucilieri e raggiunse il Volga su un tratto di 500 metri, isolando in una piccola sacca la 138ª Divisione e dividendo in tre parti la 62ª Armata; anche a nord i soldati del colonnello Ljudnikov erano pressati dalla 389ª Divisione; reparti della 100ª Divisione cacciatori e della 295ª Divisione guadagnarono terreno a sud. Il 50º battaglione pionieri d'assalto attaccò con cariche esplosive la "casa del commissario" e, dopo un violentissimo combattimento ravvicinato, fece saltare le stanze occupate dai sovietici e occupò l'edificio; ma le perdite tedesche furono molto alte in questi scontri, i battaglioni di pionieri d'assalto avevano perso un terzo dei loro uomini.

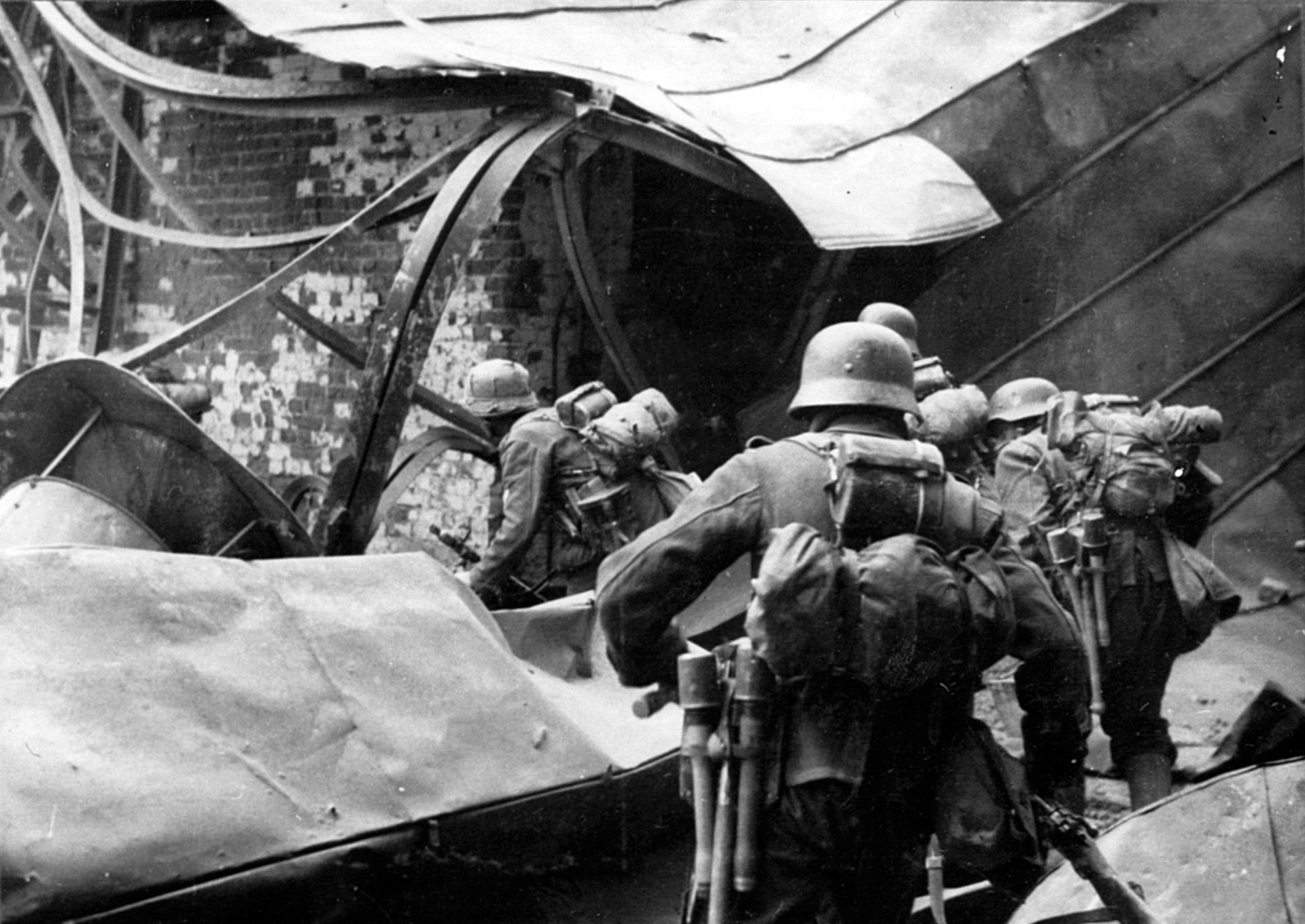
Truppe d'assalto tedesche completamente equipaggiate si muovono all'interno delle rovine di una delle grandi fabbriche di Stalingrado.

I sovietici non attesero passivamente gli attacchi; sul Mamaev Kurgan i siberiani del colonnello Batjuk respinsero i tentativi tedeschi e passarono al contrattacco, a nord le brigate del colonnello Gorochov cercarono di alleggerire la situazione della 138ª Divisione attaccando verso sud. La divisione del colonnello Ljudnikov era isolata con il Volga alle spalle, poche centinaia di uomini resistevano nella piccola testa di ponte senza rifornimenti, dato che il ghiaccio sul fiume permetteva la navigazione solo di barche a remi. Biplani sovietici lanciarono piccole quantità di materiali durante le notti, i feriti rimaneva abbandonati sulla riva. Ma i tedeschi non riuscirono a superare l'ultima resistenza: un attacco al quartier generale della 138ª Divisione fucilieri da parte di un reparto di pionieri tedeschi venne respinto dopo un violento corpo a corpo da un piccolo gruppo di genieri e dai soldati del plotone di guardia al posto di comando. A sud, nella fabbrica Lazur, nella "racchetta da tennis", sul Mamaev Kurgan, nella zona centrale, i soldati di Batjuk e Rodimcev difesero le loro posizioni. Il 12 novembre alla fabbrica Krasnyj oktjabr' un attacco del 179º battaglione pionieri del capitano Helmuth Weltz diede luogo a scontri drammatici contro i superstiti della 39ª Divisione delle guardie del colonnello Gur'ev all'interno dell'officina metallurgica, i tedeschi dovettero ripiegare e i sovietici mantennero il possesso dei forni Martin.
Dopo il 12 novembre la 6ª Armata dovette sospendere gli attacchi in forze; i tedeschi avevano raggiunto il Volga in un terzo punto ed isolato la 138ª Divisione fucilieri, ma l'offensiva era costata troppe perdite, la fanteria non era più in grado di continuare ed i pionieri d'assalto si erano logorati in pochi giorni. La 62ª Armata aveva resistito sulle sue ultime posizioni, ma il Volga stava ghiacciando ed i rifornimenti divenivano sempre più precari, il generale disponeva solo di 47 000 soldati e 19 carri armati. A Mosca Stalin si preoccupò ancora di un possibile crollo delle difese nella città, il 13 novembre nel corso dell'ultima riunione di pianificazione dell'imminente operazione Urano il dittatore ordinò al generale Vasilevskij di recarsi subito al Fronte di Stalingrado per aiutare il generale Erëmenko e controllare la situazione in attesa dell'inizio dell'attacco generale.

## Operazione Urano
(Annotazione del 25 dicembre 1942 riportata nel diario del soldato tedesco Wilhelm Hoffmann, appartenente alla 94. Infanterie-Division, caduto a Stalingrado)
Il 17 novembre Hitler inviò un messaggio più realistico al generale Paulus: dopo aver riconosciuto le difficoltà della battaglia ed aver elogiato il comando e le truppe, il Führer esortava il comandante dell'armata a sfruttare i problemi di rifornimento del nemico a causa dei ghiacci sul Volga per fare un ultimo sforzo e conquistare almeno i resti delle grandi fabbriche e raggiungere il fiume in questi settori. Erano obiettivi limitati ma non più raggiungibili: la 6ª Armata era esausta ed inoltre stava per avere inizio la grande controffensiva sovietica.

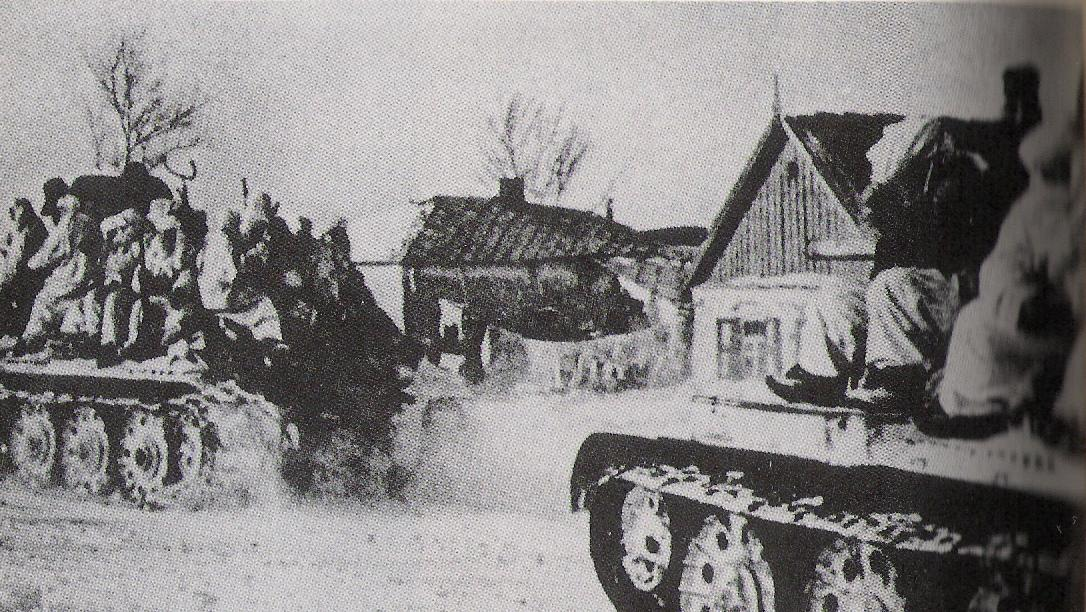
Le colonne corazzate sovietiche avanzano nella neve durante l'operazione Urano.

Il pomeriggio del 19 novembre ordini sorprendenti, provenienti dal Gruppo d'armate B, raggiunsero il comando della 6ª Armata: le truppe dovevano sospendere tutti gli attacchi locali a Stalingrado e passare sulla difensiva, forze mobili dovevano essere disimpegnate al più presto ed essere inviate con urgenza verso ovest a occidente del Don. L'operazione Urano era in pieno svolgimento, le notizie dai rumeni erano confuse e la situazione stava per avere una svolta totale a sfavore delle forze dell'Asse.
In quattro giorni i corpi corazzati e meccanizzati sovietici sfondarono le linee tedesco-rumene, avanzarono in profondità nelle retrovie della 6ª Armata e si congiunsero a Kalač, chiudendo la grande manovra a tenaglia. L'armata del generale Paulus non ebbe il tempo di intervenire e, ancorata dagli ordini di Hitler al fronte del Volga, venne completamente circondata il 24 novembre; le divisioni che si erano battute per settimane nella città e tutti gli altri reparti della 6ª Armata rimasero isolati in una grande sacca; fu la svolta operativa più sensazionale della seconda guerra mondiale.
La prolungata resistenza della 62ª Armata sovietica era riuscita a mantenere alcune posizioni sulla riva occidentale del Volga ed aveva attirato le migliori divisioni del generale Paulus favorendo in modo decisivo l'organizzazione e la conduzione della controffensiva strategica. Sul campo, la situazione dei soldati del generale Čujkov inizialmente rimase difficile anche se il 24 novembre il colonnello Gorochov aveva preso contatto con le truppe del Fronte del Don che avanzavano da ovest. La navigazione sul fiume era quasi sospesa e i rifornimenti ripresero solo il 16 dicembre quando il congelamento completo del Volga permise di utilizzare le slitte per il trasporto dei materiali. Alla fine del mese di dicembre il generale poté sferrare alcuni attacchi per migliorare le posizioni ed ampliare lo spazio disponibile: il 22 dicembre la 95ª Divisione del colonnello Gorišnij riuscì a riaprire il collegamento con le truppe isolate del colonnello Ljudnikov, mentre il 25 dicembre la 39ª Divisione delle guardie del colonnello Gur'ev guadagnò alcune posizioni nelle grandi fabbriche superando la tenace resistenza tedesca.
I tedeschi accerchiati mantennero fino all'ultimo le loro posizioni sul Volga nelle rovine di Stalingrado; i resti della 6ª Armata si arresero il 31 gennaio ed il 2 febbraio 1943, mettendo fine alla lunga e sanguinosa battaglia. Tutte le divisioni ed i reparti tedeschi che avevano partecipato ai due mesi di combattimenti nella città furono completamente distrutti.